# Storia del caffè
L'inizio della storia del caffè risale molto probabilmente al Medioevo, attorno al X secolo o più presumibilmente al XV secolo, ma con possibili precedenti in tutta una serie di relazioni e leggende che circondano il suo primo utilizzo.
L'albero di Coffea (la specie nativa non domesticata) è originario dell'antica provincia di Kefa (da cui trae il nome) situata nel Sudovest dell'Etiopia, attorno a Gimma; la leggenda più diffusa narra che un pastore dell'Abissinia notò l'effetto tonificante di quest'arbusto sul proprio gregge di capre che stavano pascolando nei suoi pressi. La coltivazione si diffuse presto nella vicina penisola arabica, dove la sua popolarità beneficiò del divieto islamico nei confronti delle bevande alcoliche; prese il nome di "K'hawah", che significa "rinvigorente".
La prima prova dimostratasi valida dell'esistenza di una caffetteria e della relativa conoscenza della pianta risale al XV secolo, nei monasteri del Sufismo nell'attuale Yemen. Nel XVI secolo aveva già raggiunto il resto del Medio Oriente, il Nordafrica, la Persia, il Corno d'Africa e l'India meridionale (il distretto di Kodagu). Attraverso l'impero ottomano si diffuse poi ai Balcani ed al resto del continente europeo, al Sudest asiatico ed infine alle Americhe.
La sua rarità lo rese molto costoso in Europa almeno fino al primo terzo del XVIII secolo. In seguito se ne sviluppò la coltura sia nei possedimenti francesi che in quelli olandesi d'oltremare, a cui seguirono i grandi produttori nella Capitaneria generale di Cuba, nel regno del Brasile, in Venezuela, nelle Indie orientali olandesi ed a Ceylon britannico nel corso del XIX secolo.
In America meridionale i periodi di crisi fecero aumentare la quota delle aziende agricole contadine a scapito delle aziende basate sulla schiavitù ed il lavoro forzato. Il desiderio della popolazione locale di recuperare le terre che erano state rubate rese la caffeicoltura un elemento costitutivo dell'identità di questi popoli, tra cui gli andini venezuelani e della regione Paisa, in Colombia.
Nel continente africano ha permesso ai Baulé della Costa d'Avorio, ai Bamiléké del Camerun, ai Kikuyu del Kenya e ai Chaga della Tanzania di svolgere un ruolo fondamentale nei loro paesi. Assieme al Venezuela, Ceylon e Cuba, Haiti e la Colonia della Giamaica sono stati tra i 20 maggiori paesi produttori di caffè durante il XIX secolo. L'esportazione perdette in parte la sua influenza nel corso del XX secolo, quando le grandi aziende cominciarono a basarsi sulle nuove infrastrutture per ottenere il controllo commerciale, fissare i prezzi, ma anche contribuendo ad un'enorme crescita del volume di caffè venduto.
La produzione mondiale è salita da 100.000 tonnellate nel 1825 a 8,9 milioni nel 2013, moltiplicandosi in tal modo più di 89 volte in meno di 2 secoli. All'alba del XX secolo il commercio mondiale del caffè costituiva il terzo più grande per valore, dietro ai cereali ed allo zucchero. Nel XXI secolo è il prodotto maggiormente commercializzato a livello mondiale, preceduto solamente dal petrolio, con un importo di 11,23 miliardi di euro; per una fornitura di 400 miliardi di tazzine annue al consumo, pari a circa 12.000 al secondo. La coltivazione permette la sussistenza a 125 milioni di persone in oltre 75 paesi tropicali, con 5 milioni di grandi produttori e 25 milioni di piccoli produttori indipendenti.
Il caffè rappresenta il 61% delle esportazioni del Burundi, il 37% dell'Etiopia, il 35% del Ruanda, il 21% dell'Uganda, il 18% del Nicaragua e il 17% dell'Honduras.

## Evoluzione della varietà
Delle 90 specie di caffè inventate, meno di 10 sono poi state effettivamente coltivate e solo 2 sono sopravvissute fino al XX secolo: la Coffea arabica e la Coffea canephora. La prima è nata da un antico incidente cromosomico, che ha quadruplicato la propria sequenza di DNA; questa è l'unica varietà autogama. I suoi fiori si autofecondano, anche se nel 10-20% dei casi si verifica l'allogamia ovvero l'impollinazione grazie ad insetti. Le altre piante di Coffea non possono invece autofecondarsi, ma scambiano permanentemente i geni col polline, il che le rende più resistenti ai parassiti.
Di fronte al brusco aumento di consumo del caffè nel corso del XVIII secolo, vennero coltivate prevalentemente le piante di arabica, riducendo le varietà in circolazione e quindi la possibilità di evoluzione della pianta. Accanto a questa solamente altre due varietà vennero piantate: Typica e Bourbon pointu.

La prima prende il via dalla singola pianta che fu portata da Giava ad Amsterdam nel 1706 e poi, nel 1714, venne donata ai vari orti botanici europei, da dove si trasferì successivamente nelle Americhe. La seconda, invece, nacque dalle piante di Mokha che nel 1715 la Compagnia francese delle Indie orientali portò dallo Yemen sull'isola di Riunione, dove ha cominciato a crescere considerevolmente a partire dal 1724.

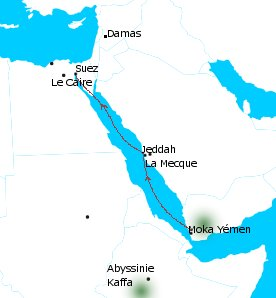
Zona d'origine del caffè.

I coltivatori di queste due varietà selezionarono i mutanti spontanei, poiché gli incroci non consentivano nuovi genotipi sufficienti data la bassa diversità genetica: di conseguenza il caffè è rimasto "puro" per oltre tre secoli. Derivano dal Bourbon il Marogogype, dai grani grossi avvistato in Brasile e la varietà Caturra, con un'alta produttività e facilità di raccolta. Provengono invece dalla Typica la Kent dell'India e la Blue Mountain della Giamaica; quest'ultimo ha permesso i primi successi d'intensificazione della coltura, in special modo nell'America Latina. Tra i vari ibridi Typica-Bourbon c'è la varietà Mondo Nuovo brasiliana.
Contrariamente all'Arabica, la Canephora diede vita ad una moltitudine di sottospecie, le quali vennero selezionate e tra queste divenne predominante la varietà Robusta, che aveva una maggiore resistenza alle malattie ed una produttività maggiore rispetto alle altre. Quest'ultima peserà al 38,6% nella produzione mondiale di caffè al principio del XXI secolo.
L'ibridazione tra la Canephora e una delle 2 arabiche, chiamata Arabusta, risulta essere molto raro in natura a causa delle barriere cromosomiche. Nel 1917 nell'arcipelago di Timor venne scoperta una popolazione di Arabusta selvatica detta Hybride de Timor resistente alla ruggine del caffè, la quale aveva devastato le piantagioni asiatiche negli anni 1870.
Questa prima fonte genetica differente sia da Typica che da Bourbon ha permesso d'incrociare l'arabica e creare varietà come la Catimor brasiliana o la Ruiru del Kenya. Più tardi gli esperti di botanica impareranno a creare artificialmente per raddoppio cromosomico della Canephora attraverso il trattamento di Colchicina nuove varietà di caffè.
Gli esperti di agronomia considerarono la Robusta essenziale per ringiovanire e differenziare le vecchie varietà di arabica. Tra il 1960 e il 1990, sotto gli auspici della FAO, decisero di tornare alle fonti delle popolazioni selvatiche dell'Etiopia per la creazione di ulteriori varietà migliorate.

## Primo utilizzo e leggende
Gli antenati etiopi del gruppo etnico degli Oromo furono con buone probabilità i primi a riconoscere l'effetto energizzante della pianta di caffè, la quale cresceva spontanea nei loro territori. Studi di diversità genetica sono stati eseguiti su molte varietà di Coffea arabica, che si sono rivelate scarsamente differenziate ma con la conservazione di una certa eterozigosità residua proveniente dai materiali ancestrali. È pertanto risultata essere strettamente correlata alle specie diploidi di Coffea canephora e Coffea liberica.
Tuttavia non è stata rinvenuta alcuna prova diretta che possa indicare il luogo africano esatto in cui il caffè sia cresciuto per la prima volta e neppure che tra gli indigeni sia stato riconosciuto e usato come stimolante in un periodo precedente al XVII secolo. Si pensa però che l'impianto del caffè domestico originale sia avvenuto ad Harar, la cui popolazione nativa, considerata indigena dell'Etiopia, non era composta da musulmani ma da cristiani Etiopi; i primi cristiani a sapere della venuta di Cristo, secondo le scritture che parlano del paradiso terrestre situato oggi nell'attuale Etiopia. I musulmani vennero dopo, nel 571-632, insieme ad altre popolazioni provenienti da poco oltre i confini del Sudan e del Kenya.

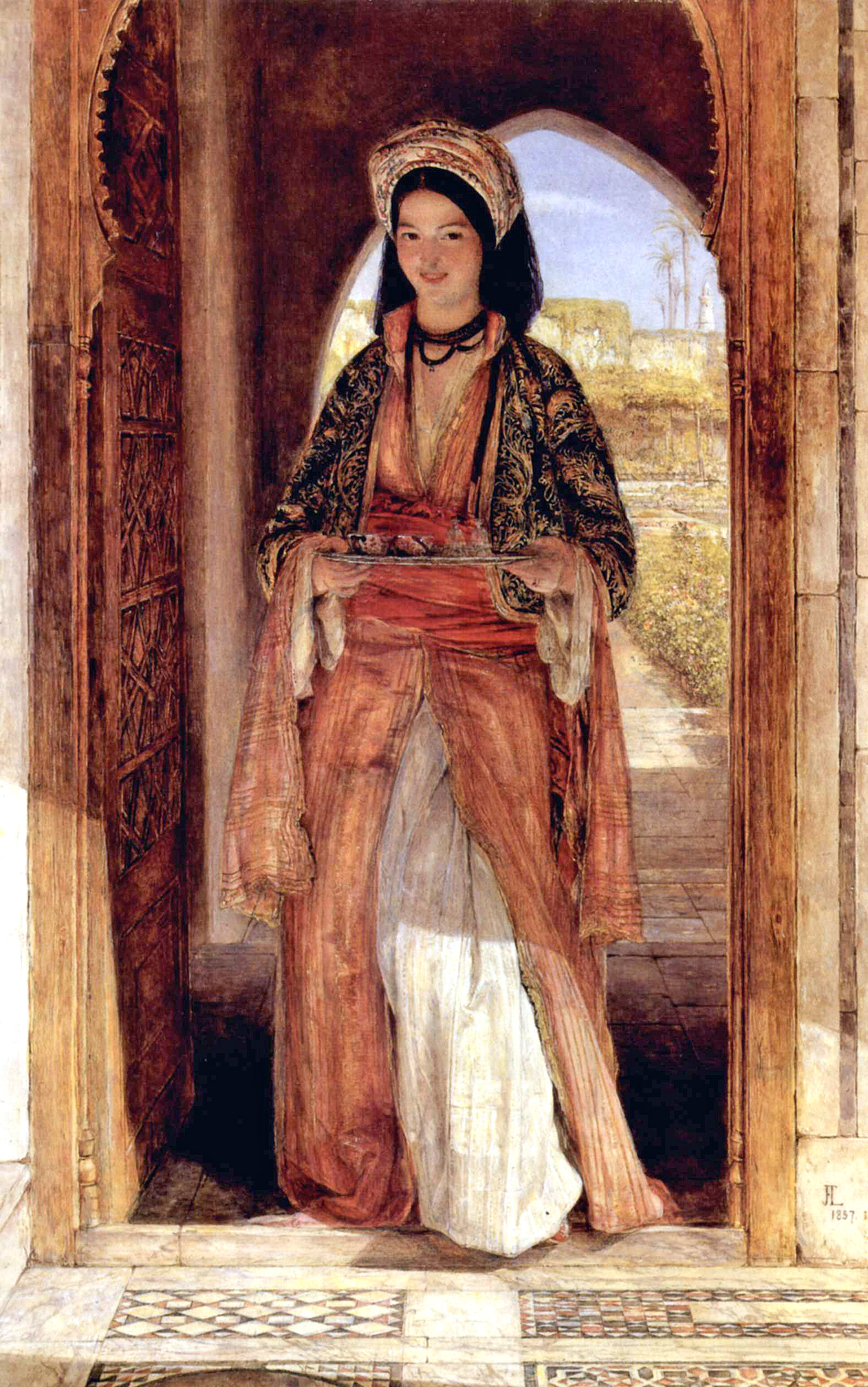
The Coffee Bearer al quartiere ottomano del Cairo. Dipinto di John Frederick Lewis (1857).

Il caffè è stato consumato principalmente nel mondo islamico, là dove è nato; rimase anche direttamente correlato alle pratiche più strettamente religiose, ad esempio per riuscire a sopportare le lunghe veglie di preghiera. Ci sono diversi racconti leggendari sull'origine della bevanda; uno di questi comprende la vita del mistico del Sufismo berbero Abu l-Hasan al-Shadhili; una storia etiopica narra che, osservando una vitalità insolita in alcuni volatili, provò ad assaggiare le bacche che gli uccelli stavano mangiando, sperimentandone la stessa energia.
Altri attribuiscono la scoperta del caffè ad un discepolo della Shadhiliyya chiamato Omar. Secondo l'antica cronaca (conservata nel manoscritto del persiano 'Abd ul-Qadir Marâghî) questi, che era conosciuto per la sua capacità di curare i malati con la sola forza della preghiera, fu esiliato da Mokha in una grotta deserta nei pressi di Ousab; provò a masticare le bacche raccolte da alcuni arbusti situati lì vicino, ma le trovò amare. Allora si mise a tritarle nel tentativo di migliorarne il sapore, ma così divennero dure. Poi provò a bollirle per ammorbidirle, il che produsse un liquido fragrante bruno. Dopo averlo bevuto Omar fu capace di rimanere senza cibo per dei giorni interi. Quando i racconti di questo "farmaco miracoloso" giunsero fino a Mokha, ad Omar venne permesso di tornare e in seguito venne fatto santo.
Un altro racconto riguarda un pastore etiopico del IX secolo, Kaldi; notando gli effetti energizzanti che subiva il suo gregge dopo aver brucato le bacche di un color rosso brillante di un certo cespuglio, si mise egli stesso a masticarle; l'euforia che ne derivò lo spinse a portare le bacche ad un monaco in un vicino monastero. Questi però non approvò il loro uso e le gettò nel fuoco; subito dopo ne fuoriuscì un intenso profumo, che fece accorrere altri monaci incuriositi. Le bacche arrostite furono rapidamente tratte fuori dalle braci, polverizzate e sciolte in acqua calda: la prima tazzina di caffè al mondo era stata creata. Dal momento però che questa storia non è nota per essere apparsa per iscritto prima del 1671, 800 anni dopo rispetto al tempo in cui viene ambientata, è molto probabile che sia spuria o inventata.

## Diffusione nel mondo arabo medioevale
L'uso del caffè era molto antico in Abissinia. Shehabeddin Ben, autore di un manoscritto arabo del XV secolo citato nella dissertazione di John Ellis Historical account of Cojfee (1774), scrive che esso è stato impiegato fin da epoche immemorabili; ma la pratica non si diffuse durante il periodo delle Crociate in quanto gli occidentali non ne vennero a conoscenza. Il medico del XIII secolo Ibn al-Baytar, che attraversò l'intero Nordafrica fino a giungere in Siria, non ne fa alcuna menzione.
La prima menzione del caffè, notata dallo speziale Philippe Sylvestre Dufour, parrebbe essere un riferimento al "bunchum" presente nelle opere del medico persiano Rhazes (X secolo); nelle edizioni successive però Dufour mette in dubbio la vera identità del "bunchum", parere condiviso anche da Edward Forbes Robinson in The Early History of Coffee Houses in England (London, 1893), citato da Ukers nel 1922.

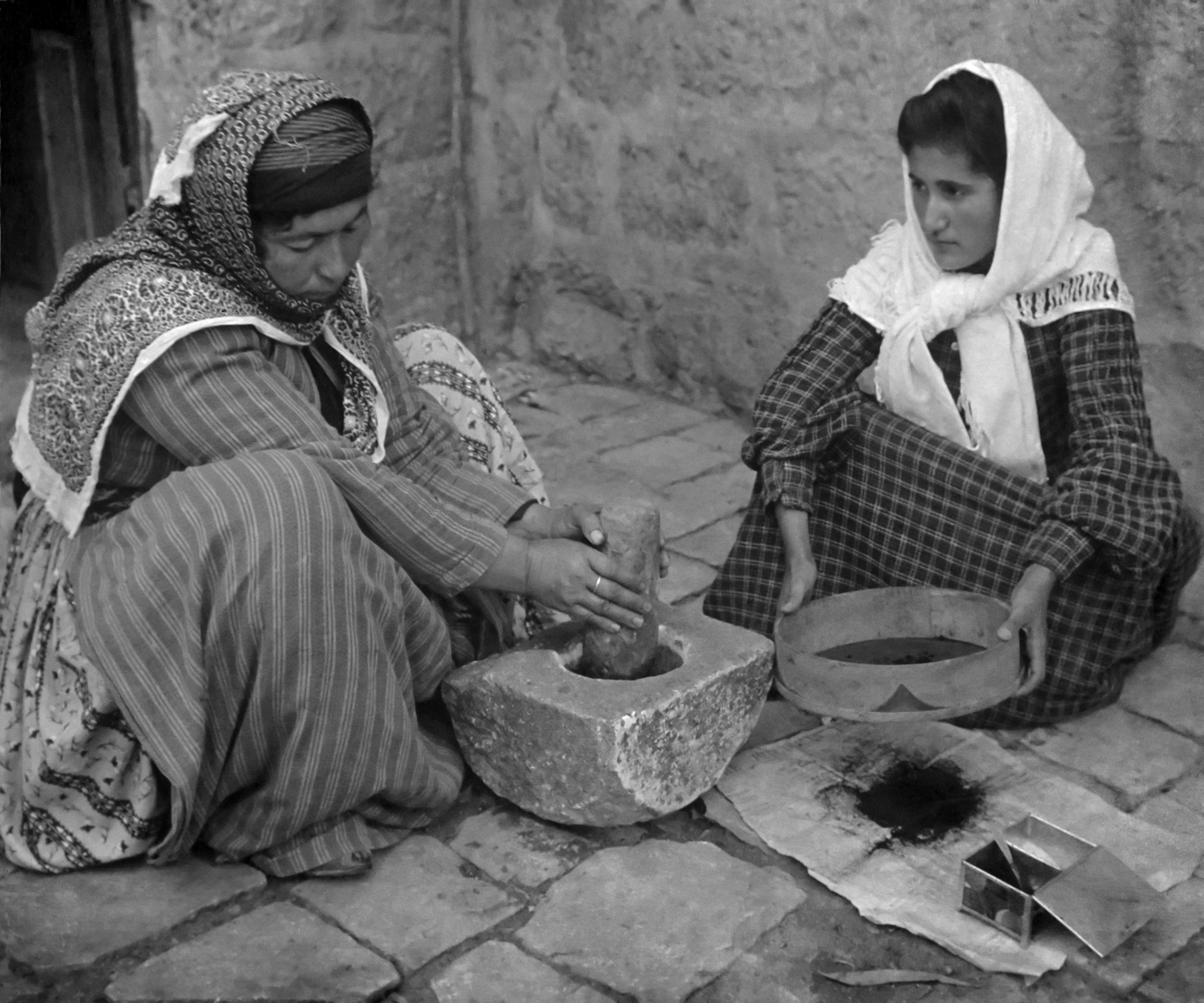
Donne palestinesi che macinano a mano i chicchi di caffè (1905).

Informazioni più precise sulla preparazione di una bevanda dalle bacche di caffè tostate risalgono invece a diversi secoli più tardi. Uno dei più importanti tra i primi scrittori sul caffè fu Abd al-Qadir al-Jaziri, che nel 1587 compilò un'opera che traccia la storia e le controversie legali e religiose subite dal caffè, Umdat al safwa fi collina al-qahwa (عمدة الصفوة في حل القهوة).
Egli riferì che lo sceicco Jamal-al-Din al-Dhabhani (1470), muftī di Aden, fu il primo ad adottare l'uso del caffè nel 1454 circa. Scoprì che, tra le sue proprietà, vi era anche quella di cacciare via stanchezza e sonnolenza e di donare al contempo al corpo una certa agilità e vigore.
Originaria di Kaffa, territorio governato dalla Dinastia Salomonide per tutto il Medioevo, la Coffea arabica venne introdotta nello Yemen e qui fu coltivata ed esportata dal porto di Mokha/Mocha (da cui trarrà il nome la Moka, caffettiera ideata dall'italiano Alfonso Bialetti nel 1933); il paese arabo ebbe relazioni commerciali lunghe ed intense con l'Impero d'Etiopia. Cominciarono ad essere coltivati circa 50.000 ettari nei due paesi. La prima testimonianza credibile della conoscenza dell'albero di caffè appare a metà del XV secolo, nei monasteri Sufi yemeniti.
Furono i commercianti yemeniti ad iniziare a coltivarlo. La parola "qahwa" - come detto - originariamente significava vino e i sufi dello Yemen usarono la bevanda come aiuto alla concentrazione e per creare una specie di intossicazione spirituale quando cantavano in estasi il nome di Allah, oltre che per mantenersi vigili durante le loro devozioni notturne.

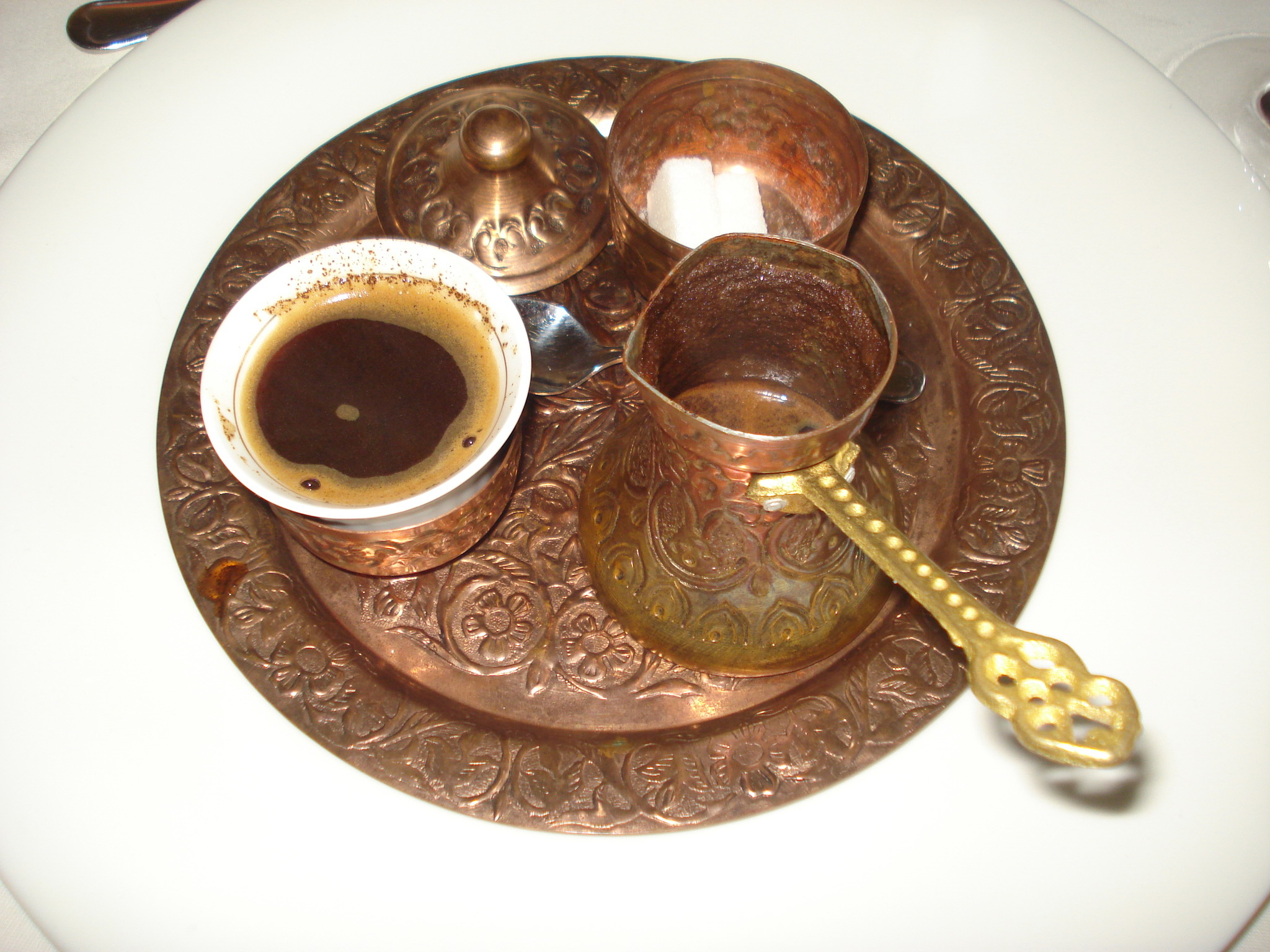
Set da caffè turco composto da una tazza (fildjan), un pentolino (cezve o ibriq) e una ciotola di zucchero, così come viene tradizionalmente servito ancora oggi in Bosnia ed Erzegovina.

Il "manoscritto di 'Abd Al-Qadir al-Jaziri" (XVI secolo) traccia la diffusione del caffè partendo dall'"Arabia Felix" (l'attuale Yemen) verso Nord fino alla Mecca e a Medina, per giungere poi alle grandi città del Cairo, Damasco, Baghdad e Istanbul. Il lavoro di Al-Jaziri è di notevole interesse anche per quanto riguarda la storia del caffè in Europa; una copia raggiunse la biblioteca reale francese, dove fu in parte tradotta da Antoine Galland alla fine del XVII secolo col titolo De l'origine et du progrès du café
Nel 1414 la bevanda era conosciuta alla Mecca e agli inizi del 1500 venne diffusa nel Sultanato mamelucco e nel Nordafrica dal porto di Mokha. Associato al Sufismo, una miriade di "case del caffè" nacquero al Cairo, tutt'attorno all'Università al-Azhar. Vennero poco dopo aperte anche in Siria, specialmente nella città cosmopolita di Aleppo. La prima caffetteria sul suolo europeo, chiamata "Kiva Han", aprì nel 1475 ad Istanbul. Il consumo si diffuse in tutto il mondo arabo e nel 1630 esistevano un migliaio di caffetterie nella sola Cairo.
Nel 1511 fu però proibito a causa del suo effetto stimolante dagli imam conservatori e ortodossi in un concilio teologico svoltosi alla Mecca. Tali divieti tuttavia vennero completamente ribaltati nel 1524 grazie ad un ordine esplicito del sultano ottomano Solimano il Magnifico, con il Gran Mufti Ebussuud Efendi che emise una "fatwā" per consentire il consumo di caffè. Al Cairo una simile proibizione venne proclamata nel 1532 e le caffetterie e i magazzini contenenti i chicchi furono completamente saccheggiati.
Nel XVI secolo aveva già raggiunto il resto del Medio Oriente, i Safavidi persiani e l'intero Impero ottomano. Da qui si diffuse verso la penisola italiana, poi nel resto d'Europa e le piante di caffè cominciarono ad essere trasportate dagli olandesi nelle Indie orientali olandesi e nelle Americhe.
Allo stesso modo il caffè sarà bandito anche dalla Chiesa ortodossa etiope poco prima del XVIII secolo; tuttavia nella seconda metà del XIX secolo gli atteggiamenti si ammorbidirono e il suo consumo troverà una rapida diffusione tra il 1880 e il 1886.

## XVI secolo
Il caffè è stato introdotto per la prima volta in Europa sull'isola di Malta, allora dipendenza del Regno di Sicilia, nel XVI secolo. Vi è stato introdotto attraverso la schiavitù: gli schiavi musulmani turchi erano stati imprigionati dai Cavalieri di San Giovanni nel 1565, durante il Grande Assedio di Malta, essi lo usavano per preparare la loro bevanda tradizionale. Domenico Magri menzionò nella sua opera Virtu del Kafé, "Turchi, abilissimi artefici di questo intruglio". Anche il viaggiatore tedesco Gustav Sommerfeldt nel 1663 descrisse "l'abilità e l'operosità con cui i prigionieri turchi guadagnano del denaro, specialmente preparando il caffè, una polvere simile al tabacco da fiuto, con acqua e zucchero". Il caffè era una bevanda popolare nell'alta società maltese e nell'isola vennero aperte molte caffetterie.
In questo periodo le proprietà del caffè vennero notate da vari viaggiatori e studiosi europei, tra cui il botanico tedesco Leonhard Rauwolf (1582), che fu il primo europeo a parlarne, il botanico e medico veneziano Prospero Alpini (1591), che fu il primo europeo a pubblicare una descrizione dettagliata della pianta di caffè, e il viaggiatore tedesco Gustav Sommerfeldt(1663).
Lo scambio mercantile attivo tra la Repubblica di Venezia e i musulmani del Nordafrica, dell'Egitto e dell'Impero ottomano portò all'introduzione di una grande varietà di beni, incluso il caffè, nella città di Venezia, allora uno dei principali porti europei. I mercanti veneziani introdussero - con molte insistenze - la bevanda tra l'aristocrazia. In seguito passò anche nella terraferma, innanzitutto tra studenti, docenti e visitatori dell'Università di Padova
Nel 1645 fu inaugurato a Venezia uno dei primi caffè europei, oltre a quelli già presenti nell'Impero ottomano e a Malta (parte del Regno di Sicilia).

## Il caffè a Napoli
Il caffè a Napoli, pur essendo conosciuta oggi come la città del caffè, arrivò in seguito, attraverso le navi che arrivavano nei porti della Sicilia da Malta (essendo stato introdotto lì per la prima volta in Europa). Altre testimonianza dell'uso del caffè a Napoli risalgono al 1614, quando il compositore, esploratore e musicologo Pietro Della Valle inviò notizie dalla Terra Santa, nelle sue lettere ad un caro amico, medico e poeta greco e a Mario Schipano e al suo raduno di intellettuali, di una bevanda (chiamata kahve), aggiungendo che gli arabi musulmani preparavano l'intruglio in pentole calde. Alcuni ritengono che il caffè sia arrivato a Napoli prima, da Salerno e dalla sua Scuola Medica Salernitana, dove la pianta venne utilizzata per le sue proprietà medicinali tra il XIV e il XV secolo.
Celebrato dall'arte, dalla letteratura, dalla musica e dalla vita mondana napoletana, il caffè divenne presto protagonista a Napoli, dove veniva preparato con grande cura nella "cuccumella", la tipica caffettiera a filtro napoletana derivata dall'invenzione del parigino Morize nel 1819.
Gli artigiani napoletani ne vennero in contatto quando fu portato, ancora una volta attraverso le rotte commerciali marittime, al Porto di Napoli. Un indizio dell'approccio dei napoletani al caffè come bevanda sociale, è la pratica del caffè sospeso (l'atto di pagare in anticipo un caffè da consumare dal prossimo cliente) inventato nella città partenopea e definito dal filosofo e scrittore napoletano Luciano De Crescenzo un caffè "dato da un individuo all'umanità".

## Il caffè a Trieste fra storia, economia e cultura
L’evoluzione sociale e urbanistica della città a seguito della crescita nell’Ottocento delle importazioni dei preziosi chicchi.
Vienna, 1683: il Gran visir dell'Impero ottomano, Kara Mustafa, fugge con il suo esercito dalla capitale asburgica grazie all’intervento delle armate di rinforzo. I turchi, stremati dall'assedio, si abbandonano a una ritirata disorganizzata, lasciando davanti alle mura di Vienna tende, armi, viveri e bottino. E tra quel bottino anche sacchi di caffè.
Il turco kahve (tradotto come “vino” o “bevanda eccitante”) affascinò il palato austriaco al punto da cominciare ad essere importato in grandi quantità nell’impero. Gli aromatici chicchi venivano trasferiti in Europa da Alessandria d'Egitto, e il porto più adatto a conciliare, con la sua posizione, realtà orientali e occidentali era proprio quello di Trieste.
Così il porto franco divenne (e rimane ancora oggi) uno dei principali centri europei di importazione del caffè. Nell’Ottocento, a seguito della costruzione della ferrovia (1857) e di quello che oggi è chiamato Porto Vecchio, la lavorazione dei chicchi si espanse assieme allo sviluppo tecnologico della città, al punto che, alla fine del secolo, Trieste vantava la presenza di 66 ditte di importazione, quattro aziende, dieci torrefazioni e 98 botteghe del caffè.
Oggi la città sembra ancora offrire, nelle strade e nelle caffetterie del centro storico, quell'atmosfera “aromatica”, un tempo condita di intellettuali e portuali, di borghesi e prostitute, che incarnava la “scontrosa grazia” cantata da Saba. Infatti i caffè, come luogo di aggregazione politica, culturale e ideologica divennero testimoni della commistione di nazionalità e culture che andavano in cerca di uno spazio nel porto asburgico.
I tipi di caffè e i clienti che ospitavano erano i più disparati. Tra i più noti all’epoca il "Caffè Greco" che riuniva mercanti e commercianti greci, turchi o provenienti dall'area orientale del Mediterraneo e dai territori controllati dall'Impero ottomano, il "Caffè Flora" (divenuto poi "Nazionale"), situato a palazzo Pitteri, che di giorno era un ritrovo per i coristi del teatro Verdi e di notte per la clientela più proletaria di Cittàvecchia, il "Caffè Corso", a palazzo Salem, punto d'incontro di attori, filodrammatici, cantanti e vari artisti del varietà, compresi prestigiatori, illusionisti, mangiafuoco e dilettanti in erba. E ancora il "Caffè Vesuvio", all'angolo tra il Corso e via Imbriani, frequentato da un gruppo di sordomuti che giocavano a domino tanto quanto evitavano di spendere, costringendo il proprietario a trasformare il locale in una tavola calda, e il "Caffè alla Miniera" di via del Pesce, luogo di ritrovo di loschi personaggi ben conosciuti nelle carceri vicine, tenuto d'occhio dalle autorità.
Tuttavia Trieste è molto più celebre per quei caffè che, ispirandosi al modello viennese, rappresentavano luoghi privilegiati per gli strati sociali più elevati: fra questi il "Caffè Garibaldi", il "Caffè degli Specchi", il "Caffè Stella Polare", il "Caffè San Marco", tutti centri attorno ai quali orbitavano grandi letterati, irredentisti e intellettuali dell'epoca, quali Italo Svevo, Umberto Saba, James Joyce, Franz Kafka, Giani Stuparich, Scipio Slataper, Marco Lovrinovich e molti altri.
Questi luoghi di aggregazione divennero gli spazi in cui i triestini erano capaci di ritrovare una piccola frazione di sé, di sentirsi parte di una comunità culturale o ideologica, oppure di scoprire semplicemente il valore della convivenza. Saba dedica una delle sue poesie più vibranti al "Caffè Tergeste" (oggi "Tergesteo"), che apostrofa come “caffè di ladri, di baldracche covo”, eppure in quell'angolo della sua popolosa città, in un caffè capace di conciliare “l'italo e lo slavo”, il poeta ci dice “io soffersi ai tuoi tavoli il martirio,/lo soffersi a formarmi un cuore nuovo”.
Il caffè rimase una bevanda popolare nell'alta società maltese, con molti negozi aperti espressamente per favorirne il consumo.

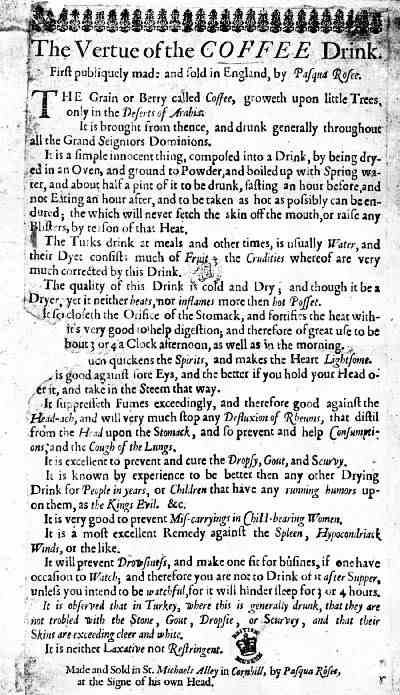
Pubblicità del 1652 per una delle prime caffetterie del Regno Unito, la "St. Michael's Alley" di Londra.

## XVII secolo

### La nuova moda invade l'Europa
Secondo la descrizione fatta da Rauwolf il caffè sarebbe divenuto un bene disponibile in Inghilterra già entro la fine del XVI secolo, in gran parte attraverso gli sforzi congiunti della Compagnia britannica delle Indie orientali e della Compagnia olandese delle Indie orientali.
Con sicurezza entrò nel continente europeo attorno al 1600, grazie ai mercanti veneziani. Si consigliò a papa Clemente VIII (1592-1605) di farlo proibire, in quanto avrebbe rappresentato una minaccia satanica proveniente dagli "infedeli"; dopo averlo assaggiato però il Santo Padre benedisse la nuova bevanda, affermando che lasciarne il consumo solo agli infedeli avrebbe invero costituito un autentico peccato mortale.
Nel 1614 il commerciante di Anversa Pieter van den Broecke scoprì lo strano tipo di "acqua nera e calda" al porto di Mokha, nella costa Sudest dell'attuale Yemen, mentre si trovava in navigazione per conto della "Compagnia olandese"; due anni dopo riuscì ad ottenere alcuni cespugli e li portò ad Amsterdam ove li piantò nell'orto di casa: cominciarono a crescere rigogliosi. Questo evento apparentemente minore ricevette una ben poca pubblicità all'epoca, ma ebbe un impatto decisivo sulla storia occidentale del caffè.
Nel 1615 le imbarcazioni della Repubblica di Venezia portarono in patria una borsa di chicchi di caffè provenienti da Istanbul e già nel 1660 circa ne giunsero dai territori turchi 20.000 quintali a Marsiglia; considerati estremamente costosi ricevettero il loro primo nome dal porto di Mokha affacciato sul Mar Rosso, da cui vennero esportati via Suez e Alessandria d'Egitto: dalle navi attraccate a Venezia, Genova e Marsiglia cominciarono ad essere distribuiti. Il loro ampio utilizzo penetrò nei territori dell'Europa occidentale a partire dal 1665.
Venezia divenne così la capitale mondiale del caffè, nel 1683 viene inaugurata in Piazza San Marco il caffè "All'Arabo" da qua in breve la città poteva contare un totale di 200 caffè di cui una trentina si affacciavano nella Piazza. Nel 1720 apre il Caffè Florian, ancora oggi il caffè esistente più antico al mondo.
Anche a Livorno attraverso i suoi commerci con l'oriente si diffonde ben presto in città e progressivamente nelle altre città toscane. Diffuso in città sicuramente dal 1632 è favorito dall'apertura delle sue apposite "botteghe del caffè": la prima è ufficialmente aperta in Piazza Grande nel 1703. A questa ne seguono rapidamente altre. Nel 1781 vi sono sette botteghe aperte in città che diventeranno 14 nel 1814 e 24 nel 1844. La fantasia locale ed i contatti con il mondo marittimo anglosassone, porteranno nel corso del XIX secolo alla produzione del noto ponce alla livornese ancora oggi molto diffuso e gustato in vari modi.

Rotte commerciali della Compagnia olandese delle indie orientali nelle Indie orientali olandesi.

Intanto i chicchi che van de Broecke aveva acquistato a Mokha più quarant'anni prima si adattarono alle condizioni climatiche locali nelle serre dell'orto botanico di Amsterdam e produssero numerosi cespugli di Coffea arabica sani. Nel 1658 gli olandesi li impiegarono per iniziare la coltivazione del caffè a Ceylon e più tardi nell'India meridionale. Abbandonarono poi queste colture per concentrarsi sulle loro piantagioni di Giava in modo da evitare di far scendere il prezzo per sovrapproduzione.
Nel giro di pochi anni le sedi dell'impero coloniale olandese (oltre a Giava nelle Indie orientali olandesi anche la Guyana olandese) divennero i principali fornitori di caffè dell'intero continente europeo.
Il primo caffè inglese venne inaugurato ad Oxford nel 1651. Entro il 1675 vi furono già più di 3.000 caffetterie in tutta l'Inghilterra, nonostante l'alto grado di disordine nella loro progressione durante il decennio 1660. A seguire aprirono caffè in più o meno in tutta Europa: a partire dalla Francia, dall'Olanda, per proseguire verso Germania, Austria e Polonia.

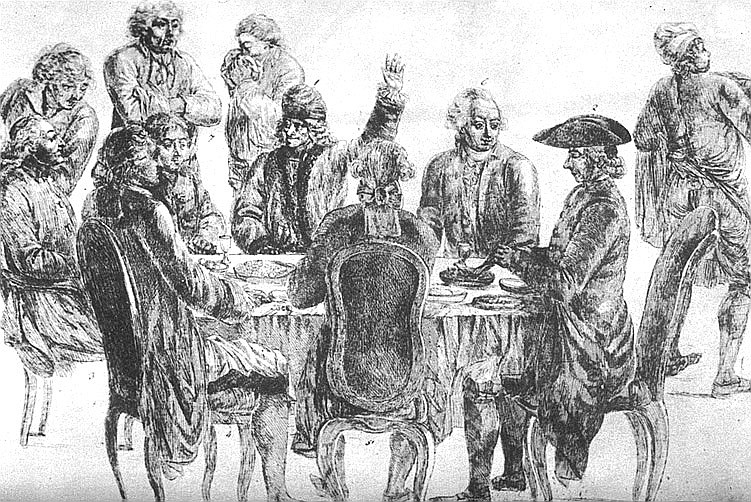
Il Café Procope come lo si può immaginare nel XVIII secolo in un disegno di Jean Huber riferito a Ferney-Voltaire: in secondo piano, da sinistra a destra ci sono Nicolas de Condorcet, Jean-François de La Harpe, Voltaire e Denis Diderot.

Molti in questo periodo credettero che il caffè potesse avere anche delle proprietà medicamentose. Tuttavia la nuova merce si rivelò per alcuni essere invece oggetto di controversie.
Nel 1669 Suleiman Aga, ambasciatore del Sultano Mehmed IV, giunse nella capitale francese con il suo entourage portando con sé una grande quantità di caffè; lo offrì con certezza per la prima volta al "Re Sole". Egli fornì ai suoi ospiti francesi e europei un caffè da bere e regalò alcuni chicchi alla corte reale. Tra il 1669 e il 1670 Suleiman riuscì a stabilire tra i parigini l'abitudine di bere il caffè.
Il caffè raggiunse la Confederazione polacco-lituana nel corso del XVII secolo, principalmente attraverso i mercanti che commerciavano con gli ottomani. Continuò a rimanere una merce di lusso nella Repubblica Popolare di Polonia per tutta la durata del regime comunista. Il consumo ha iniziato a crescere e stabilizzarsi solo a partire dalla trasformazione della Polonia in una democrazia aperta al capitalismo nel 1989, anche se esso ha una diffusione "pro capite" relativamente più bassa rispetto alla maggior parte degli altri paesi dell'Unione europea.

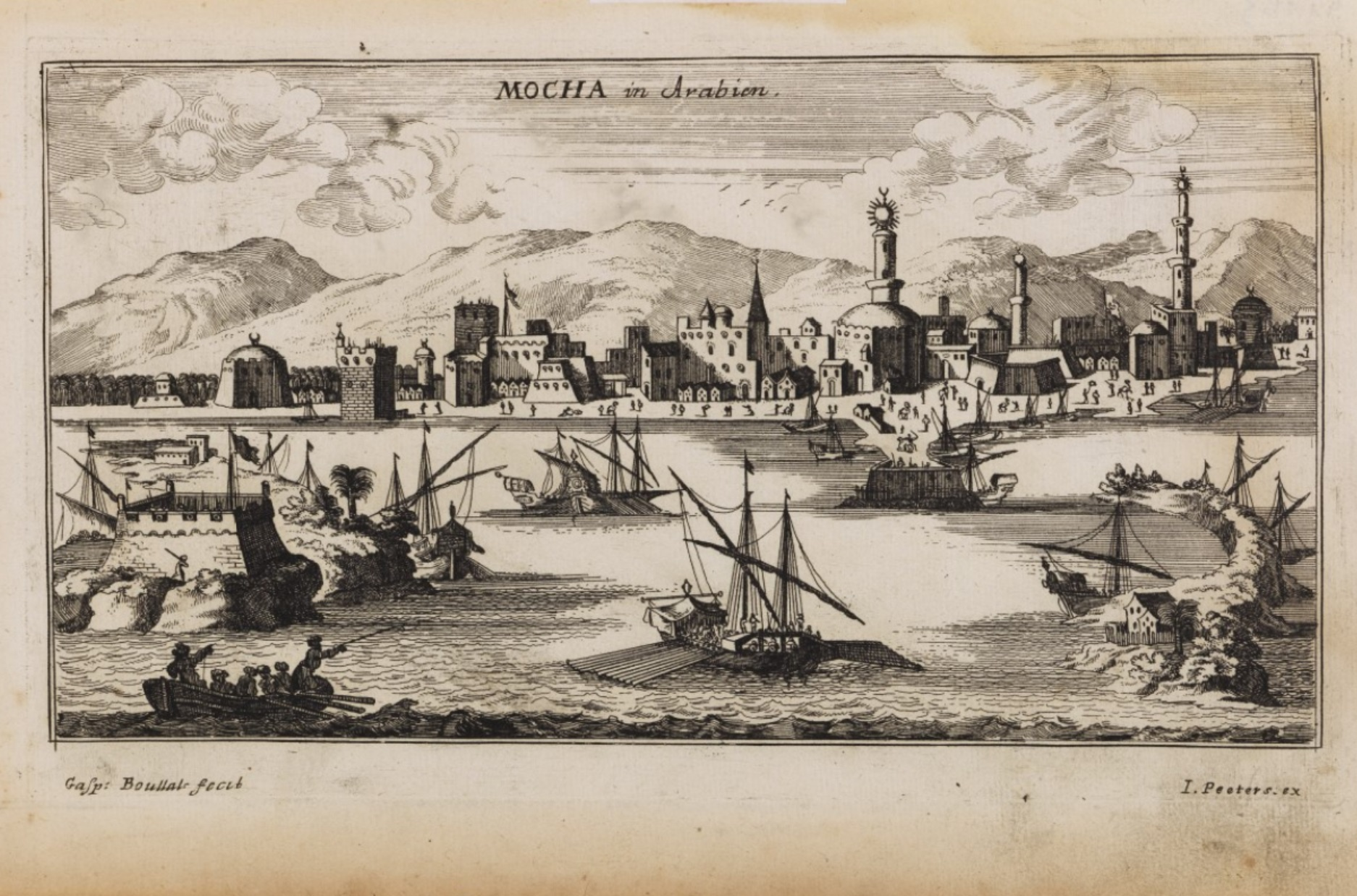
Incisione olandese che ritrae lo scalo commerciale marittimo di Mokha nel 1692.

### Produzione avviata dagli olandesi
Come detto nel 1614 una delegazione di commercianti e specialisti d'orticoltura olandesi visitò Aden per poter studiare come gli arabi riuscissero a creare il caffè; due anni dopo la "Compagnia" cominciò qui a rifornirsi di chicchi. Il caffè rimase un bene di lusso, anche se la sua coltivazione venne estesa nell'India olandese (a Ceylon) nel 1658 e nelle Indie orientali olandesi nel 1696.
Nicolaes Witsen (1641-1717), presidente della "Compagnia" nonché fondatore dell'Orto botanico di Amsterdam nel 1638, fece acclimatare il caffè etiopico a Batavia (l'odierna Giacarta), dopodiché esportò il metodo anche nella Guyana olandese.
Nel 1696 i primi semi vennero fatti piantare nell'isola di Giava su un terreno di proprietà del governatore generale Willem van Outhoorn: venne rapidamente devastato da un'inondazione. L'esperimento fu ripetuto nel 1706, dopo che la "Compagnia olandese" ricevette gli altopiani di Priangan (nell'attuale provincia di Banteng) a Giava Occidentale dal regno musulmano di Mataran come forma di rimborso per i servizi resi durante la prima guerra di successione giavanese.
Come precauzione una delle piante che si erano precedentemente salvate venne inviata nella madrepatria; il primo esemplare di Coffea entrò così a far parte ufficialmente del orto botanico di Amsterdam: essa divenne il capostipite di tutte le varietà di Coffea arabica coltivate in seguito, da quelle dell'ex Brasile olandese e dell'intera Colonia del Brasile e dei Caraibi olandesi poi.
Intanto nel 1692 Luigi XIV di Francia aveva concesso un monopolio al mercante della nascente borghesia parigina François Damame; ma per il commercio d'importazione dall'Oriente Marsiglia mantenne saldamente i maggiori utili finanziari, prima che nel XVIII secolo non si scontrasse con la formidabile concorrenza attuata da una compagna commerciale di Saint-Malo la quale andava direttamente alla ricerca della Coffea arabica nel Mar Rosso doppiando il Capo di Buona Speranza.

## XVIII secolo
Di fronte ad un brusco aumento della domanda fin dall'inizio del XVIII secolo, la coltura di Coffea arabica si ampliò rapidamente, seppur su una base genetica assai limitata. L'alta domanda causò una penuria di prodotto per i primi trent'anni del secolo.

Entro il 1730 vi erano già tre denominazioni di caffè in competizione: Java, Mokha (comprendente il caffè delle attuali Antille olandesi) e Bourbon pointu (francese, a partire dal 1715 a La Réunion e successivamente di Saint-Domingue). Con lo scoppio della rivoluzione francese oltre l'80% della produzione mondiale giungeva dalla Guyana olandese, dalla Colonia del Brasile e da Saint Domingue; quest'ultimo sarà principalmente riesportato, sia nel continente europeo ma anche nel Vicino Oriente, a tutto discapito del Java.

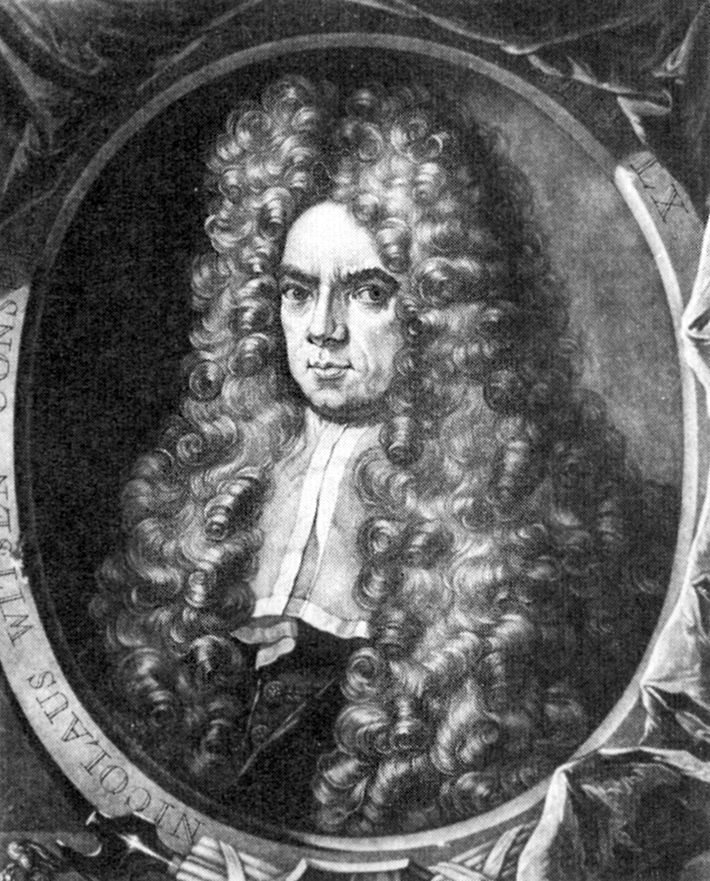
Nicolaes Witsen trapiantò per la prima volta il caffè a Batavia (l'odierna Giacarta) e nella Guyana olandese.

Il Regno di Francia si procurò alcune piante con la forza già nel 1708. Lo Yemen proibì totalmente qualsiasi esportazione delle piante o delle "bacche verdi", mentre il mercato di Amsterdam favorì un monopolio di cui approfittò ampiamente. I pochi arbusti trasferiti con velocità prima nell'Europa occidentale e poi nelle Indie orientali olandesi e nelle Indie occidentali erano del tutto prive di qualsiasi certezza sulla qualità.
Le piantagioni di Coffea vennero rafforzate artificialmente grazie all'utilizzo intensivo della manodopera gratuita proveniente dalla tratta atlantica degli schiavi africani; le navi negriere salparono dai principali porti francesi, mentre le colonie oltremare dell'impero britannico risultarono svantaggiate dalle forti tassazioni imposte sui prodotti coloniali.
La comparazione dei prezzi del caffè di Amsterdam proveniente da Giava e Sumatra mostra un notevole divario tra il 1660 e il 1770; per il Java 3 guilder per libbra, molto di più rispetto alle aree produttive da cui proveniva il che viene spiegato dagli storici quale effetto dei larghi margini di profitto derivanti dalla monopolizzazione messa in atto dalla "Compagnia olandese". Confrontando le differenti origini del mercato di Amsterdam si può constatare che nel 1721 importava ancora il 90% di Mokha, mentre già nel 1736 la proporzione si era rovesciata a favore del Java, la cui produzione era appena decollata. Questo cominciò a diventare più economico di quello yemenita importato già negli anni 1720 e il divario non fece che allargarsi: passò dai 14,5 fiorini olandesi per libbra ai 10,75 nel 1774. Il caffè giavanese venne quindi battuto da quello della Guyana olandese, che venne a costare solo 6 fiorini.

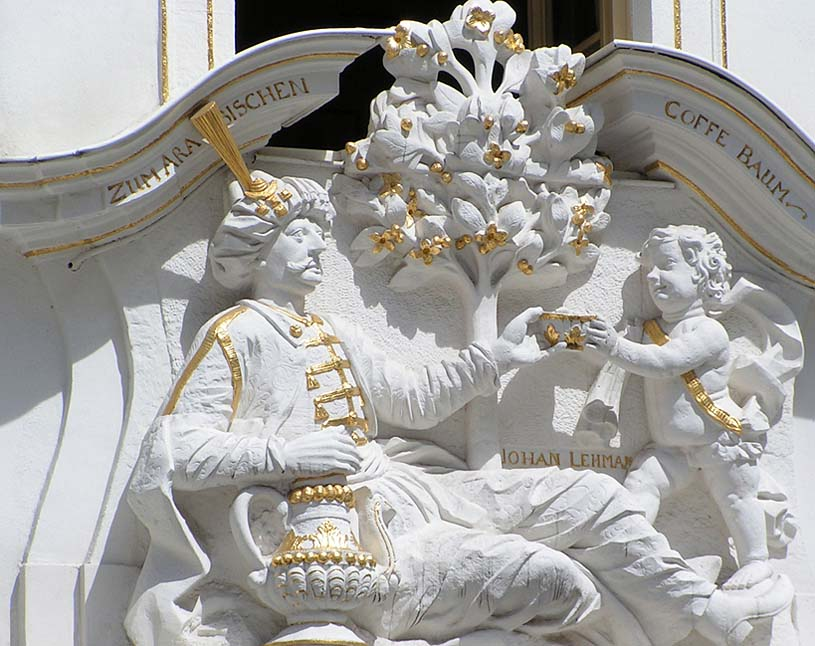
Rappresentazione scultorea posta all'ingresso della "Zum Arabischen Coffe Baum" di Lipsia, caffetteria fondata nel 1686; un uomo abbigliato con un costume turco riceve una tazza di caffè dalle mani di un ragazzo.

La Réunion mise per la prima volta in discussione il monopolio olandese nel 1735; sarà però spodestata verso il 1750 dalla Guyana olandese passata in gran parte dallo zucchero al caffè; quest'ultima esportò in quantità maggiore e più velocemente nei confronti di Giava, godendo di una prima ondata di crescita alla fine degli anni 1760.
Saint Domingue colmò il distacco al termine della Guerra dei sette anni, dopo che i piantatori francesi vendettero in massa le piantagioni di zucchero per acquistare terreni in quota da adibire alla caffeicoltura; approfittarono immediatamente della prima ondata di crescite alla fine degli anni 1760 con l'intento di battere la Guyana olandese. Questo causò una prima crisi finanziaria nel 1771 e una seconda alla fine dello stesso decennio.
Nel 1769 la colonia francese produsse già 5 volte di più della Guyana olandese, quando quest'ultima raccolse 7.615 tonnellate annue assieme a Giava e Réunion durante il loro picco produttivo nel periodo 1772-75. La guerra d'indipendenza americana innescò poi un rapido declino della disponibilità di prodotti coloniali e una relativa rincorsa nei prezzi d'esportazione, facendo crescere il prezzo del caffè rapidamente.
Nel 1789 più dell'80% arrivava da Hispaniola. Entro il 1790 l'intensa caffeicoltura a Saint Domingue produsse la deforestazione dell'intera isola e l'amplificazione naturale dell'attività irrigua, in un contesto in cui si alzò esponenzialmente anche l'infiorescenza e la fruttificazione; tutti i maggiori mercati globali vennero inondati dal "caffè di Santo Domingo": New York, Londra, Amsterdam, Trieste, Amburgo, Il Cairo, Bordeaux e Le Havre. Con lo scoppio della rivoluzione francese oltre l'80% della produzione mondiale giunse dalla Guyana olandese, dalla Colonia del Brasile e da Saint Domingue; quest'ultimo sarà principalmente riesportato, sia nel continente europeo ma anche nel Vicino Oriente, a tutto discapito del Java. A Marsiglia il 90% degli arrivi prendevano la via di Istanbul.

## XIX secolo
Il XIX secolo ha veduto l'abolizione della tratta degli schiavi sia nell'impero coloniale francese che nell'impero britannico, ma lo schiavismo persistette nella Capitaneria generale di Cuba spagnola, nel Regno del Brasile prima e nell'Impero del Brasile poi. Questi furono i due maggiori produttori emergenti i quali, l'uno dopo l'altro, fecero deprimere il prezzo del caffè in precedenza beneficiato dalle guerre e rivoluzioni scatenatesi tra il 1800 e il 1830. Londra assunse la funzione di centro delle aste del caffè, laddove nel corso del XVIII secolo Bordeaux e Le Havre si erano messe in competizione con Amsterdam.
Nel gennaio del 1813 il prezzo al quintale scese a 40 scellini, quando veniva precedentemente venduto fino a 500 scellini al mercato di Amburgo durante la corsa al rialzo a causa della sua carenza. Nel 1820 Giava fornì solo il 6% del consumo europeo e nel 1840 lo Yemen tra il 2% e il 3% di quello mondiale.
La produzione brasiliana fu superiore a quella cubana e delle Indie occidentali britanniche a partire dalla fine degli anni 1820. Nelle colonie inglesi e francesi la schiavitù fu proibita rispettivamente nel 1833 e 1848; il Venezuela assieme a Cuba e Brasile lo abolirono rispettivamente nel 1856, 1886 e 1888, beneficiando fino ad allora di una forma di "social dumping" (concorrenza data dal costo del lavoro più economico), il che suscitò l'indignazione del movimento per l'abolizionismo nel Regno Unito il quale fu in grado di mobilitarsi con 1,5 milioni di firme raccolte in una petizione presentata nel 1831.

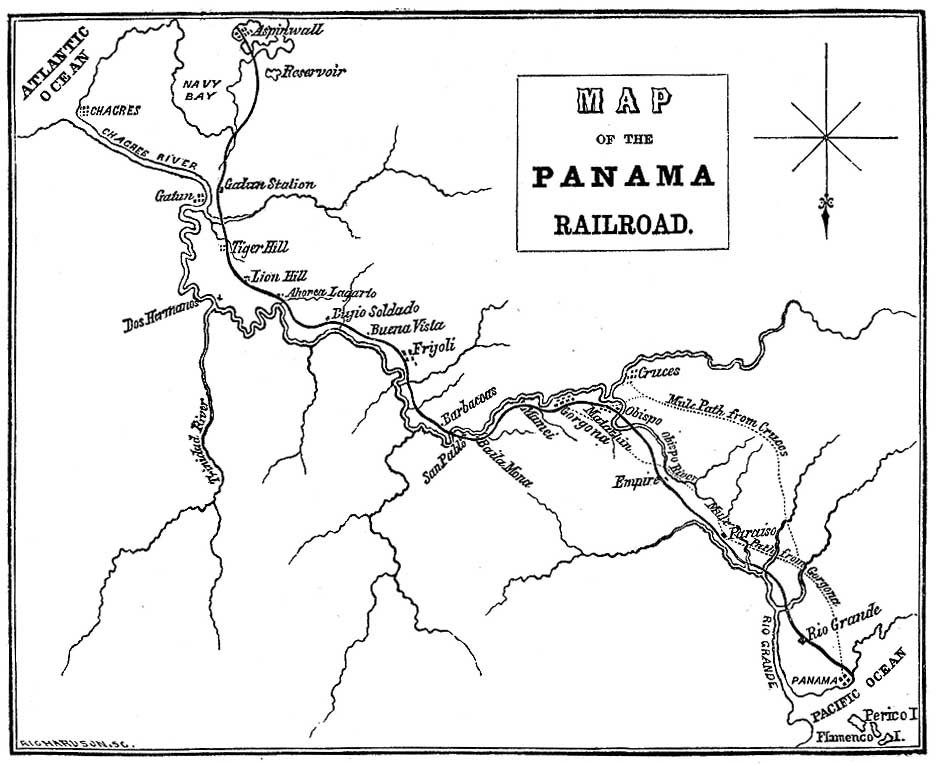
Carta della prima ferrovia panamense, la Panama Railway, che permise dalla seconda metà del XIX secolo ai carichi di caffè di evitare il passaggio da Capo Horn (tratto da Histoire illustrée du chemin de fer du Panama, 1861).

Entro il 1820 l'opinione pubblica britannica riuscì ad ottenere un maggior controllo sul trattato che vietava il commercio di schiavi attraverso il "Diritto di visita delle navi straniere" da parte della Royal Navy. La marina francese dal Rhode Island importò schiavi a Cuba da adibire alle piantagioni di caffè di proprietà degli esuli francesi. L'isola servì anche come mercato portuale per l'acquisto di schiavi da deportare negli Stati Uniti meridionali attraverso l'isola di Amelia nelle Sea Islands, grazie anche alla collaborazione degli ex coloni di Saint-Domingue.
Nel 1823 l'Anti-Slavery Society promosse la rivendicazione del cosiddetto "abolizionismo graduale", che permise di assoldare alla causa quella parte delle élite economiche più riluttanti le quali beneficiarono del Reform Act 1832 vincendo le elezioni. Lo Slavery Abolition Act 1833 superò lo scoglio del Parlamento del Regno Unito l'8 di agosto. Le piantagioni di caffè della Colonia della Giamaica ne anticiparono la decisione riducendo progressivamente la schiavitù verso la fine degli anni 1820.
Già nel 1850 le piantagioni brasiliane produssero la metà dei raccolti di caffè del pianeta, distanziando gradualmente altre regioni con l'eccezione del continente asiatico. Nel 1855 tuttavia la Panama Railway evitò di dover doppiare Capo Horn per giungere nell'America centrale, le cui piantagioni solitamente si aprirono con una maggior facilità verso la sponda dell'Oceano Pacifico su terreni vulcanici, producendo la crescita di una delicata Coffea arabica priva d'impurità: il prodotto derivatone divenne ben presto molto ricercato.
Prima le aziende europee d'immigrazione e poi i commercianti tedeschi investirono nel Guatemala, ove il caffè venne coltivato dagli amerindi nativi americani, prima di passare in Messico, nella Repubblica della Nuova Granada ed infine nel Burundi. La produzione complessiva afroasiatica scese a solo il 5% del totale alla vigilia della prima guerra mondiale. Nel continente asiatico le piante risultarono decimate nel 1869 dalla comparsa della "ruggine del caffè", una malattia causata da funghi come l'Hemileia vastatrix, arrivando a sradicare la gran parte del caffè di Ceylon britannico e di Giava.

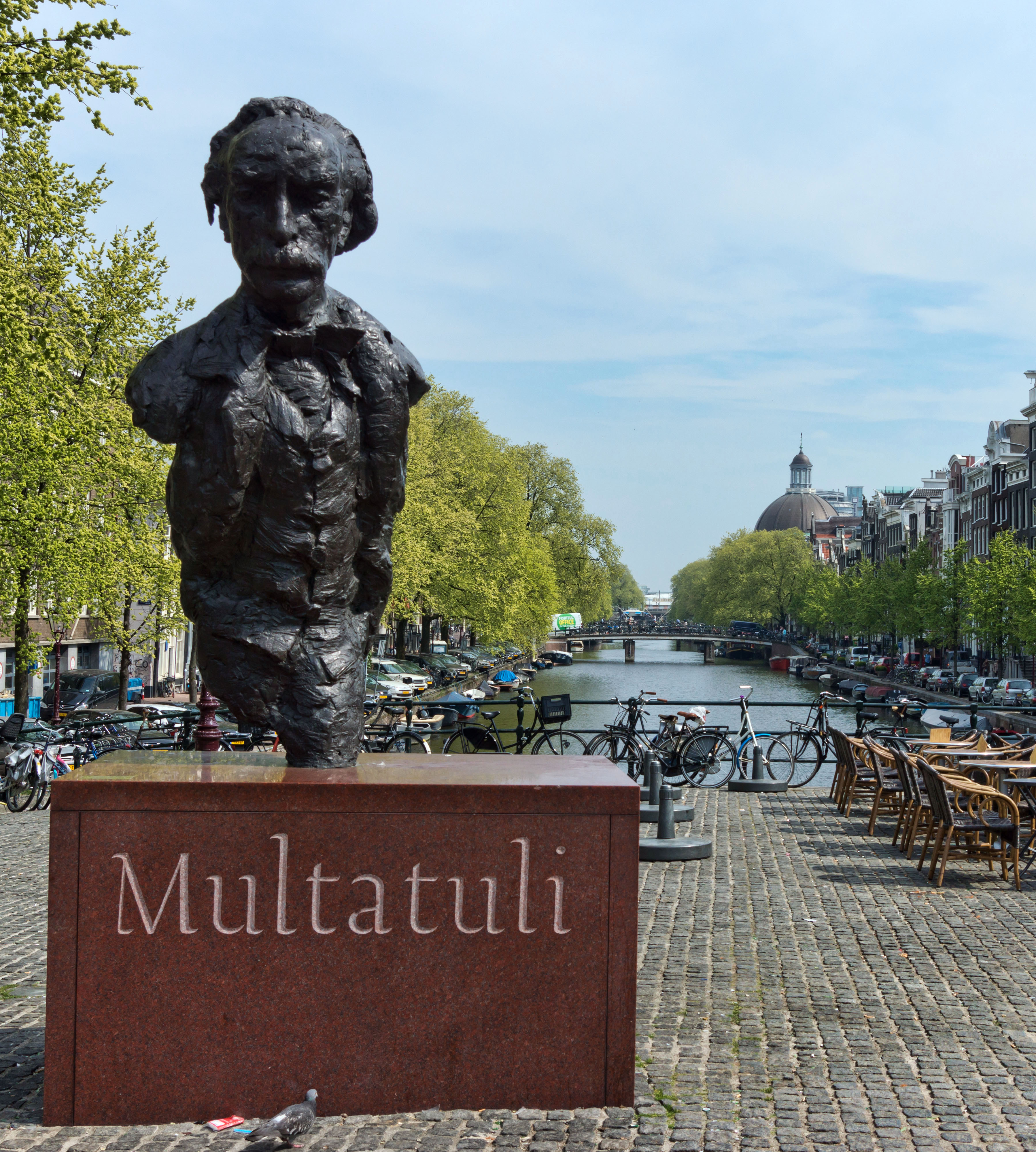
Statua in onore di Multatuli ad Amsterdam.

Ma il caffè indonesiano continuò a crescere nonostante la pubblicazione nel 1860 del romanzo parzialmente autobiografico Max Havelaar ovvero Le aste del caffè della Società di Commercio olandese di Multatuli; esso ebbe un'eco clamorosa nei Paesi Bassi. Il dimezzamento della produzione nel 1870 fu comunque effetto della malattia fungina; ciò condusse ad un inarrestabile declino entro la fine del secolo.
La coltivazione venne seriamente presa in considerazione da molti paesi dell'America Latina entro la metà del XIX secolo e, in quasi tutti i casi, coinvolsero lo spostamento e lo sfruttamento su vasta scala delle popolazioni indigene amerinde. Le difficili condizioni di lavoro e di vita condussero a numerose rivolte, colpi di stato e sanguinose ritorsioni contro i contadini.
L'eccezione notevole a questa regola fu la Costa Rica, dove la scarsa disponibilità di forza lavoro tra i nativi impedì la formazione di aziende agricole su larga scala. Le piccole fattorie e le condizioni maggiormente egualitarie migliorarono via via la situazione durante tutto il XIX e il XX secolo.

L'impero brasiliano divenne il maggiore produttore di caffè nel mondo a partire dal 1852 e ha mantenuto tale status da allora in poi. Ha sempre più dominato il mercato globale, esportando da solo più caffè di tutti gli altri paesi messi assieme tra il 1850 e il 1950.

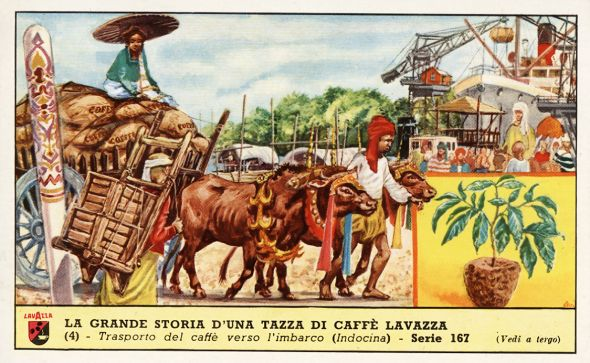
Trasporto del caffè nell'Indocina francese all'inizio del XX secolo (cartolina pubblicitaria dell'azienda Lavazza.

## XX secolo
L'inizio del XX secolo vide il mercato della caffeicoltura schiacciato dal gigante brasiliano, che controllò dal 73 all'80% dell'intera produzione mondiale tra il 1900 e il 1909; apprese inoltre in questo periodo anche l'abilità di pilotare i prezzi utilizzando appositi
"piani di conservazione" rispettivamente nel 1906, 1917 e 1921. Tutto ciò fu accresciuto dalla massiccia distruzione della foresta amazzonica.
Nel 1914 metà della fornitura mondiale passò ancora attraverso Amburgo e Le Havre le quali mantennero forti legami col Brasile, ma gli statunitensi scoprirono le nuove degustazioni provenienti dall'America Centrale. Nel giugno del 1915 un giornalista di ritorno dal Guatemala si preoccupò del fatto che "l'impero tedesco ha sempre importato almeno i 2/3 del caffè del centroamerica"; questo prima del ruolo che verrà ad assumere la California.

Ma la situazione corrente si venne a modificare in special modo solo dopo il "Martedì nero" di Wall Street nel 1929, che indusse il valore delle "bacche verdi" a precipitare.

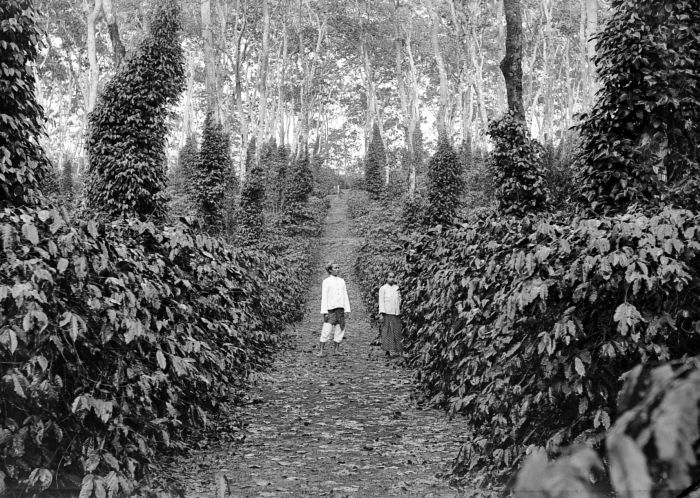
Piantagione di caffè a Giava (1907-31).

Come diretta conseguenza tra il 1927 e il 1960 la produzione brasiliana e la sua rispettiva quota di mercato si ridusse globalmente, mentre si conobbe l'emersione dei nuovi e vecchi maggiori produttori africani, centroamericani e messicani. Perù e Venezuela, ancora tra le prime 5 posizioni nel 1927, scompariranno quasi completamente nel corso del resto del secolo.
| Anni                             | 1900-1904    | 1925-1929   | 1940        | 1950        | 1953         | 1960        | 1970        | 1982-1984   | 1990      | 2002        |
| Offerta mondiale (in tonnellate) | 1,02 milioni | 1,8 milioni | 2,1 milioni | 2,1 milioni | 2,05 milioni | 2,6 milioni | 3,8 milioni | 5,4 milioni | 6 milioni | 8,5 milioni |

Brasile e Colombia continuarono a dominare il mercato mondiale fino al 1929, secondo le statistiche del 1927 le quali mostrano anche la progressiva marginalizzazione della caffeicoltura nell'impero coloniale francese; là ov'era stata introdotta nei secoli precedenti. Le raccolte della Nuova Caledonia (810 tonnellate), di Guadalupa (593 tonnellate), dell'Indocina francese (398 tonnellate), dell'Africa Occidentale Francese (nell'odierna Costa d'Avorio, 187 tonnellate) risultarono essere assai modeste.
Nel periodo 1925-1929 l'America Latina, esclusi il Brasile e la Colombia, rimasero la seconda area di produzione mondiale con 260.000 tonnellate di caffè annuale, il 90% in più rispetto alla singola Colombia e 4 volte superiore al totale asiatico. Ma il Venezuela e l'America Centrale subiranno più di altri la crisi che seguì innescando al contempo forti contrazioni e gravi disordini sociali.
Dopo il 1929 il Brasile bruciò le scorte con l'intento di rilanciare la corsa; apparve il caffè solubile. Le ambiziose politiche coloniali permisero invece lo sviluppo della caffeicoltura tra i contadini indigeni la quale ebbe un successo più che discreto in Madagascar; mentre fu più lieve nel Congo belga il quale beneficiò comunque della migliore Coffea arabica importata agli inizi del secolo dai coloni tedeschi.
In Madagascar il sostegno dato ai contadini creò un vasto malcontento tra i coloni e i commercianti europei, ma la produzione si moltiplicò di 6 volte, il che ispirerà l'amministrazione coloniale francese in Costa d'Avorio, dove la raccolta sarà aumentato di 20 volte tra il 1945 e il 1962 attraverso una massiccia deforestazione all'interno di un contesto di prezzi mondiali più alti.
Negli anni cinquanta la prima ondata di disboscamento permise alle colonie africane, ma anche al Centroamerica, di aumentare notevolmente la loro produzione di caffè, mentre la coltivazione globale non aumentò per 5 anni; questo moto si amplificherà durante il decennio seguente in Costa d'Avorio, Madagascar e nell'Angola ancora sotto dominazione portoghese.

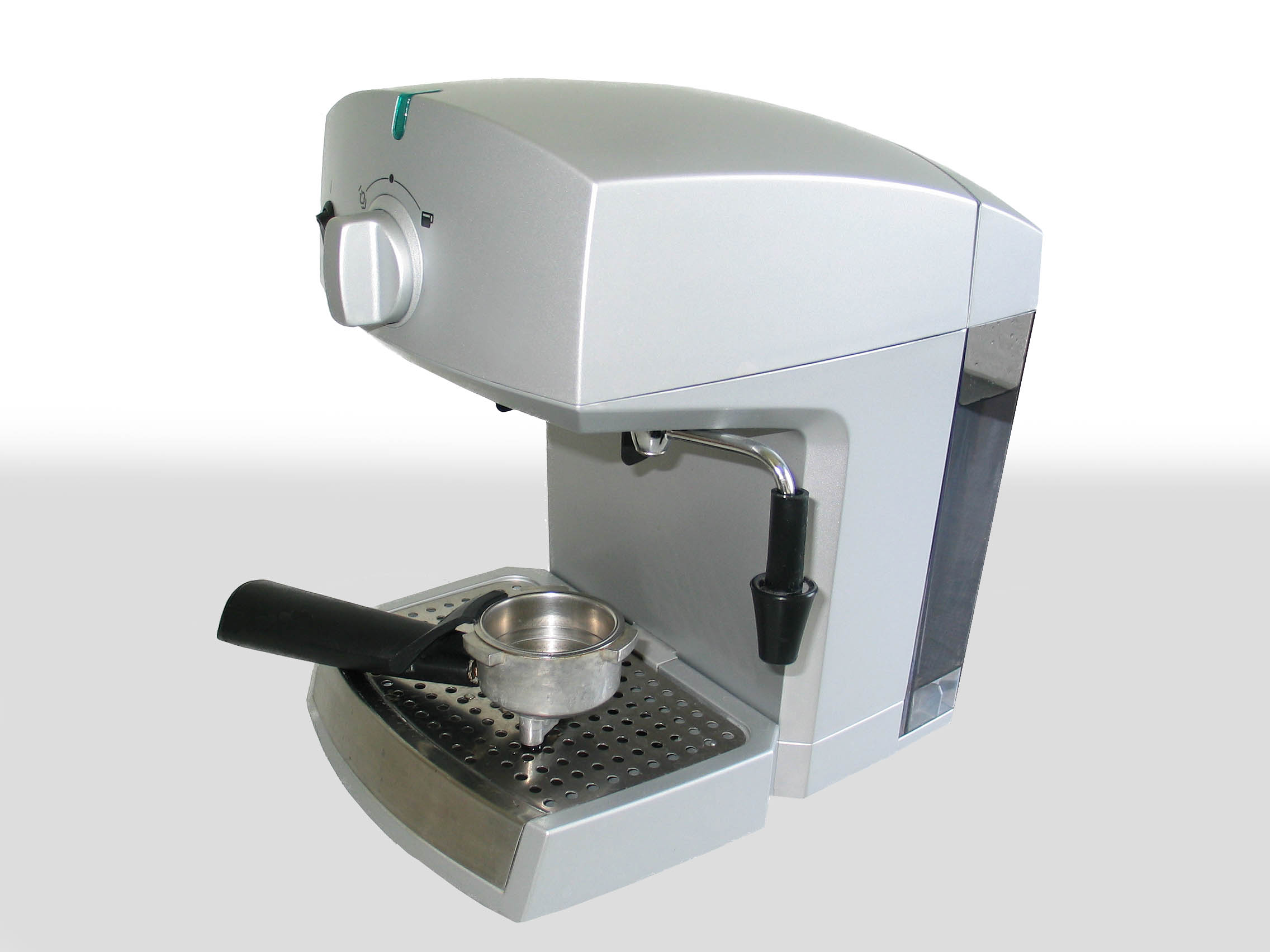
Macchina da caffè espresso semi-automatica.

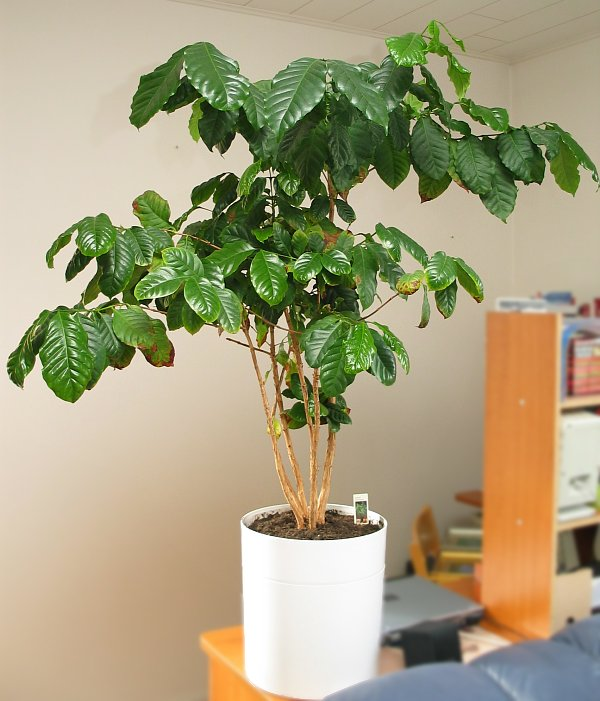
Coffea arabica in vaso in Finlandia.

I due maggiori produttori, Brasile e Colombia, videro i raccolti stagnare o diminuire leggermente nel corso degli anni cinquanta e la loro quota di fornitura globale si ridurrà nuovamente negli anni sessanta, quando invece la produzione mondiale aumentò del 46%; il ritmo ineguale continuò, tanto più che l'effetto del "grande freddo" brasiliano nel 1975 fece ancora sentire i suoi effetti fino al 1980. Ciò modificherà l'intera struttura delle piantagioni del paese.
Il relativo successo delle politiche adottate nel mercato azionario brasiliano portò alla creazione nel 1962 di un accordo internazionale che permise a produttori e consumatori di pianificare una soluzione commerciale stabile a lungo termine; essa venne però rimessa in discussione nel 1989 dimezzando la produzione nazionale e triplicando i prezzi mondiali.
La seconda metà del secolo ha visto l'ampliamento del campo di offerta a causa della comparsa di diversi altri importanti produttori, in particolar modo la crescita della Colombia, l'entrata nel mercato della Costa d'Avorio, dell'Etiopia e, più di recente, anche del Vietnam; quest'ultimo ha superato la stessa Colombia diventando così il 2° produttore mondiale nel 1999 e raggiungendo una quota di mercato pari al 15% entro il 2011.
Negli ultimi trent'anni del secolo la produzione mondiale è più che raddoppiata. L'ultimo decennio ha visto la rinascita di grandi operatori commerciali in un mercato liberalizzato e diversificato che la permesso la risalita delle quote di Vietnam e Indonesia coltivate a Coffea canephora.

### Repubblica del caffè a El Salvador

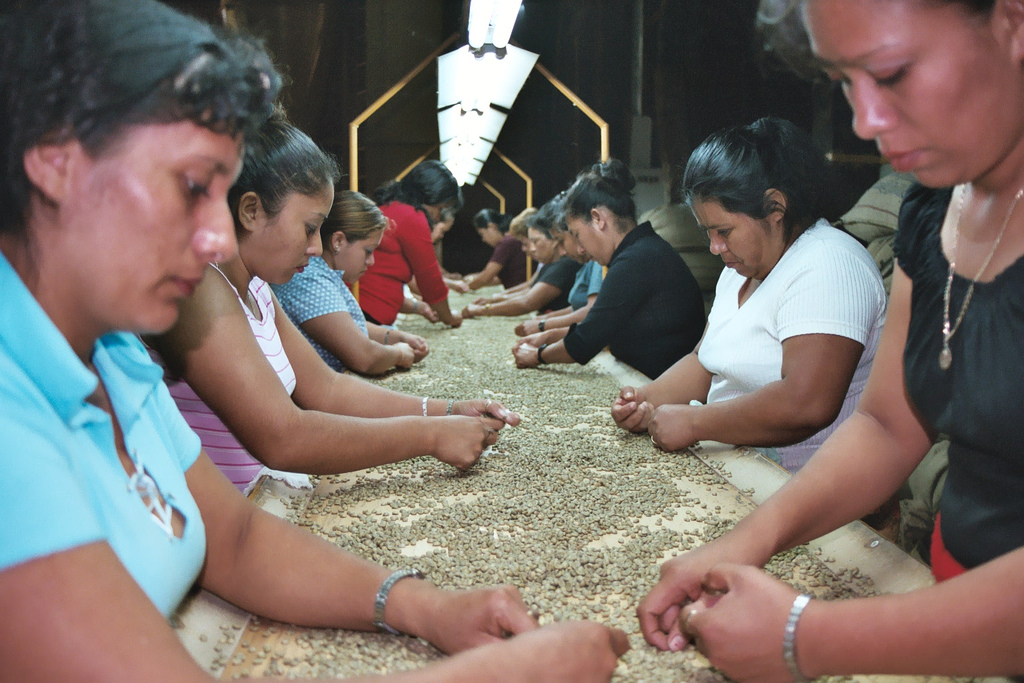
Processo di lavorazione del caffè a Ahuachapán.

Nel 1895 il generale Tomás Regalado, futuro presidente di El Salvador, comincia assieme alla famiglia ad acquisire il controllo di 6.000 ettari di piantagioni di caffè in 6 diverse province. Dopo la fine del suo mandato nel 1903 altri "baroni del caffè" assumeranno la stessa carica per quasi 3 decenni, adottando misure che rafforzeranno il dominio economico del caffè; contemporaneamente sorgeranno importanti patrimoni agricoli.
Nel corso di tutti gli anni 1920 e 1930 le esportazioni di caffè rappresenteranno il 90% del totale nazionale. Nel 1925 El Salvador divenne il 7° produttore mondiale, approfittando del mantenimento di alti prezzi globali. Grazie all'irrigazione meccanizzata e all'utilizzo di concime e pesticidi raccolse il 50% in più rispetto al vicino Guatemala 5 volte più esteso.

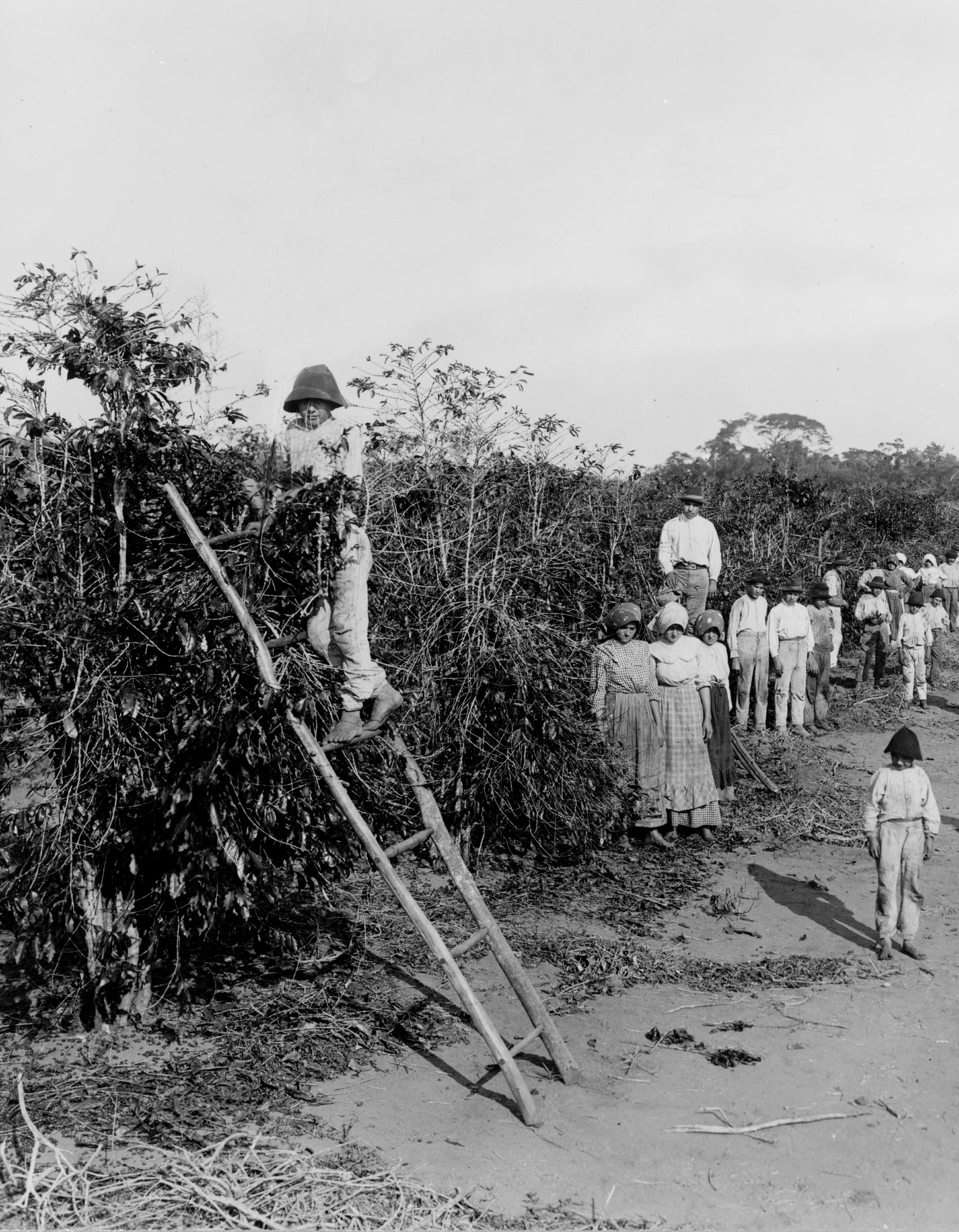
Coltivazione di caffè a San Paolo verso il 1900.

### Piani di conservazione brasiliani del 1906, 1917 e 1921
In Brasile la sovrapproduzione divenne già evidente nel 1896, quando il paese oltrepassò la soglia dei 22 milioni di sacchi. Nel 1903 San Paolo fissò imposte proibitive per le nuove aziende. Nel febbraio del 1906, mentre i prezzi continuavano a diminuire, stava cominciando a crearsi una nuova crisi di sovrapproduttività; vennero quindi rafforzati e sostenuti vigorosi interventi sia statali che da parte dei professionisti con l'intento di combatterla.
L'"Accordo di Taubaté", previde un importante incremento dello stoccaggio, la sua promozione transnazionale e la lotta contro i "surrogati". Realizzato sotto l'egida del San Paolo esso fu finanziato da una tassa di 3 franchi a sacco e da un prestito di 15 milioni di sterline da parte di banche francesi e tedesche, a causa della riluttanda dei Rothschild di Francia, i principali creditori del Brasile fin di tempi dell'indipendenza.
I mercanti tedeschi Theodor Wille e Hermann Sielcken lo sostennero in cambio di un diritto d'ispezione per verificare lo stato delle scorte. Sielcken comprò intere pagine pubblicitarie nei giornali brasiliani e statunitensi per promuovere questo "piano generale di valorizzazione" del caffè brasiliano e organizzò 4 grandi prestiti ai produttori.
Nei successivi 4 anni saranno ritirati dal mercato 8 milioni di sacchi, di cui 5 sotto il diretto controllo di Sielcken ancora nel 1911, quando la corsa dei prezzi ripartì. Nel 1912, nell'ambito di un procedimento giudiziario per il monopolio, il paese minacciò un'azione di boicottaggio contro gli Stati Uniti d'America; Sielcken s'impegnò a vendere sul mercato alcune delle sue scorte, distribuendo l'operazione in un lasso di tempo di diversi anni.
Vennero lanciati altri 2 "piani di conservazione" nel 1917 e 1921, finanziati questa volta dalla funzione monetaria. In tutti e 3 i casi i prezzi riuscirono a recuperare, tra la "grande sorpresa degli economisti" come osservò Georges Clemenceau durante la sua visita di Stato. L'espansione del caffè brasiliano culminò in 26 milioni di sacchi nel 1937, corrispondenti ai 2/3 dell'intera fornitura mondiale. Tornò poi a 14 milioni nel 1951, quando emersero nuovi Stati produttori e mentre il consumo mondiale era entrato in fase recessiva.

Principali regioni caffeicole messicanane.

### Evoluzione delle colture nel Chiapas
Nel 1910 i coltivatori messicani si concentrarono nella provincia di Simojovel de Allende nel Centronord del Chiapas, dopo l'impianto alla fine del secolo precedente in quel di Soconusco sulla costa Pacifica al confine col Guatemala. Vennero accordate concessioni di terre anche a Huitiupán, Tila, Yajalón e Tumbalá. Nel 1911 furono preesnti complessivamente 167 piantagioni solo sui settori di Simojovel e Huitiupán.
Questo risultato si realizzò in soli due decenni grazie alla legge del 15 dicembre del 1893 fatta promulgare da Porfirio Díaz; essa spinse i popoli indios a colonizzare le terre vicine alle piantagioni del Chiapas, ottenendo il diritto di acquisire la cittadinanza messicana in cambio di alcuni appezzamenti da dedicare alla caffeicoltura come "temporanea sostituzione" del mais alla fine della sua stagione (con l'intento di arricchirne nuovamente il suolo); molto spesso affittati dagli stessi proprietari.
La "Compagnia delle terre e delle piantagioni del Chiapas", con 3 milioni di ettari, richiese quasi 18.000 lavoratori stagionali al momento del rapido impianto degli alberi, il doppio rispetto al resto dell'anno. Gli amerindi di Lingua tzotzil e i Ch'ol di Tulijá entrarono in affari con i piantatori; questo permetterà di aumentare di 7 volte il numero delle colture presenti nel Chiapas in 30 anni.
Quest'espansione s'accompagnò alla quella - che continuava - delle grandi piantagioni tedesche e inglesi del Sud, in aumento nei prossimi 2 decenni. Secondo quanto riferisce il consolato tedesco in Messico per il periodo 1927-28, citando il geografo Leo Waibel, la caffeicoltura di Soconusco produsse 22.000 tonnellate annuali, 2 volte in più di quanto raccolto alla fine del XIX secolo.
L'estensione verso il Nord del Chiapas si compiù poco prima dell'esplosione della rivoluzione messicana; tutta una serie di sollevazioni armate, colpi di stato e conflitti tra differenti fazioni verificatesi tra il 1910 e il 1920. Nel 1911 la "Bigada de la casa", un'armata amerindia organizzata dai piantatori di San Juan Chamula e fondata da quelli di San Cristóbal de Las Casas, venne utilizzata per combattere i sostenitori di Díaz nelle pianure. Sarà seriamente sconfitta in meno di 3 mesi con quasi 300 morti tra le file degli amerindi.
Il 19 ottobre del 1914 il generale Castro fece promulgare una legge la quale stabilì un salario minimo garantito e il termine del sistema della servitù debitoria acquisita ereditariamente. Le truppe di Venustiano Carranza, presidente messicano dal 1915 al 1920, si presentarono nel Chiapas come forze d'occupazione; in antitesi ad esse i piantatori mobilitarono una controrivoluzione.
In una posizione di forza economica nazionale riusciranno a sfuggire alle riforme rivoluzionarie, tra cui quella che prevedeva lo status di piccola piantagione la quale poteva essere ottenuto fino ad 8.000 ettari. Le gravi e sempre più profonde disuguaglianze sociali pertanto persistettero; una relazione del 9 marzo del 1934 presentata dal ministero federale per gli affari amerindi descrisse le condizioni di lavoro degli indigeni presenti nelle piantagioni come "assai prossime alla schiavitù".

### Avventura in Nuova Caledonia
Nel 1894 il governatore della Nuova Caledonia Paul Feillet avviò un piano ambizioso: 47.000 ettari e 90.000 tonnellate di caffè per approfittare dei problemi climatici affrontati dal Brasile e dalla Colombia. Incoraggiò l'arrivo di lavoratori stranieri con intere famiglie sotto contratto, chiedendo a ciascuno di loro un capitale di partenza di 5.000 franchi; i "coloni Feillet" si occuparono sia del caffè che delle miniere di nichel in pieno sviluppo.
Nel 1896, a causa della "ruggine del caffè" e della scomparsa del "Bourbon pontu" di Riunione, la Coffea arabica lasciò il posto alla Coffea canephora proveniente dalle Indie orientali olandesi accompagnata dagli agricoltori giavanesi, tra l'euforia dei coloni e dell'intera amministrazione. La politica del "grand cantonnement" (1897-1903) spodestò delle loro terre i Kanak della costa Est, zona maggiormente adatta per la caffeicoltura in piena espansione.
Ma dal 1894 al 1905 solo 6.000 ettari furono effettivamente coltivati. Il 1912 segnò la rivelazione della fine di un sogno; 8 volte meno del previsto e i "coloni Feillet" disertarono. L'ispettore Revel constatò l'impossibilità per la metà dei piantatori di abbandonare le concessioni e la colonia per mancanza di liquidi. Se la qualità del caffè neo-caledoniano fu riconosciuta, la sua quantità rimase del tutto trascurabile.
Nel 1911 Paul Jobin scoprì che un ottimo caffè proveniente dalla Nuova Caledonia veniva venduto a Parigi dal commerciante caraibico Armogun, fondò quindi la società "Havraise Calédonienne" per svilupparne l'importazione. Dal 1920 al 1945 l'amministrazione dell'impero coloniale francese mirò a riequilibrare il settore sviluppando la coltura in ambiente melanesiano.
La politica seguente consistette nel promuovere la coltivazione tra gli stessi Kanak, concorrenti degli europei, i quali assicurarono la raccolta di 224 tonnellate nel 1932 e di 541 nel 1939. All'inizio della seconda guerra mondiale si toccò la produzione totale massima con 2.350 tonnellate, di cui 2.000 esportate; ma gli anni del conflitto causarono un irreversibile declino interrompendo bruscamente il settore, con i Kanak che si misero a lavorare per le United States Armed Forces.

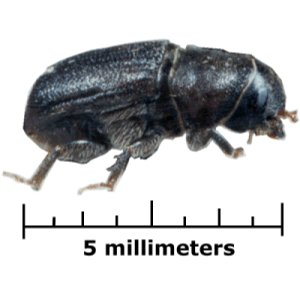
Il Dendroctonus ponderosae, un parassita che distrusse le piantagioni della Nuova Caledonia.

La presenza americana significò terra e occupazione; il sistema dell'indigénat venne abolito. Nel 1948 un coleottero parassita, lo "scarabeo del pino" (Dendroctonus ponderosae) devastò le piante e richiese severi trattamenti chimici. Il boom del nichel e del salariato provocò l'esodo rurale degli ex piantatori; le coltivazioni subirono il totale abbandono.
La produzione occidentale crollò, laddove invece quella melanesiana crebbe su piccoli appezzamenti con piantagioni di 2.000 ettari che esportarono sufficientemente bene. Verso il 1965 i pochi produttori Kanak che erano rimasti si ritirarono. Come epilogo tra il 1978 e il 1988 il "Caisse Café" promosse un'"Opération Café" nel tentativo di riequilibrare il paese, vittima della crisi del nickel. Il piano di Paul Dijoud prevedeva di piantare 2.000 nuovi ettari, 1/3 dei quali in agricoltura intensiva sulla costa orientale, sotto il sole e senza ombra. Il fallimento del "caffè di sole" è stato confermato dagli eventi della produzione 1987-1988: da 270 tonnellate nel 1988 a 60 nel 1994.

### Grande ritorno del caffè africano

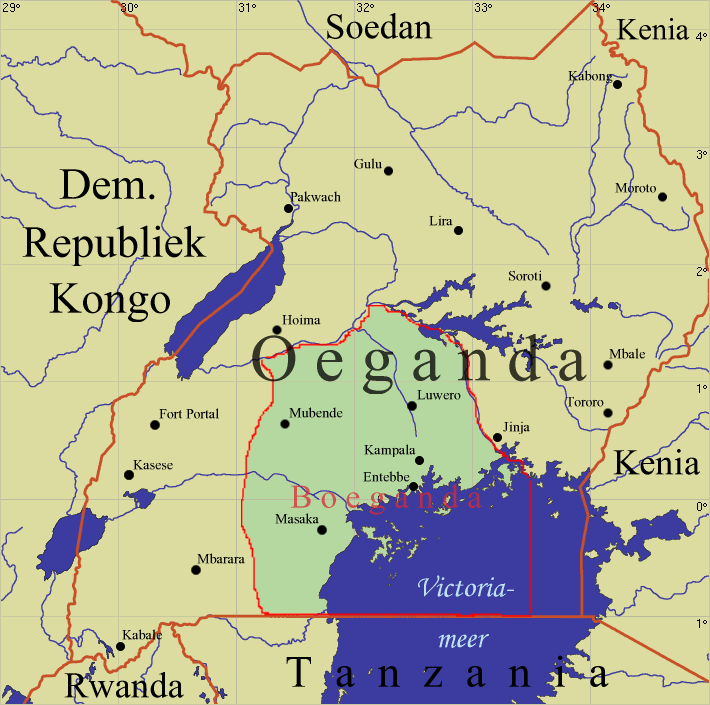
Localizzazione del regno di Buganda.

#### Scoperta della varietà "excelsa" in Africa centrale e suo selezionamento
La coltura della Coffea canephora nel continente africano cominciò seriamente all'alba del XX secolo, anche se era già stata realizzata prima della spartizione dell'Africa nei territori del regno di Buganda.
La coltivazione della varietà "excelsa", scoperta nel 1902 nell'attuale Repubblica Centrafricana, si diffuse rapidamente nel Camerun tedesco ed in misura minore in quello francese, nel Neukamerun e nell'Africa Occidentale Francese (le odierne nazioni della Costa d'Avorio e della Guinea).
La "robusta" africana venne trapiantata a Ceylon britannico, importata dal Congo belga, per poter affrontare il problema costituito dalla "ruggine del caffè" (Hemileia vastatrix) la quale aveva distrutto il 90% delle piante dell'isola. La nuova "robusta" interessò molto rapidamente l'industria ed arriverà a pesare sul 38,6% dell'intera produzione mondiale a fine secolo; il contenuto di caffeina, che dipende più dal genotipo che dai fattori ambientali, è di circa il 2,5% nella robusta rispetto all'1,5% della Coffea arabica.

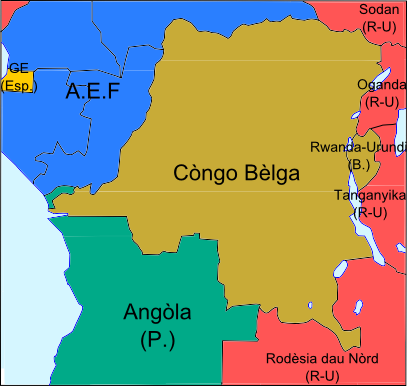
Mappa del Congo belga.

Quest'ultima ha però rivelato una maggiore resistenza alle malattie in quanto la base genetica della specie principale ("Bourbon pointu" e "Typica") si è allontanata dalla varietà iniziale dopo più di 3 secoli di selezionamento, con una diversità genetica estremamente ridotta; questo anche se le specie originarie selvatiche etiopi costituiscono ancora un'importante risorsa per un ulteriore miglioramento delle varietà già esistenti.
I primi tentativi di coltivare differenti tipi di arabica vennero eseguiti con le specie spontanee dell'Africa occidentale e dell'Africa centrale. La Coffea liberica oiginaria della Liberia venne introdotta e diffusa a partire dal 1881 negli attuali Costa d'Avorio e Camerun oltre che nel Congo belga.
La caffeicoltura africana si amplierà su larga scala durante il periodo interbellico con la dffusione della canephora sia dalle varietà importate che da quelle spontanee locali come la "Koillou" avoriana, la "Niaouli" degli attuali Togo e Benin e la "Nana" scoperta nel 1926 in Centrafrica; così come dalla robusta impiantata e selezionata dagli olandesi a Giava (il Java) e reintrodotta approssimativamente nel 1916 presso l'"Institut national pour l'étude agronomique du Congo belge".
Una "Régie des Plantations de la Colonie" venne creato per regio decreto il 3 dicembre del 1926 per consolidare le piantagioni sperimentali pubbliche, che diedero un utile di 1,2 milioni di franchi belgi a Gazi, Lula, Barumbu e Yangambi; sede quest'ultima della "Stazione di selezione" dal 1926 per il miglioramento delle varietà. Diventerà "Istituto nazionale" nel 1933-34.
Il procedimento di selezione venne accelerato quando la malattia fungina della tracheomicosi distrusse le piante di excelsa nel Centrafrica durante gli anni 1930 e successivamente anche in Africa occidentale nel decennio seguente. L'obiettivo, la valorizzazione agricola delle colonie, rese e considerò sempre di più questo caffè un prodotto strategico; la sua coltura venne fortemente raccomandata dalle autorità amministrative. Essa beneficiò di misure speciali, come l'esenzione dai dazi doganali e dalle quote (contingentamenti).
Il progetto di estendere le piantagioni condusse al trasferimento forzoso di contadini provenienti dalle popolazioni della savana o dagli insediamenti del Sahel, al fine di soddisfare le crescenti esigenze di manodopera.

#### Ulteriore rinvenimento a Timor
Timor Est pacificata dai portoghesi lanciò, sotto gli auspici del governatore Filomeno da Câmara de Melo Cabral, la caffeicoltura nei primi anni del XX secolo; ogni famiglia dovette piantare almeno 600 alberi. Nel 1911 la "Società agricola Patria e Lavoro", colonia fondata nel 1897 da Celestino da Silva, ebbe un milione di piante. La scoperta nel 1917 di una specie di Coffea canephora selvatica, battezzata "Hdt", resistente alla "ruggine del caffè" (che aveva decimato le piantagioni negli anni 1870) venne utilizzata per i nuovi impianti e distribuita.
La scoperta fece anche accrescere l'interesse per il lavoro già in fase d'attuazione nel Congo belga volto al rinnovamento della coltivazione; esso fu realizzato interamente in esclusiva dall'"Institut national pour l'étude agronomique du Congo belge" fondato nel 1911 a Lula. Possedette 113 ettari di caffè più altro terreno su scala ridotta a Lemba, nel distretto di Kinshasa a 450 m d'altitudine. La rivista tecnico-scientifica Bulletin agricole du Congo belge - attiva fin dal 1910 - venne fatto distribuire nelle missioni e stazioni di ricerca private, come quella del britannico William Lever screata nel 1911.

#### Congo belga locomotiva della ricerca agronomica
Le specie coltivate dal 1911 al 1913 a Lula compresero la canephora e l'excelsa e rappresentarono 1.500 giovani piante studiate sulle 50.000 totali. La ruggine riapparve nel 1913 sulla Coffea di 1 anno e mezzo e colpì in particolar modo le "Liberica", "Dewevrei" e "Abeocuta", ma anche vari altri tipi di "canephora" ritenuti fino a quel momento promettenti: "Kwiluensis", "Sankaruensis", "Bobusta" (di Giava, "Uganda" e "Kouillou". Le "Coffea aruivimiensis" e "Excelsa" rimasero invece colpite solamente in una maniera minimale.
Il Congo belga beneficiò ampiamente nel corso degli anni 1920 della dell'"Institut", che reintrodusse nel 1916 la cultivar della Canephora selezionata nelle Indie orientali olandesi. Una stazione per la ricerca agricola venne fondata nel 1925 nella provincia del Kivu Sud a 30 km da Bukavu; essa studiò la crescita di diversi prodotti tropicali, tra cui la "robusta". Già nel 1930 il lavoro di allevamento e selezione venne effettuato utilizzando varietà derivanti dal caffè Java e dalla Coffea coltivata naturalmente nelle foreste congolesi.
Tali studi accelerarono la diffusione della robusta e ridussero la sua sensibilità al coleottero del grano attraverso una fruttificazione maggiormente sviluppata. Questa varietà rinnovata trovò il proprio spazio subito dopo la prima guerra mondiale, con una progressiva rincorsa all'interno dei mercati mondiali, in particolar modo in quello di Anversa già durante i primi anni 1920 ove la si contrattò in franchi belgi per kg. Le Havre creerà invece nel 1937 i primi mercati di Futures sulla "robusta".
L'operazione permise di aumentare la produttività da 250 kg ad una tonnellata per ettaro in poco più di 25 anni, accelerando esponenzialmente la diffusione della coltivazione della "coltura robusta". Il miglioramento si concentrò sulla produttività, attraverso due canali: propagazione vegetativa dei migliori "cloni d'élite", con rendimenti di 1,5-2,5 tonnellate/ha di caffè verde; la produzione di semi di ibridi, con rese equivalenti innestate recentemente, con incroci mirati controllati e affidabili.
Lo studioso di agronomia Edmond Leplae, il padre dell'agricoltura coloniale belga, direttore generale del ministero dell'agricoltura dell'impero coloniale belga nonche responsabile dell'Université coloniale de Belgique promosse l'introduzione del lavoro forzato sin dal 1917; un atto molto controverso ispirato da ciò che aveva osservato nelle Indie orientali olandesi, ma anche nell'Africa Orientale Britannica e nell'impero portoghese (l'odierno Mozambico). Il sistema Lepleae consistette nell'imporre sia colture alimentari (come la manioca e il riso) per il mercato interno sia colture industriali (come cotone, caffè e tè) destinate all'esportazione.
Nel 1927 l'Organizzazione internazionale del lavoro recentemente creata mise all'ordine del giorno della sua XII sessione prevista per il 1929 proprio il tema del "lavoro obbligatorio". Una commissione d'inchiesta per l'accertamento dei fatti venne reclamata nel 1930 da alcuni esponenti politici belgi; la polemica che ne seguì trovò larga eco nel quotidiano La Libre Belgique.
Il sostegno finanziario e istituzionale venne rivolto principalmente alla ricerca agronomica e nel 1954 furono creati fondi di stabilizzazione per prodotto e territorio, con l'intento di limitare gli effetti della variabilità dei prezzi internazionali; mentre l'abolizione della corvé obbligatoria liberò la forza lavoro la quale inizierà negli anni 1950 una propria produzione indipendente (il "Front pionnier") sia nella Costa d'Avorio che nella zona del caffè in Angola; essi divennero in breve tempo i principali centri di coltivazione dell'Africa occidentale e centrale, partecipando così all'aumento della disponibilità mondiale.
Tra il 1945 e il 1962 la produzione avoriana, ancora sotto il controllo francese, aumentò di ben 20 volte. Nel corso degli anni 1970 l'Angola prima portoghese e poi indipendente risultò uno dei maggiori produttori africani. La guerra d'indipendenza dell'Angola e la seguente guerra civile devastò le piantagioni spingendo molti agronomi ad emigrare in Brasile.

#### La ferrovia giunge ai piedi del Kilimangiaro
Nell'Africa orientale tedesca si scoprì rapidamente che i terreni vulcanici del Kilimangiaro e del Monte Meru erano più adatti al caffè rispetto ai terreni acidi dei Monti Usambara. Il "caffè Chaga" della regione del Kilimangiaro, come anche le popolazioni del Meru, quelle ruandesi e gli abitanti di Arusha saranno trasportati a Sudovest dalla ferrovia la quale condusse a partire dal 1911 fino alle coste dell'Oceano Indiano.
La tratta dell'Usambara, progettata nel 1891 per collegare il porto di Tanga a Sud dei monti, raggiunse Moshi situata sul versante Sudovest del Kilimangiaro nel 1911. Sarà estesa fino ad Arusha nel 1930. Tale interruzione temporale fu una delle cause che portarono ad una crescita precoce della produzione tra i Chaga, prima che tra i ruandesi e ad Arusha.
Ai piedi del Kilimangiaro la banana e il caffè ebbero ciascuno i propri territori; la regione creerà la prima cooperativa nel 1925. I Chaga vennero descritti dalla letteratura coloniale come "persone sedentarie e malleabili che hanno adattato le loro colture, edifici, abbigliamento e religione per merito dell'influenza svolta dai missionari cristiani stabilitisi in mezzo a loro da trent'anni".
La regione fu ad alta densità umana, il che richiese una produzione permanente di alimenti, assistita dal concime di fattoria e adattata ai suoli inclinati. La coltivazione tradizionale della banana aiutò a stabilizzarla e diede il materiale di copertura per le capanne.

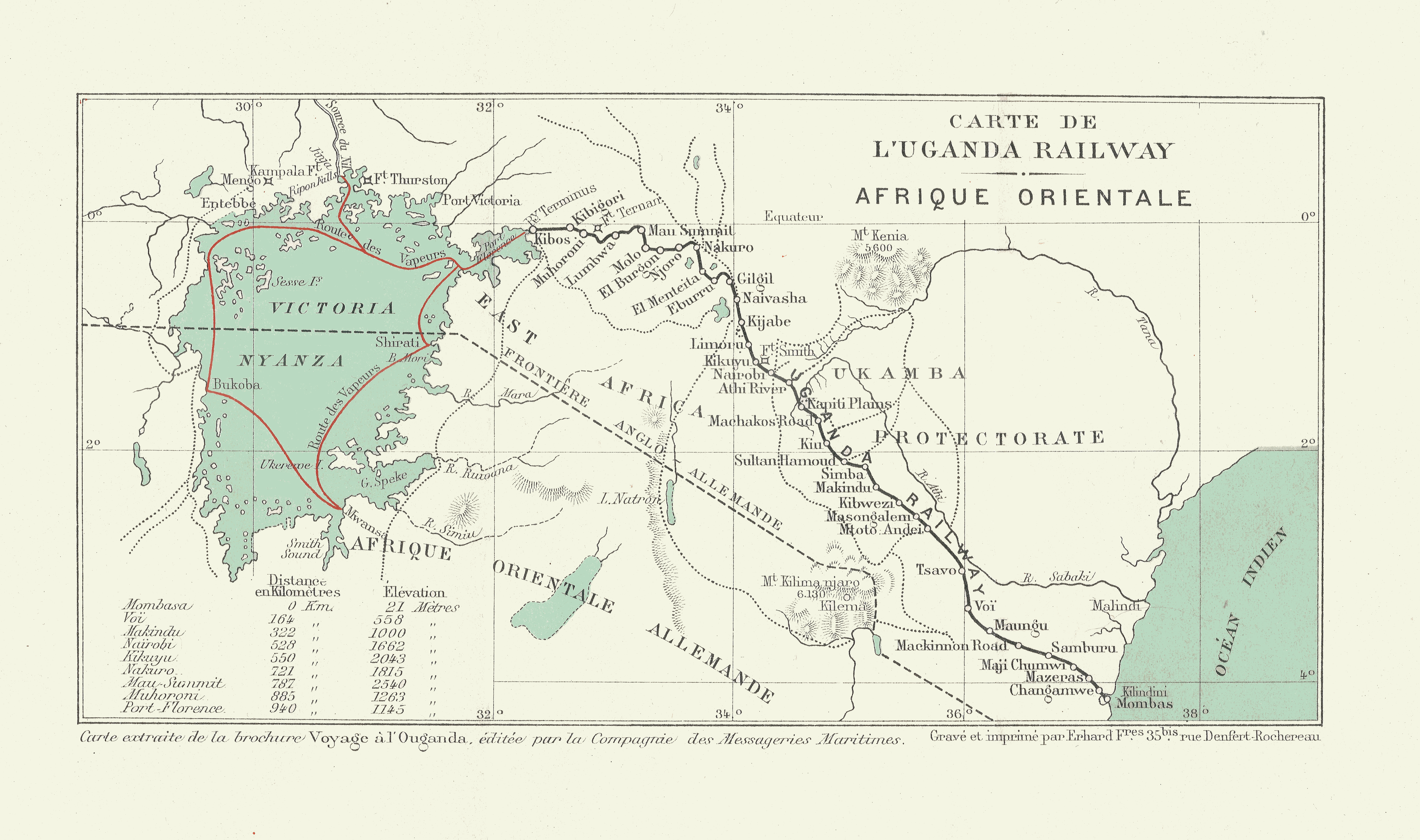
Carta della tratta ferroviaria ugandese nel 1913.

#### Ferrovia e 15.000 coloni in Kenya
Creata inizialmente nel 1888 per servire Mombasa e diretta da William Mackinnon, la "società dell'Africa Orientale Britannica" - nazionalizzata a fine secolo dall'impero britannico - incoraggiò la difficile e pericolosa costruzione della ferrovia ugandese, che doveva collegare il porto di Mombasa con quello di Kisumu sulle rive del Lago Vittoria.

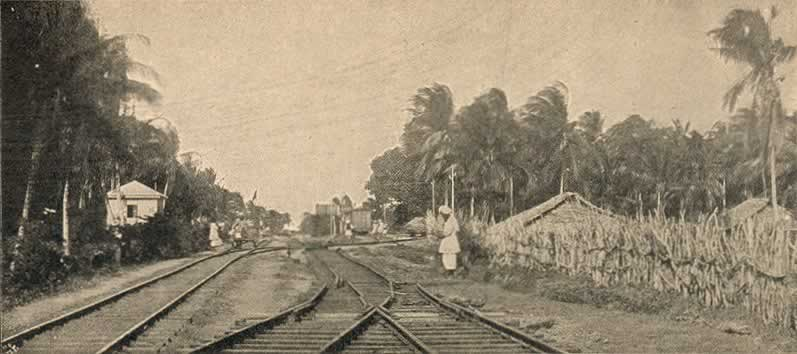
L'apparizione delle rotaie alla periferia di Mombasa (1899 circa).

Partendo dall'alto corso del Nilo nel Sud egiziano gli inglesi cercarono di percorrerlo nel tentativo di approdare fino alle sponde del "Vittoria", là dove una linea ferroviaria provvisoria avrebbe dovuto far proseguire la traversata continentale; su una pista molto difficoltosa si cominciarono dall'altro versante a creare sezioni ferrate dalle pendici del Monte Kenya con l'aiuto di funicolari - ad un'altitudine media di 1.660 m - al Lago Turkana (450 m) per passare davanti alla Foresta Mau col monte omonimo (2.500 m) ed infine giù rapidamente al "Vittoria" (1.200 m).
Nel 1899 un'eccezionale carestia decimò la popolazione africana del Kenya centrale; i colonizzatori trasferirono pertanto dall'impero anglo-indiano più di 20.000 coolie, che verranno sterminati dalle malattie, mentre gli animali utilizzati per il trasporto delle attrezzature morirono a centinaia. Gran parte del territorio Masai venne colpito prima dalla peste bovina e poi dal vaiolo all'inizio del secolo.

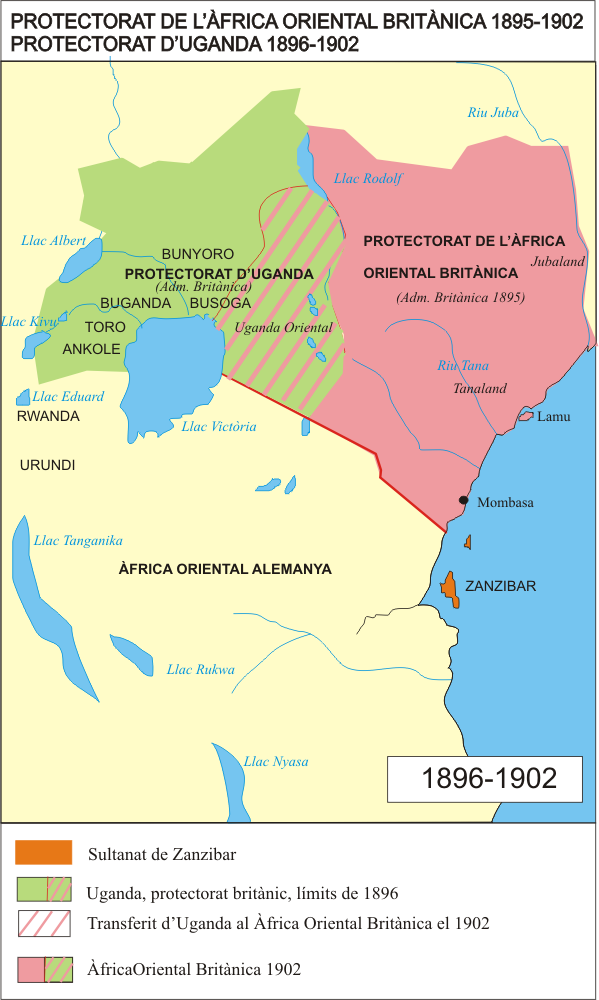
L'Africa Orientale Britannica comprendente gli attuali Kenya e Uganda.

Sul versante orientale del Monte Elgon il Kenya venne ribattezzato "Africa orientale britannica". Nel 1915, temendo la carenza di manodopera, l'amministrazione coloniale già dalla fine del XIX secolo contribuì a installare 15.000 famiglie europee, compresi i dirigenti e i tecnici addetti al prolungamento della ferrovia ugandese (iniziata nel 1903); fondarono il centro agricolo "White Highlands", che sarà immortalato nell'autobiografico La mia Africa di Karen Blixen e adattato cinematograficamente con La mia Africa.
Il caffè si situò principalmente ai piedi dell'Elgon, sul versante orientale del Monte Kenya e attorno a Nairobi, futura capitale. La durata delle concessioni a loro riconosciute venne prorogata nel 1915, così com'era avvenuto nel 1897 e nel 1902. Nel 1920 ottennero il diritto di far eleggere propri rappresentanti al "Consiglio legislativo"; masse di indigeni furono confinati nelle riserve, alcune delle quali diverranno in seguito parchi nazionali del Kenya (tra cui il parco nazionale di Nairobi, Masai Mara, la riserva nazionale Samburu, il Lago Nakuru, il parco nazionale del lago Manyara, l'area di conservazione di Ngorongoro, il parco nazionale del Serengeti e il parco nazionale dello Tsavo).

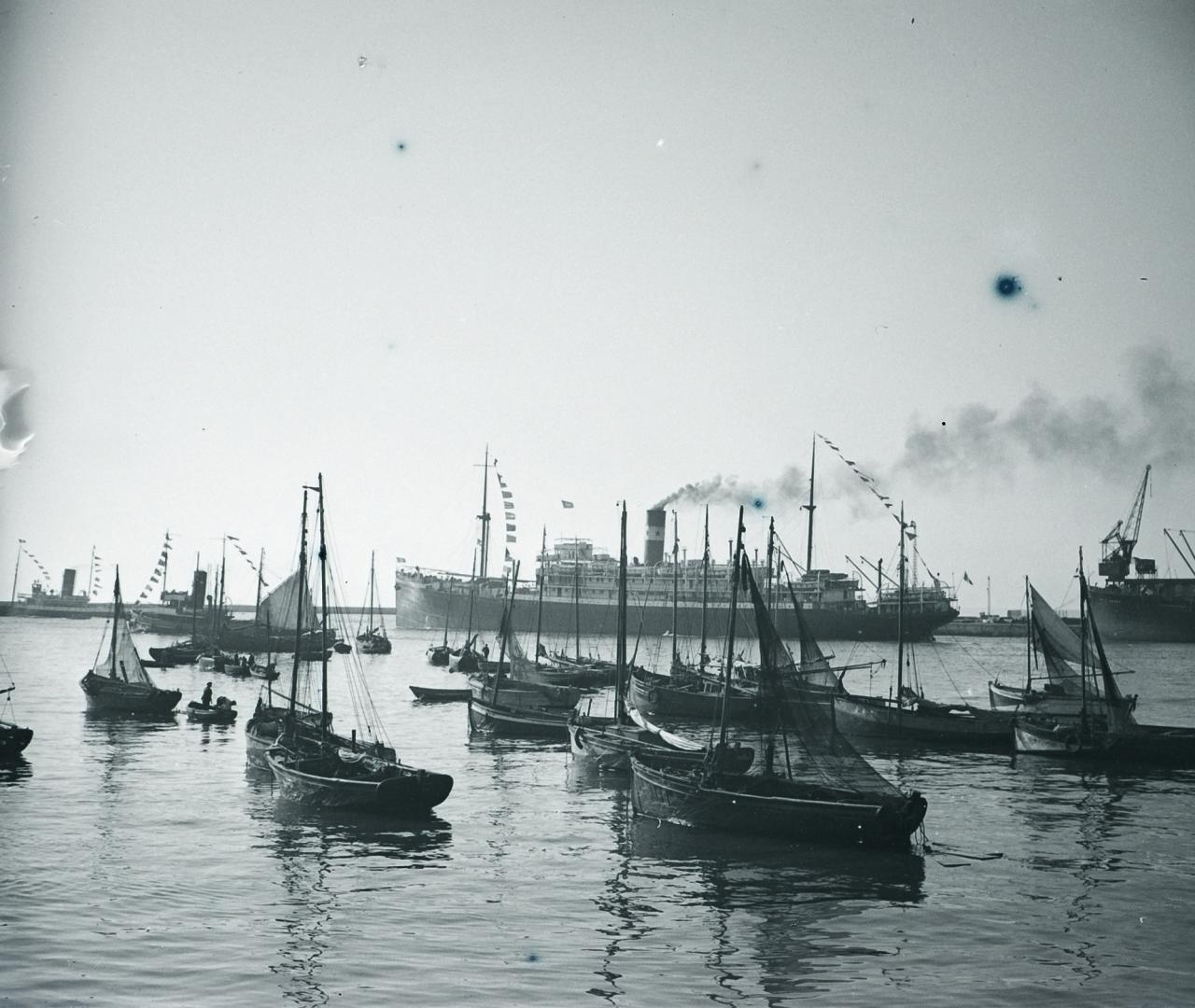
Traffico marittimo a Le Havre negli anni 1920.

#### Il declino del porto di Le Havre spinge a tornare in Madagascar
I broker del mercato dei Futures internazioni a Le Havre svolsero un ruolo globale prima del 1914, quando i flussi brasiliani verso l'estero raggiunsero i 2/3 nelle importazioni della Terza Repubblica Francese. Ma a seguito dello scoppio della prima guerra mondiale i finanzieri di New York soppiantarono i broker francesi nei maggiori titoli di credito rivolti agli esportatori brasiliani; le riesportazioni di Le Havre scesero al di sotto delle 10.000 tonnellate annue, 1/4 della quantità del 1913.
Il porto venne allora spinto a sviluppare l'importazione di caffè coltivato sulla piana dell'Imerina, nel Centro-nord del Madagascar, ove stava lottando per poter decollare. Le Havre e la sua piazza di negoziazione rimase ostacolata dall'elevata tassazione; tra il 1900 e il 1910 il dazio fiscale sull'importazione di caffè fu pari al 128,5%, anche se era già stato ridotto a 0 dal 1892 per il caffè coloniale con l'intenzione dichiarata di promuoverne l'espansione interna; la raccolta dell'isola rinacque aumentando a 3.359 tonnellate nel 1925 contro le 1.435 nel 1919.
Tutto ciò dopo che la produzione era andata completamente perduta per colpa dei funghi parassiti nel 1881. Nel 1924 Le Havre rappresentò ancora il 37% del consumo europeo, mentre il mercato francese si mantenne il 2° più grande del mondo.
Ma il declino venne aggravato dalla scomparsa del proprio mercato internazionale dei "Futures" nella "Borsa commerciale" alla prima metà del XX secolo, alla fine del XIX secolo il maggiore d'Europa ed il solo in grado di competere con quello newyorkese; in grado di fissare i prezzi delle diverse varietà a livello mondiale con un "Camera d'arbitraggio" specializzata nel compito.
La "Société commerciale interocéanique" venderà il proprio reparto dedicato al caffè nel 1985 alla famiglia Raoul-Duval di Le Havre. Nel 1992 gli azionisti dell'impresa di Louis Delamare (creata nel 1897) rivenderanno le proprie azioni ai dipendenti i quali metteranno in piedi l'holding "Delcafé", reindirizzando l'attività ad altri mercati a termine. Alla fine degli anni 1990 il fallimento di Unidad, un importante trader guidato dalla famiglia Vigan, sarà causato dal calo dei prezzi del caffè in Costa d'Avorio.

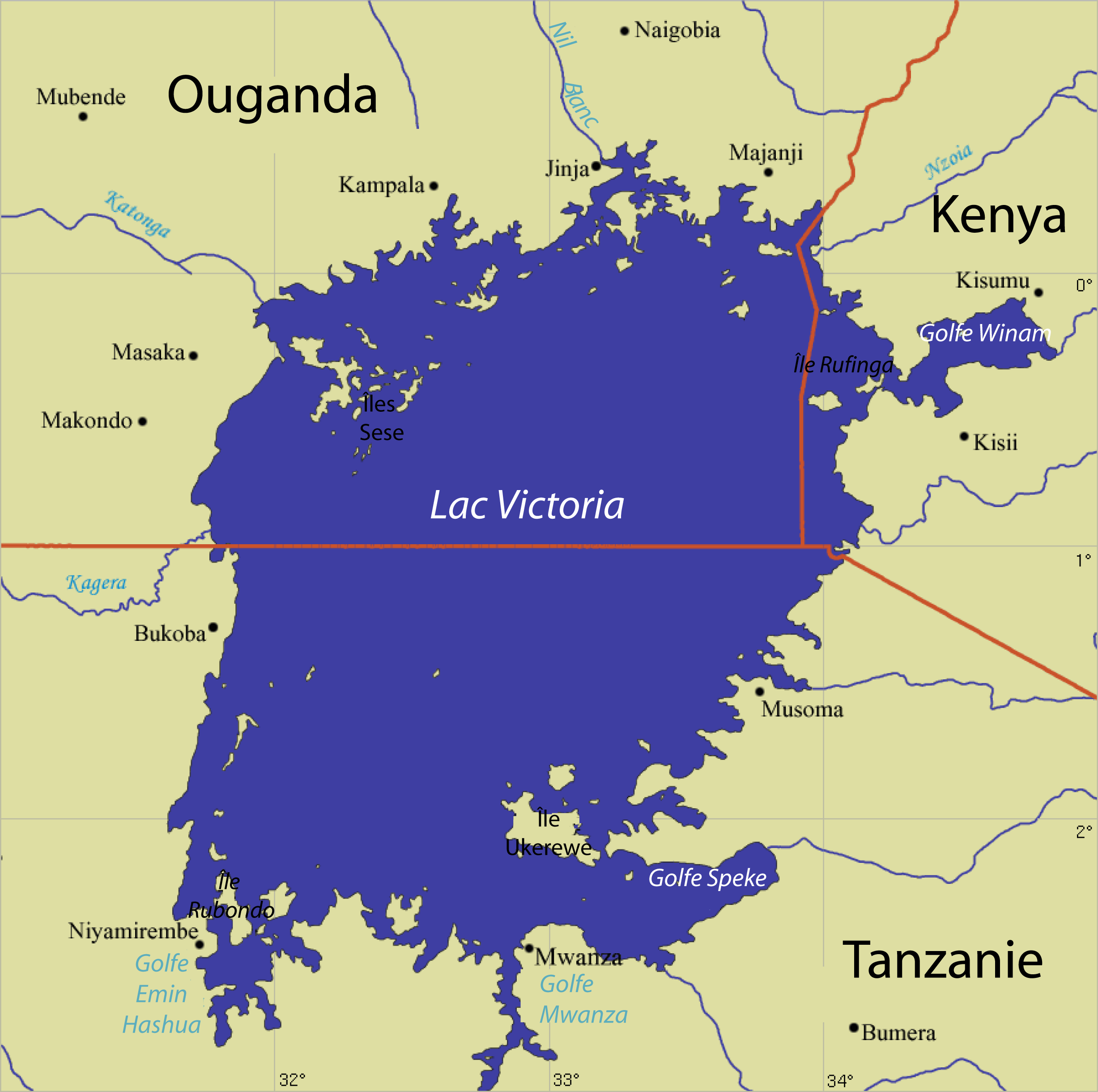
Il Lago Vittoria, frontiera dei tre paesi caffeicoli dell'Africa orientale (Uganda, Kenya e Tanzania).

#### Caffeicoltura massiccia in Africa Orientale
I coltivatori del gruppo etnico degli Haya nella regione di Bukoba, a Nordovest del Territorio del Tanganica e sulla riva Sud-occidentale del Lago Vittoria furono evangelizzati dai Missionari d'Africa alla fine del XIX secolo. Dopodiché, non avendo l'occasione di trovarsi ad affrontare l'ostilità dei piantatori europei, localmente assenti, vennero ingaggiati e incoraggiati dall'amministrazione coloniale. Già nel 1919 fu intrapresa una massiccia campagna d'impianto, che richiese a ciascun produttore Haya di piantare almeno 100 alberi di Coffea.
Questa politica risultò ben accolta in quanto la specie di Coffea canephora utilizzata era più antica della versione Coffea arabica, introdotta già dalla fine del XIX secolo dai missionari e dai coloni; essa era stata coltivata dagli Haya nell'area prospiciente il Lago Vittoria, venendo presto ad assumere un ruolo rituale primordiale: rafforzava difatti il potere del re e donava la forza ai coltivatori i quali rimanevano strettamente associati alla prosperità degli alberi.
L'arrivo della ferrovia ugandese completò la circumnavigazione del Vittoria, facilitò lo smercio e l'arrivo di lavoratori stagionali i quali giunsero rapidamente dal Ruanda-Urundi, fermandosi proprio sulla strada ove avveniva la raccolta.
L'importanza dei trasporti si riflette in maniera significativa dal fatto che gli Haya esprimono ancor oggi con il numero di "macchine e camion" il volume delle proprie colture; esse continueranno a crescere nel tempo. Nel 1950 vi saranno 8.000 piantagioni Haya nella Regione del Kagera, ognuna delle quali produrrà mezza tonnellata annua e 1/4 dell'intera raccolta della futura Tanzania. Il 10% dei più fortunati di questo gruppo possiede a tutt'oggi 1/4 delle terre coltivate a caffè.
I 5 principali gruppi etnici coinvolti nella caffeicoltura nell'ex Africa Orientale Britannica sono i Chaga della Regione del Kilimangiaro, i Rwas del Monte Meru, la popolazione di Meru, gli Haya del Lago Vittoria e i Kikuyu della Provincia di Nairobi.

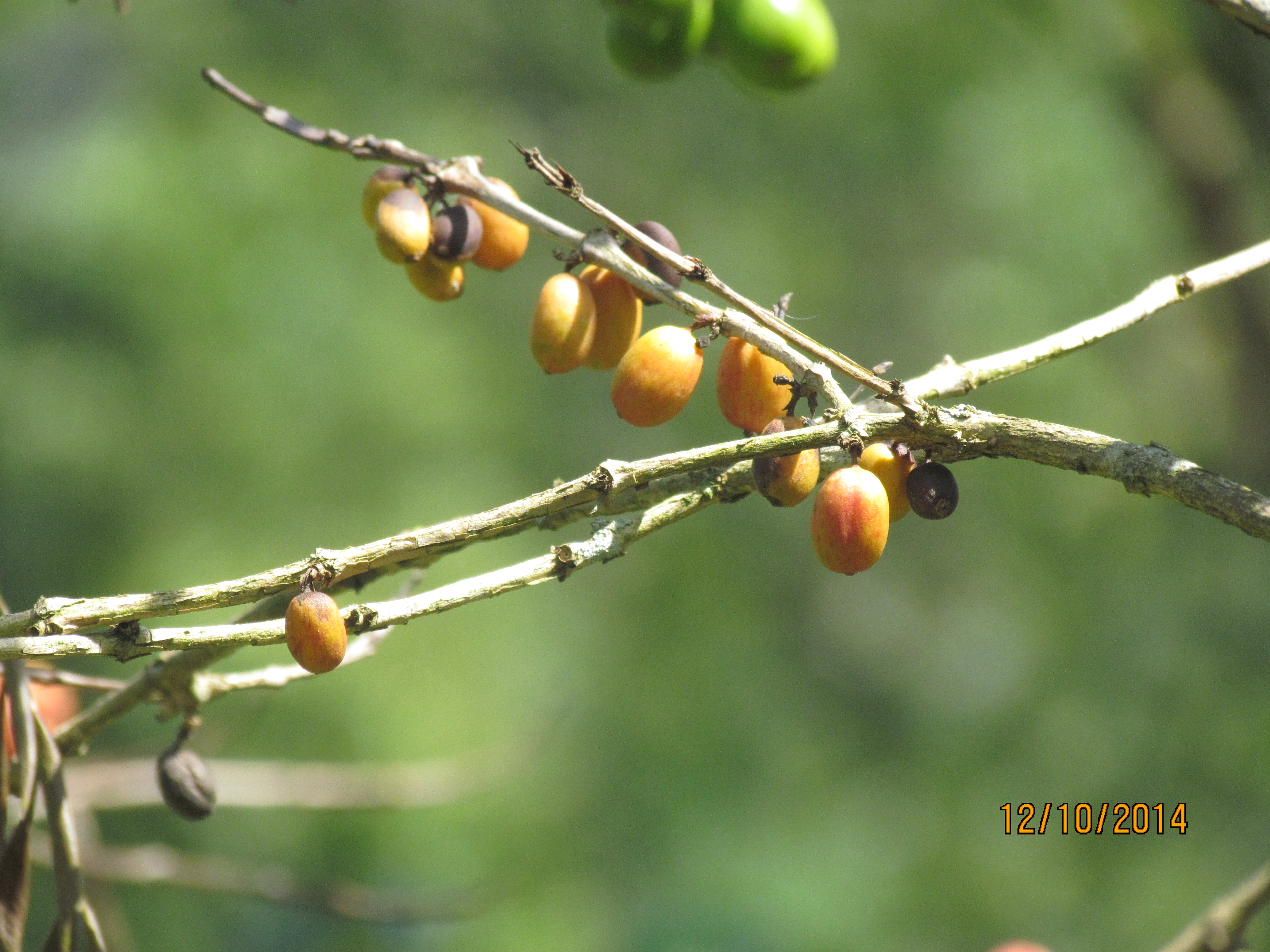
Bacche di caffè su un ramo in Uganda.

#### Decollo di Uganda, Tanzania e Kenya
La Coffea arabica posseduta dal Buganda venne introdotta direttamente dall'impero d'Etiopia; essa costituisce a tut'oggi il principale prodotto d'esportazione del paese.
L'impero britannico incamerò l'amministrazione coloniale dell'Africa orientale tedesca alla fine della prima guerra mondiale; in Kenya si appoggiò principalmente agli agricoltori di origini europee, mentre il protettorato ugandese fece la scelta inversa; infine il Territorio del Tanganica attuò una via di mezzo tra le due.
Il decollo delle esportazioni ugandesi di caffè nel 1922 beneficiarono dell'esperienza data dalla rapida espansione della coltivazione del cotone tra il 1905 e il 1915; esse coprirono i costi operativi della linea ferroviaria che collegava il paese con l'Oceano Indiano e con le sponde del Lago Vittoria. Già nel 1915 l'industria cotoniera raggiunse un fatturato di 369.000 sterline.
Il caffè ebbe un cammino più lento in quanto i contadini vi s'interessarono solo dopo il 1910, quando il suo valore incrementò. A partire dal 1912 nella Regione Orientale di Bugisu ai piedi del Monte Elgon le autorità cominciarono a distribuire terreni e semi ai nativi; si creò così la prima caffeicoltura. La raccolta fornì 1.269 tonnellate nel 1920, passando a 7.832 nel 1928.
Nel 1922 vi fu la svolta, quando i prezzi del caucciù crollarono e gli ugandesi non poterono più coltivare l'albero della gomma contemporaneamente al caffè. Nel corso degli anni venti i vivai si moltiplicarono, i semi furono ampiamente distribuiti e i coltivatori formati da istruttori e messi sotto l'autorità dei capi locali. Il caffè si coltivò principalmente nel Distretto di Masaka e sulle pendici occidentali dell'Elgon.
Tra il 1922 e il 1930 la superficie coltivata dagli africani ugandesi moltiplicò di 20 volte. La corvé venne trasformata in tassa nel 1926 e poi rimossa nel 1930 per permettere alla popolazione di lavorare autonomamente il caffè. Le autorità britanniche rimasero in competizione anche con i principali commercianti nella gestione della coltura e nel suo finanziamento, oltre che per costruire infrastrutture sul posto. La società "Gibson & Co." si evidenziò nel campo. Le esportazioni del caffè ugandese in tonnellate furono le seguenti:
| Anno             | 1927             | 1932  | 1933  | 1937   |
| Caffè ugandese : | 2.200 tonnellate | 4.300 | 5.000 | 12.900 |

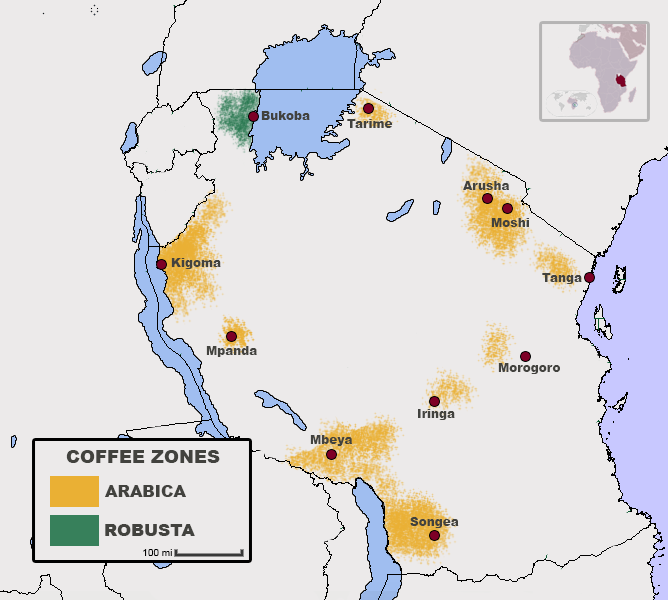
Caffeicoltura in Tanzania per varietà.

La coltivazione tra i Chaga della Regione del Kilimangiaro progredì fortemente dopo il 1925, mentre poco dopo si accelerò sui bordi del vulcano minore e nelle vicinanze del Monte Meru, 50 km ad Ovest. L'altro grande polo della caffeicoltura fu Bukoba, nel Nordovest della futura Tanzania e sulla sponda Sud-occidentale del Lago Vittoria, evangelizzata anche dai Missionari d'Africa (i "Padri Bianchi") alla fine del XIX secolo.
La produzione totale nelle 2 zone principali di coltura tanzanese decollò effettivamente nel 1925, seppur rimanendo inferiore di 1/5 rispetto a quella keniota la quale accelerò in quello stesso anno con un ritmo piuttosto rapido; qui i coltivatori già da tempo erano abituati ad utilizzare la tratta ferroviaria per rifornire rapidamente il mercato mondiale in tempi di aumento dei prezzi.

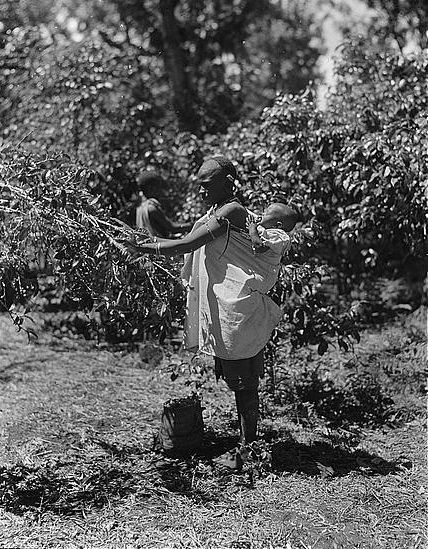
Caffè in Kenya nel 1936.

#### Creazione del "Kouilou Niaouli" e avvio del "Caffè Nana"
Gli anni 1920 videro forti investimenti da parte delle amministrazioni coloniali e sforzi volti all'agronomia del caffè. Nel Dahomey francese, il futuro stato del Benin, vennero creati giardini agricoli di prova a Porto-Novo, Niaouli e Abomey nel tentativo di far acclimatare nuove specie utili allo sviluppo economico dell'agricoltura. L'orto botanico di Porto-Novo fu aperto nel 1901.
La stazione di Niaouli fondata nel 1904 in uno spazio aperto tra la foresta venne presto trasformato in scuola agraria e istituto per compiere test agricoli. Nel 1923 si introdusse e raffinò il "Kouilou Niaouli", un caffè originario del Gabon. Sarà poi trapiantato in Nuova Caledonia e implementato con successo nel corso degli anni 1920 in Madagascar e nel territorio dell'attuale Costa d'Avorio. Esso prende il suo nome dal dipartimento di Kouilou, ove il fiume principale "Kouilou-Niari" svolge un ruolo drenante nella regione costiera della Repubblica del Congo; è il 2º fiume del paese dopo il Congo.
Vennero istituite due stazioni di ricerca agricola dall'amministrazione francese a Bossembélé nel 1926 e a Boukoko nel 1939 (attuale Repubblica Centrafricana); esse seguiranno da vicino il successo della varietà denominata "Nana". Si dedicheranno allo studio della Coffea, sviluppando varietà maggiormente resistenti rispetto all'"Excelsa" ancora negli anni 1950, per estendere infine le proprie attività all'agronomia equatoriale in generale.
In Centrafrica il caffè crebbe selvatico in gran parte del paese, nella specie "Excelsa" e in una varietà del tutto simile alla Coffea canephora battezzata "Nana". La sua coltivazione venne praticata fin dagli anni 1920, ma la sua quota rimase sempre modesta -rispetto al cotone. Nel 1926 la caduta dei prezzi del caucciù rese il caffè più appetibile nelle regioni attorno a Brazzaville, Kinshasa e in tutto il Centrafrica. Furono create molte piantagioni europee per sfruttare gli alberi selvatici.
Il "Nana" sarà in seguito coltivato anche a Carnot lungo il corso del "Nana Bakassa" e del "Nana Barya", fiumi del Nordovest ai confini con il Ciad. La SOCANA (Societe des Plantations du Café Nana de Carnot, ex-plantation Collongy), con un capitale di 15 milioni di franchi CFA venne creata proprio a Carnot, posta a 550 m d'altitudine; essa operò anche con l'Agave sisalana.

### Dal 1929 al 1945
La politica brasiliana di esaurimento delle scorte venne lanciata nel giugno del 1931 e raggiunse il suo picco nel 1933-34, permettendo in tal modo di attenuare il calo generalizzato dei prezzi mondiali; mentre gli incentivi concessi dall'amministrazione coloniale francese al caffè del Madagascar svolse un ulteriore ruolo di tamponamento, in un momento in cui gli impianti stavano raggiungendo la loro massima estensione tra il 1924 e il 1929.

#### Il Venezuela perde i maggiori produttori
All'inizio del XX secolo il Venezuela era ancora tra i massimi produttori di caffè e cacao. Le drupe selezionate, di un verdazzurro molto chiaro e generalmente di buona qualità, presero i loro nomi dalle principali città marittime: Puerto Cabello, La Guaira (o Caracas) e Maracaibo. 
Sotto l'amministrazione del generale Antonio Guzmán Blanco dal 1871 e poi verso la fine degli anni 1880 la caffeicoltura crebbe rapidamente, beneficiando di un ulteriore sostegno sotto forma di prestiti provenienti dai paesi stranieri come la Gran Bretagna, l'Impero tedesco ed il Regno d'Italia, il che consenti anche l'ampliamento della rete ferroviaria che ne approfittava il caffè colombiano attraversando il dipartimento di Santander via Cúcuta, per giungere con il caffè del Tachira al poi al Golfo del Venezuela e dal porto di Maracaibo qui prendere la via dell'Oceano Atlantico.
Un blocco navale, durato dal dicembre 1902 al febbraio 1903, fu imposto dalla Gran Bretagna, l'Impero tedesco e il Regno d'Italia nei confronti del Venezuela a seguito del rifiuto da parte del presidente venezuelano Cipriano Castro di pagare il debito estero e i danni subiti a cittadini europei durante la recente guerra civile venezuelana.
In seguito il paese scoprì enormi riserve di petrolio. Durante la dittatura del generale Juan Vicente Gómez tra il 1920 e il 1930 il settore petrolifero crebbe dal 2,5% del prodotto interno lordo a quasi il 40%, l'agricoltura inversamente passò dal 39 ad appena il 12,2%. La Grande depressione degli anni 1930 causò lo sprofondamento del valore del caffè; questo spinse la maggior parte dei paesi della regione a svalutare la propria valuta per poter mantenere la competitività nelle esportazioni.
Il Venezuela al contrario cedette alle pressioni della lobby commerciale e organizzò l'importazione di tutto quello che il paese consumava; tra il 1929 e il 1938 venne aumentato il valore del bolívar del 64%, serrando in tal modo le porte del commercio internazionale al settore agricolo. Si passò da un'economia basata al 96% sul cacao e il caffè a un'economia prettamente petrolifera.
Dopo la seconda guerra mondiale il raccolto diminuì costantemente e con estrema rapidità; altri paesi emersero tra i 20 maggiori produttori mondiali. Negli anni 1990 era meno della metà di tutti gli Stati andini.
| Anno                               | 1874   | 1894    | 1924   | 1934   |
| Caffè prodotto dal Venezuela (ton) | 30 664 | 106 338 | 56 412 | 62 195 |

#### Profonda crisi economico-sociale nell'America centrale
Il Martedì nero di Wall Street il 29 ottobre del 1929 innescò una catena di crolli finanziari (la cosiddetta "Grande depressione") che fecero affondare il prezzo del caffè di oltre la metà del proprio valore nominale tra il 1929 e il 1933.
Questo fatto ebbe profonde e durature conseguenze e ripercussioni negative nei paesi dell'America Latina, che ne rimase travolta. Tra il 1928 e il 1932 (o 1934 a seconda dei casi) il PIL "pro capite" diminuì di oltre il 20% in Costa Rica, El Salvador e Guatemala; i primi due rappresentavano i maggiori produttori di caffè dell'intera America Centrale rispettivamente con 33 e 22.000 tonnellate. Decrebbe anche del 30% in Honduras e di oltre il 40% in Nicaragua, senza alcuna possibilità di essere arrestato e con diverse vittime.
Nel settore caffeicolo si verificarono drastici tagli salariali e licenziamenti dei lavoratori agricoli; seguirono i fallimenti delle fattorie che non riuscirono più a rimborsare i loro debiti.

Zona della sollevazione popolare del 1932 a El Salvador al confine col Guatemala; viene conosciuta col nome di "La Matanza".

Nel Salvador alla crisi si aggiunsero anche i mancati tentativi di imporre una svolta in direzione del riformismo, disinnescati sul nascere dall'oligarchia al potere nel periodo 1927-31. Il presidente Pío Romero Bosque fu costretto a concedere libere elezioni delle quali approfittò subito il suo favorito Arturo Araujo, un leader agricolo e ingegnere, che assunse il potere nel marzo 1931; influenzato dalle idee della socialdemocrazia del Partito Laburista, sarà deposto da un colpo di Stato a dicembre.
L'oligarchia salvadoregna installò allora ai vertici di comando il generale Maximiliano Hernández Martínez, che mantenne la guida del paese per 13 anni. Considerando le elezioni del gennaio 1932 come inficiate da gravi brogli elettorali il movimento comunista abbandonò le sedi parlamentari legittime con l'intenzione di pianificare una rivolta. Nella notte tra il 22 e il 23 gennaio un'insurrezione di amerindi assaltò gli uffici doganali di Sonsonate; lo scontro provocò 40 morti, con i doganieri che vennero sottoposti a linciaggio, prima mutilati e poi assassinati.
Gli insorti posero quindi d'assedio alcuni villaggi indigeni del dipartimento di Sonsonate, Izalco, Juayúa e Nahuizalco ove i Cacicchi si trovarono ad essere alleati a fianco dei comunisti, minaccando così direttamente il sequestro di altre città nella regione del caffè posta ad Ovest.
Nel frattempo l'eruzione dell'Izalco in Guatemala causò il risveglio a catena di altri 2 vulcani normalmente dormienti, il Volcán de Fuego e il Santa María, con conseguente distribuzione delle polveri sottili per diverse centinaia di miglia; causarono bassa visibilità e contribuirono a deteriorare il clima.
Il 22 gennaio alla nave britannica Skeena fu ordinato di salpare in direzione del porto salvadoregno di Acajutla "per proteggere i residenti di Sua Maestà"; si preparò a far scendere a terra una compagnia militare.
La repressione fu senza precedenti: da 10 a 25.000 persone massacrate secondo alcune fonti. Alcune comunità indigene vennero quasi del tutto decimate; le testimonianze oculari riferirono che tutti coloro che avevano un abbigliamento o un aspetto marcato riconducibile ad un'origine amerinda furono considerati come colpevoli di sovversione. Questo aiutò in seguito a rimuovere tutte le caratteristiche esterne della cultura dei gruppi indigeni (lingua, abbigliamento ecc.) dal paese.
In luglio il quotidiano El Cafe de El Salvador" dell'"Associazione dei caffeicoltori" guidata da Augustin Alvara e Henrique Fernandez, due tra i principali produttori nazionali, fece pubblicare un articolo il quale aggredì le "masse primitive" e il suo "ceto sociale infinitamente basso e ritardato" del tutto privo di una qualsiasi forma di civiltà.
Nella Costa Rica la rivolta non ebbe grandi emuli. L'"Associazione nazionale dei coltivatori di caffè" fondata nel 1932 riuscì ad incanalare le richieste dei piccoli piantatori e nel corso degli anni 1930 si attuarono riforme di grande rilevanza; la previdenza sociale, i diritti civili, nuove disposizioni del codice del lavoro vennero tutte condotte dalle alleanze politiche tra l'élite riformista della Chiesa (fortemente marcata dal cristianesimo sociale) e un Partito Comunista tra i più riformisti dell'intera America Centrale.
In Guatemala il Martedì nero del 1929 si trasmise anche a causa del crollo del valore mondiale dei beni di esportazione, mettendo in chiara evidenza i rischi che comportavano l'estrema specializzazione dei prodotti mantenuta dalle maggiori tenute agricole, tutte di proprietà tedesca: "Nottebohm Hnos", "Koch & Hagmann", "Schlubach & Thiemer", "Bulh" e "Lüttmann". Esse avevano acquisito vastissimi terreni in Boca Costa e sulle sponde dell'Oceano Pacifico, introdcendo nuove colture ed intensificando l'intero processo di produzione (la semina, la raccolta, l'essiccazione, l'imballaggio e finanche lo stoccaggio).

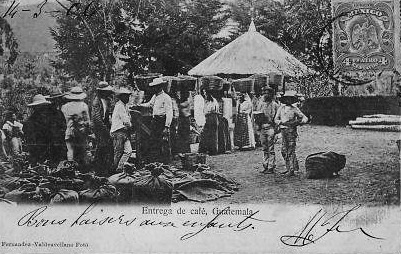
Consegna del caffè in una masseria tedesca del Guatemala (1920 circa).

La raccolta del caffè guatemalteco passò da 11.500 a 23.000 tonnellate annuali tra il 1910 e il 1930, di cui appena la metà poté essere venduta nel corso del 1931. Solo le aziende agricole che riuscirono a contare su altri redditi forniti da prodotti diversificati ebbero la possibilità di salvarsi dal fallimento. Le altre finiranno con l'essere vendute e gli ingegneri agronomi, i militari (guardie private) e gli amministratori delle piantagioni approfittarono in larga parte dell'opportunità di acquisto. Un decreto consentì l'uso gratuito dei terreni statali per le colture cerealicole.
Nel 1934 il dittatore guatemalteco Jorge Ubico fece approvare una legge la quale, almeno teoricamente, proibiva il lavoro forzato; ma un'altra disposizione inerente al vagabondaggio condusse invece nei fatti ad un suo rafforzamento. Tutti i contadini e i lavoratori stagionali che non coltivarono una quantità minima di terra vennero definiti dei "vagabondi". La legislazione richiese inoltre a tutti coloro che risultarono essere del tutto sprovvisti di terra (oltre a quelli che avevano debiti da estinguere) di lavorare almeno per 150 giorni all'anno, o per i piantatori oppure per lo Stato, ad esempio nella costruzione di edifici pubblici.

#### Il caffè colombiano supera le guerre civili e sfrutta il treno di montagna
Dal mantenimento del valore finanziario del caffè brasiliano trasse giovamento anche il rivale colombiano, che rappresentò il 50% delle esportazioni nazionali a partire dal 1875.
Il testo El Orinoco ilustrado y defendido del missionario spagnolo della Compagnia di Gesù José Gumilla narra di come i primi chicchi furoro seminati nella missione di Santa Teresa nel 1730 e successivamente a Popayán 6 anni dopo. Il caffè venne in seguito esteso ai versanti colombiani della Cordigliera delle Ande, tra i 2 e i 3.000 m d'altitudine nel Dipartimento di Antioquia, nel dipartimento di Caldas, nel dipartimento di Risaralda, nel dipartimento di Quindío, nel dipartimento di Tolima ed infine nel dipartimento di Valle del Cauca.
Il trasporto a rotaia del caffè lungo la linea dell'Antioquia, un progetto coltivato fin dal 1876 ma che si trascinerà a lungo, permise un'espansione del 25% annuo tra il 1888 e il 1899, seppur il suo peso all'interno del comercio internazionale continuò a rimanere alquanto marginale.
I proprietari, che associarono spesso la caffeicoltura con prodotti complementari in un'economia relativamente autosufficiente, furono dipendenti dalle imprese importatrici europee e statunitensi le quali facilitarono il credito al fine di superare certe condizioni del mercato interno.
Gli aiuti vennero implementati dai governi insediatisi sotto la presidenza di Rafael Núñez e dai presidenti della Colombia suoi successori; per lo più prestiti a tasso d'interesse molto favorevole.
Con lo scoccare del nuovo secolo le tratte ferroviarie cominciarono a trasportare la maggior parte del caffè a partire dal quinquennio 1904-09, subito dopo la fine della guerra civile. Il "Ferrocarril del Pacífico" e la ferrovia di Antioquia furono portate a termine in questo periodo; il tragitto del caffè poté quindi passare da 783 a 122 km di percorso.
L'Ovest del paese offrì di meno le conseguenze del conflitto, in particolare la regione antioquiena la quale offrì buone condizioni climatiche; essa possedeva già una classe imprenditoriale dinamica che aveva prosperato grazie all'estrazione mineraria e disposta a correre rischi. La caffeicoltura si stabilìzzò soprattutto in questa zona e contribuì a creare la fortuna di molti.
La ferrovia condusse fino alle rive dell'Oceano Pacifico ove il caffè veniva imbarcato al porto di Buenaventura; il canale di Panama, aperto nel 1914, ampliò ulteriormente il mercato Atlantico. In precedenza i porti colombiani affacciati sul Pacifico non furono mai d'importanza vitale in quanto il caffè attraversava la costa Nord via Cúcuta, per giungere al poi al Golfo del Venezuela e da qui prendere la via dell'Oceano Atlantico.
Il paese beneficiò anche dei piani brasiliani di valorizzazione, un sistema di sostegno dei prezzi sviluppato per superare agevolmente le fluttuazioni temporanee; il primo fu quello diretto dal governo nel 1907. Ciò incoraggiò anche i piantatori a creare incentivi volti all'aumento della produzione. La crescita delle esportazioni di caffè permise un aumento del tasso totale pari all'11,4% annuo durante il decennio 1910-19.

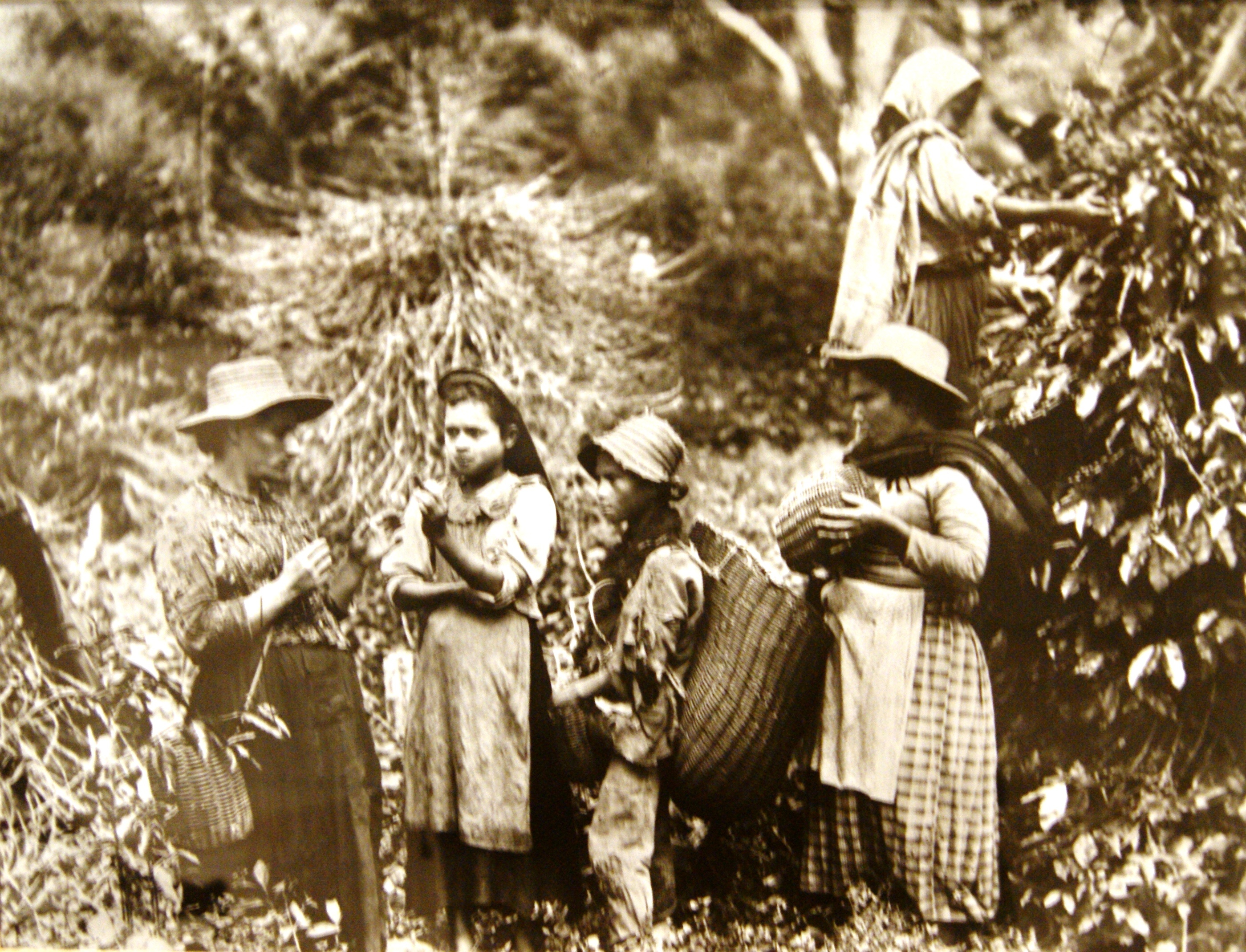
Raccoglitrici di caffè colombiano nel 1910.

La Colombia accrebbe la sua quota mondiale dal 3% nel 1905 al 3,35% nel 1910 al 7,61% nel 1920 fino al 14,57% nel 1933.
Il caffè colombiano rappresentò il 9,5% della superficie coltivata nel 1915 per passare al 21,9% nel 1937, impiegando un milione di agricoltori distribuiti in 150.000 aziende agricole, una buona metà delle quali concentrate nell'Antioquia. La Colombia innalzò le proprie tariffe doganali del 70% nel 1907 e passò da 1.480 km di ferrovie nel 1922 a 3.362 nel 1934; nel 1920 il paese pesò per l'11,3% dell'offerta mondiale, 2° solo al Brasile.
Alla fine del XX secolo la coltura colombiana è il risultato dei "simbiotici sforzi privati di pianificazione da parte di potenti imprenditori capitalisti e della spontanea migrazione contadina in cerca di terra e di lavoro, con alle spalle una politica di relativa passività statale". Gli alberi vengono coltivati da piccoli gruppi agricoli indipendenti, o viceversa da grandi proprietà denominate "hacienda"; malpagati i loro dipendenti non si prendono cura delle piante, rendendo così la loro qualità mediocre.

Il "Triangolo del caffè" colombiano.

#### Scorte brasiliane bruciate e ricorso al caffè liofilizzato
Nonostante i "piani di conservazione" del 1906, 1917 e 1921 il paese ricominciò a produrre massicciamente nella seconda metà degli anni 1920. Il crollo del 1929 e il profondo rallentamento economico globale produsse una seconda contrazione nel 1930 sul mercato internazionale del caffè, i cui effetti vennero aggravati dall'invasione dello "scarabeo dei grani del caffè" (Hypothenemus hampei), un minuscolo coleottero parassita d'un colore bruno scuro denominato anche "Stephanoderes"; esso rallentò significativamente la produzione a partire dal 1928.
Per mantenere i prezzi di vendita e prevenire la caduta verticale del mercato il Brasile si trovò obbligato non solo a distruggere le piantagioni, ma anche a gettare in mare o bruciare grandi quantità di caffè di qualità minima. Nel periodo compreso tra l'aprile del 1931 e il maggio del 1944 si vide la distruzione di 78.214.253 sacchi, quasi 5 milioni di tonnellate, sufficienti a rifornire l'intero continente europeo. Le raccolte vennero invece volutamente ridotte dagli altri paesi dell'America Latina.
Nel corso degli anni 1930 l'"Ufficio del caffè brasiliano" chiese anche alla Nestlé diretta dalla famiglia di Auguste Roussy di creare i "cubetti di caffè", che con semplice aggiunta di acqua calda avrebbero dovuto permettere la realizzazione del caffè istantaneo (solubile); un modo per poter smaltire le scorte di caffè grezzo. L'invenzione del caffè solubile da parte del neozelandese David Strang o dell'asioamericano Satori Kato nel 1901 non aveva fino ad allora ottenuto un grande riscontro nel pubblico. Ebbe maggiore fortuna l'inventore George Washington il cui brevetto per preparare il caffè istantaneo contribuì alla sua fortuna commerciale anche grazie all'alta domanda di caffè che gli veniva fatta dall'esercito americano.

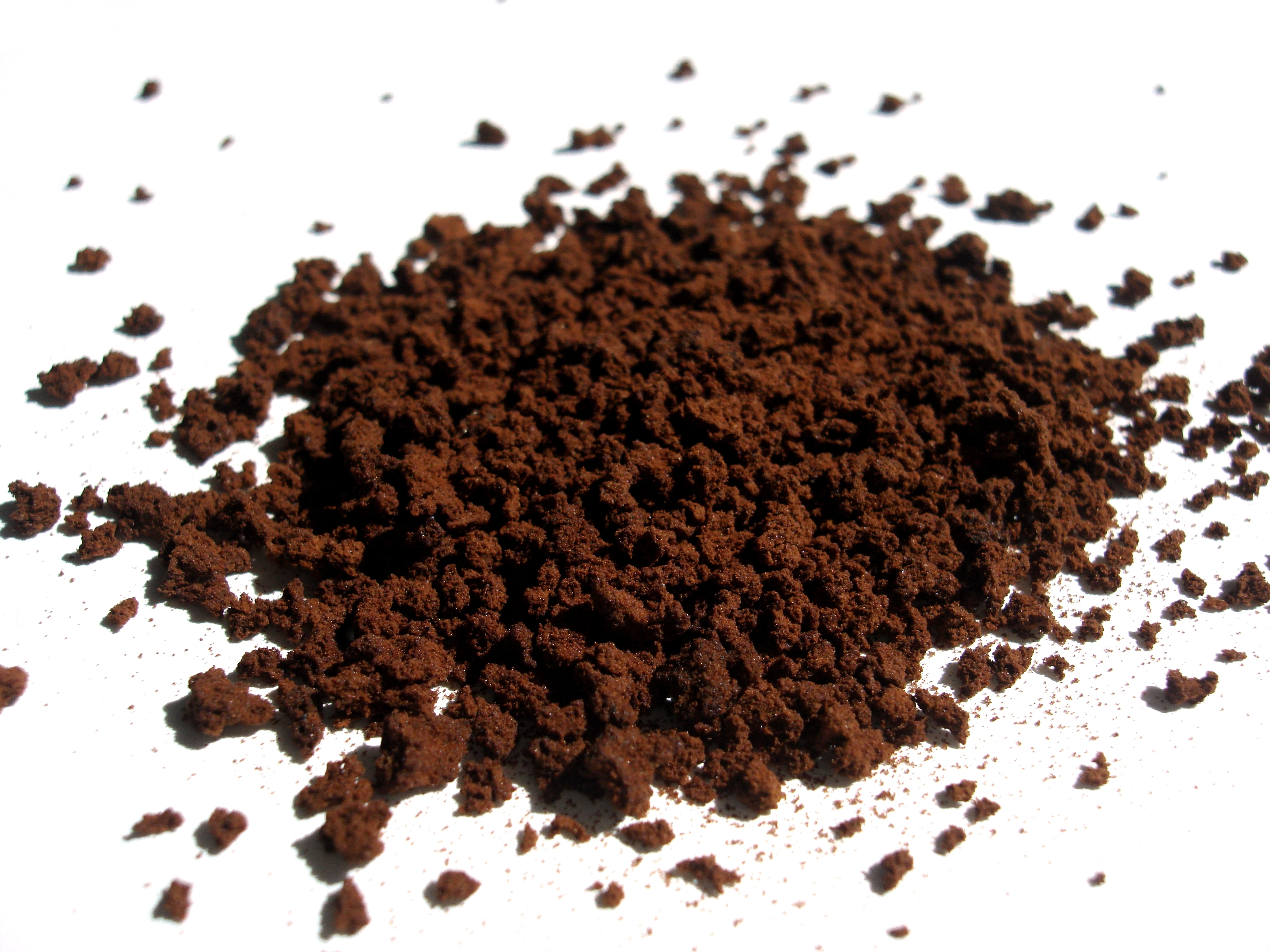
Caffè solubile istantaneo

In Svizzera venne istituita un'équipe a cui parteciparono il professor Paul Dutoit e il chimico tedesco Max Morgenthaler. I primi test effettuati risultarono inconcludenti e la direzione generale chiese di interromperli; ma Morgenthaler proseguì privatamente la ricerca nella propria abitazione. Alla fine trovò la formula; il grano tostato e macinato venne passato in grosse caffettiere per essere disidratato, con l'aggiunta di glucidi insapori per facilitarne l'essiccazione. Nescafé, che perfezionò il procedimento, fu fondata nel 1938.
I processi di liofilizzazione saranno ulteriormente sviluppati durante la seconda guerra mondiale; contribuirono indirettamente alla popolarità del caffè istantaneo. Originariamente pensati per la preparazione della penicillina, del plasma sanguigno e della streptomicina per le United States Army, questi procedimenti vennero riciclati anche per il caffè.

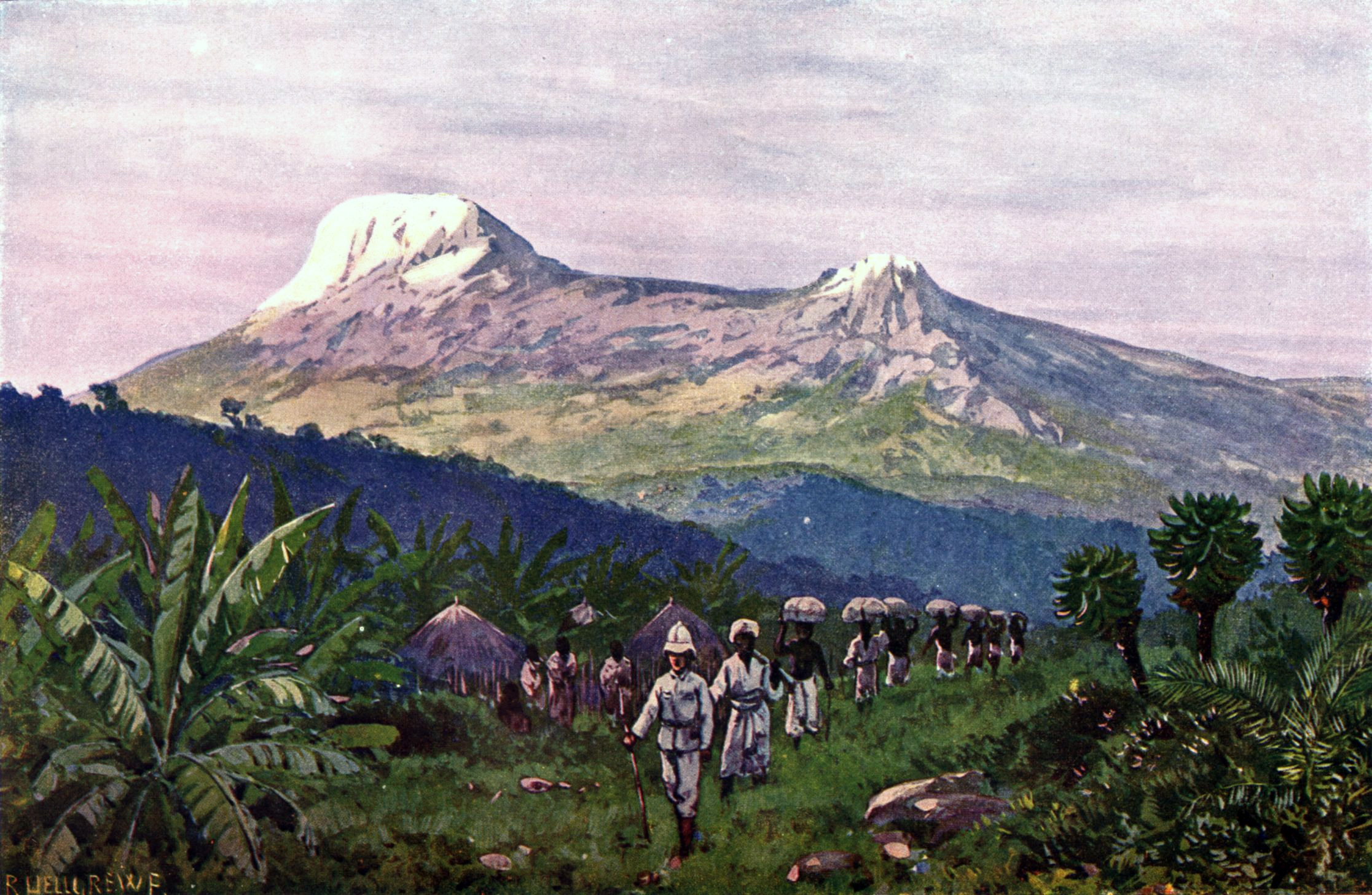
Illustrazione che rappresenta una scena di colonialismo tedesco alle "falde del Kilimangiaro" (1911).

#### Contrasti tra coloni e amministrazione in Ruanda-Urundi
Creata negli anni 1880 l'Africa orientale tedesca (comprendente gli attuali Burundi, Ruanda e Tanzania continentale introdusse la coltura della Coffea arabica negli anni 1900; essa però si sviluppò compiutamente solo a partire dai primi anni 1930 sotto la colonizzazione belga del Ruanda-Urundi. Questo territorio di media altitudine venne assegnato al Congo belga a seguito del Trattato di Versailles il quale decise la spartizione della colonia tedesca africana.
L'espansione della caffeicoltura, per la quale tutte le autorità coloniali europee d'Africa si mobilitarono durante gli anni 1930 attraverso esperti di agronomia e il monitoraggio del "caffè indigeno", entrò effettivamente in una fase di vigorosa affermazione nel 1950. Tutti i testi in cui si parlava di caffè, a partire da un famoso opuscolo elaborato nell'autunno del 1930, dovettero essere disponibili nelle scuole.
Come accadde anche nel Madagascar, l'ampliamento della pianta tra il 1930 e il 1938 provocò un clima di forti contraddizioni tra coloni e amministrazione, estendendosi anche alla vicina regione non caffeicola congolese; la posta in gioco fu la concorrenza nella crescita economica tra bianchi e neri e la questione della remunerazione del lavoro dei produttori africani.
Il "programma-caffè", sostenuto dal vicario apostolico monsignor Julien Gorju, attraverso cui si sperava che la promessa di guadagno tenesse ferme le popolazioni inclini ad emigrare nei paesi a maggioranza protestante venne interrotto nel 1938. La mappatura del flusso migratorio sfavorì proprio le regioni con presenza di aree a più elevata densità caffeicola, come Ngozi e Gitega; questo almeno accadde prima degli anni 1950, quando il caffè diventò un fattore più efficace nella sedentarizzazione delle tribù.
A partire dai primi anni 1940 l'atteggiamento e il trattamento della popolazione nativa mutò di rotta; l'amministrazione coloniale belga sostituì i giovani tecnici europei con africani appositamente addestrati in strutture educative occidentali. Tra queste l'"école d’Astrida" a Butare creata nel 1932 che impartì l'istruzione secondaria.
Il "circolo dei giovani astridiani" acquisì in tal modo i principi del liberalismo e dell'uguaglianza sociale, mettendosi al servizio del movimento per l'emancipazione politica sia in Ruanda che nel Burundi i quali diventarono presto focolai del moderno nazionalismo africano.

Ripartizione di popoli e tribù attorno al Kilimangiaro.

#### Rivalità tra Tanganica, Lago Vittoria e Kilimangiaro
Le amministrazioni coloniali britanniche tennero conto delle differenze d'insediamento nella loro politica del caffè dopo aver recuperato l'Africa orientale tedesca al termine della prima guerra mondiale. Il Kenya decise di affidarsi principalmente su agricoltori di origine occidentale, in particolar modo a seguito della catastrofe umanitaria causata dalla peste bovina e dal vaiolo che decimò le popolazioni Kikuyu e Masai nel 1899; laddove il Buganda scelse un percorso opposto e il territorio del Tanganica una via di mezzo.
Quando la coltivazione dei Chaga cominciò a diventare significativa, già attorno al 1918-23, cominciò a scontrarsi con una forte resistenza europea. Nel 1923 l'"Associazione dei piantatori del Kilimangiaro" reclamò che l'agricoltura del caffè venisse vietata agli africani, proprio com'era accaduto nel vicino territorio keniota, facendo pressioni l'anno seguente per un'annessione ufficiale all'Africa orientale britannica. Nel 1925 i piantatori bianchi del Tanganica si unirono definitivamente nelle loro richieste, ottenendo che i concorrenti si limitassero alla coltivazione meno redditizia della Coffea canephora.
Nel 1929, colpita dalla differenza di trattamento nelle 3 colonie, il governatorato britannico che sovraintendeva alle richieste dei coloni, esaminò il problema e nel 1934 accettò la situazione esistente ed anzi decise di lanciare nelle regioni keniote le colture africane, seppur solamente in 3 distretti ad una certa distanza da quelli coltivati dagli europei, precisamente nella contea di Kisii, attorno al Monte Meru nella regione di Arusha e nella contea di Embu; i coloni vi si opposero con veemenza.
Il risultato fu che nel 1935 le zone caffeicole britanniche orientali produssero 20.777 tonnellate su una superficie totale di 42.317 ettari.

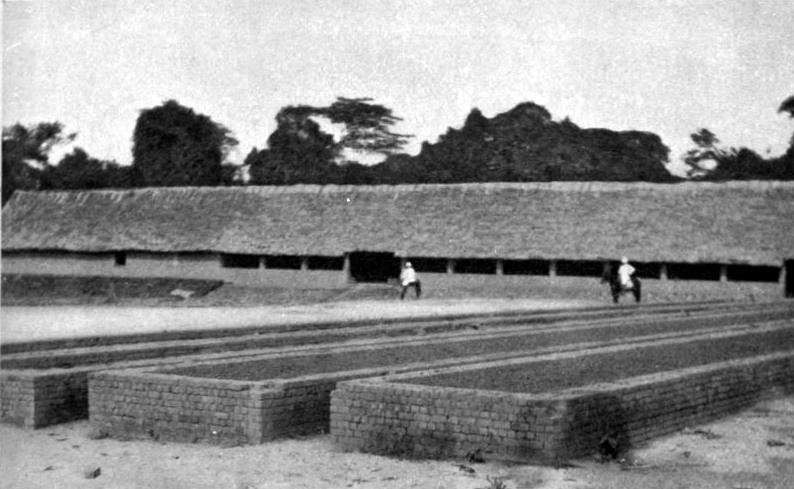
Depositi di caffè all'aperto a Mbandaka all'inizio de XX secolo.

#### Colture interdette ai nativi nel Congo belga
Il martedì nero del 1929 si verificò proprio nel bel mezzo del boom agricolo che spinse la moltiplicazione delle piantagioni congolesi, in particolar modo quelle di caffè nel periodo 1928-29 da parte delle maggiori società coloniali, come ben dimostra l'attività di gruppi e società. Il gruppo Crégéco per la "banca di Bruxelles fu interessato a 3 filiali che piantarono caffè su grandi aree; la società Sécia s'impegnò a piantare alberi inserendoli ad intercalare in centinaia di acri impiantati con l'albero della gomma; la società Socouélé acquisì diverse centinaia i ettari per coltivare caffè ed infine il Comanco si appropriò di 300 ettari destinandoli alla caffeicoltura.
Come già detto il Congo belga beneficiò dell'opera dell'"Institut national pour l'étude agronomique du Congo belge" il quale ripristinò nel 1916 le cultivar di Coffea canephora selezionate nelle Indie orientali olandesi. La stazione di ricerca agricola fondata nel 1925 nella regione di Kivu studiò la crescita di diversi prodotti tropicali, tra cui il caffè "robusta". Già nel 1930 il lavoro di "allevamento" venne effettuato utilizzando le varietà selezionate del Java e di quelle cresciute spontaneamente nella foresta tropicale congolese. Questo lavoro accelerò la diffusione della "robusta" e idusse la sua sensibilità al "coleottero della corteccia" grazie ad una fruttificazione maggiormente raggruppata.

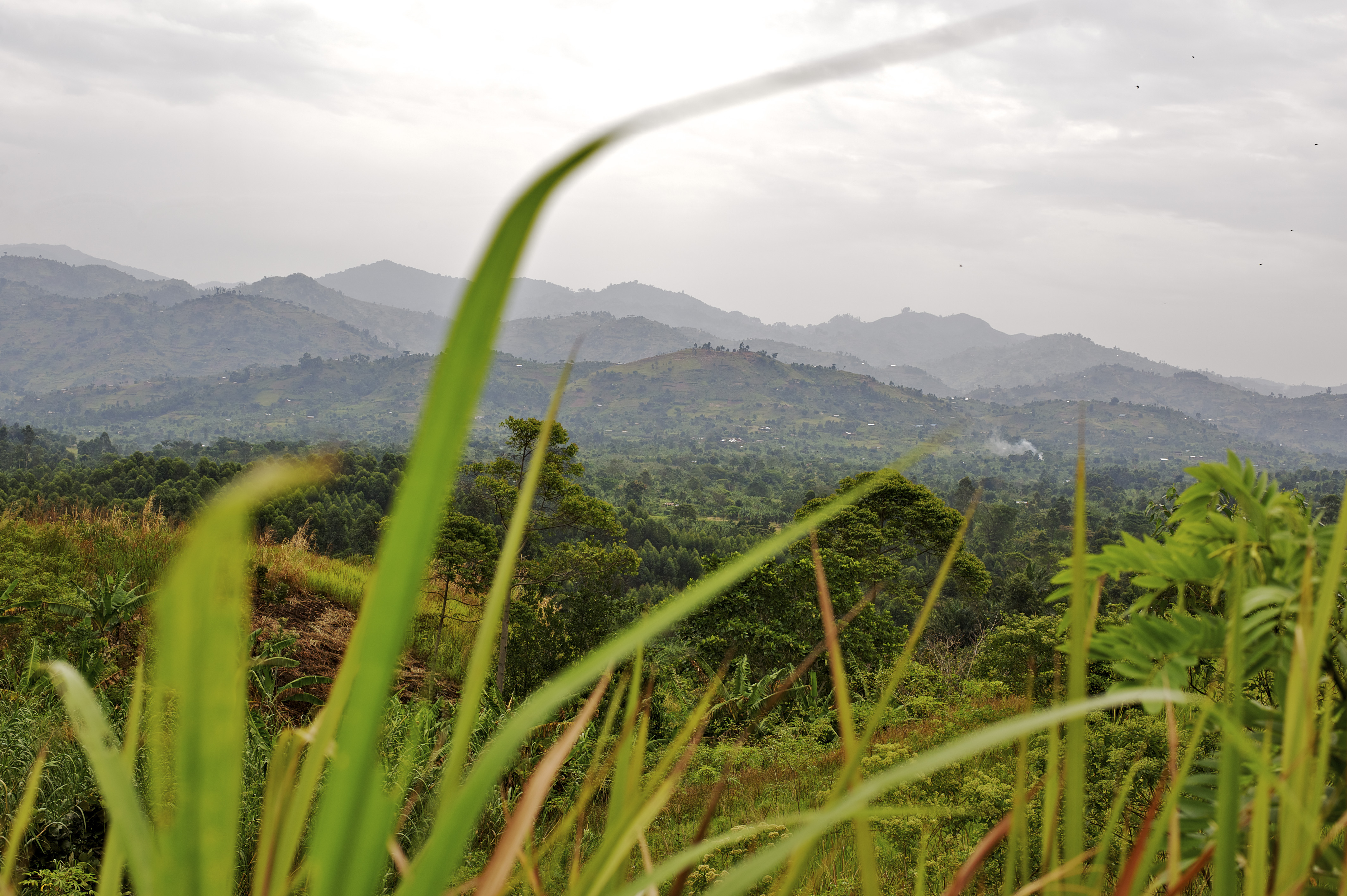
Piantagione congolese.

A partire dal 1927 vi fu lo scoppio dello "scandalo del lavoro forzato" (istituzionalizzato el 1917) il quale alimentò in patria numerose polemiche sia giornalistiche che politiche.
Dopo un primo decollo nel 1928 la produzione aumentò di 20 volte in 6 anni, raggiungendo le 12.000 tonnellate nel 1934. A questo punto si scatenò la discriminazione anti-indigena; il ministro delle colonie Paul Charles volle tentare di arrestare questa progressione, mentre l'amministratore societario Robert Godding (senatore di Anversa e futuro ministro) reclamò che le piantagioni congolesi non si ponessero in aperta concorrenza con i coltivatori europei favoriti dalle autorità.
Il decreto del 20 maggio del 1933 accordò una vasta concessione all'olio di palma, sotto forma di monopolio del gigante alimentare multinazionale Unilever; si utilizzò ancora una volta il lavoro forzato.

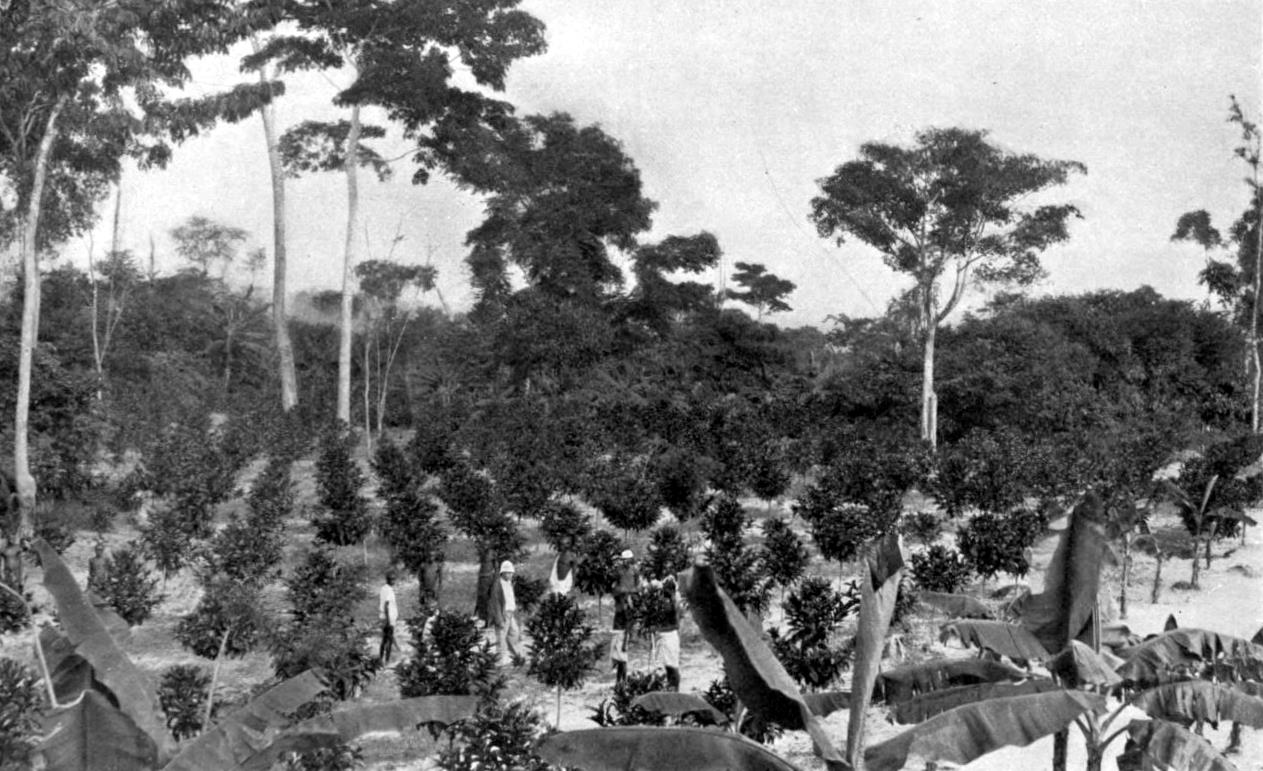
Piantagione a Yalicombe nella Provincia Orientale prima del 1905.

Pierre Ryckmans, ex commissario reale del Ruanda-Urundi, divenne governatore generale del Congo belga il 14 settembre del 1934 e subito dopo fu decisa l'annessione del Ruanda-Urundi al territorio congolese. Rycmans era stato dal 1930 nel consiglio d'amministrazione della "Società coloniale d'Anversa" (la "Bamboli") in qualità di giureconsulto; essa piantò 200.000 alberi lamentandosi però del fatto che vi fossero un milione di coltivatori congolesi nelle zone di Faradje e Mahagi (nell'odierna Provincia Orientale.
Ryckmans tentò di rassicurare a sua ex compagnia; l'amministrazione cedette alle pressioni della "Association des Planteurs de Café du Congo belge" presentando al Consiglio un progetto di decreto coloniale sulle licenze d'importazione, che prevedeva anche una limitazione delle superfici investite a caffè.
Del tutto improvvisamente la raccolta congolese cominciò a stagnare nel corso degli anni 1930, mentre quella del cotone lievitò da 220 a 370.000 ettari. Nonostante la loro volontà di partecipare all'espansione del caffè le etnie congolesi ancora nel 1939 ebbero appena 3.500 ettari di caffeicoltura sui 56.000 appartenenti ai coloni; tra il 1937 e il 1939 vi fu un incremento del 30% nel raccolto. Ma la necessità di frenare la coltivazione per impedire un calo dei prezzi mondiali rimase all'ordine del giorno delle aziende come fronte delicato, soprattutto dal comparto del commercio coloniale belga fondato nel 1894.
Dopo il 1940 vennero creati dei "Comitati di difesa" a Kisangani nella provincia di Tshopo, il luogo più lontano che si potesse raggiungere in barca risalendo il Congo da Kinshasa e Bukavu sulla riva Sudovest del Lago Kivu; i piantatori di caffè e del Cocos nucifera si dichiararono vittime della situazione accusando di passività il governo e la sua complicità con le grandi aziende.

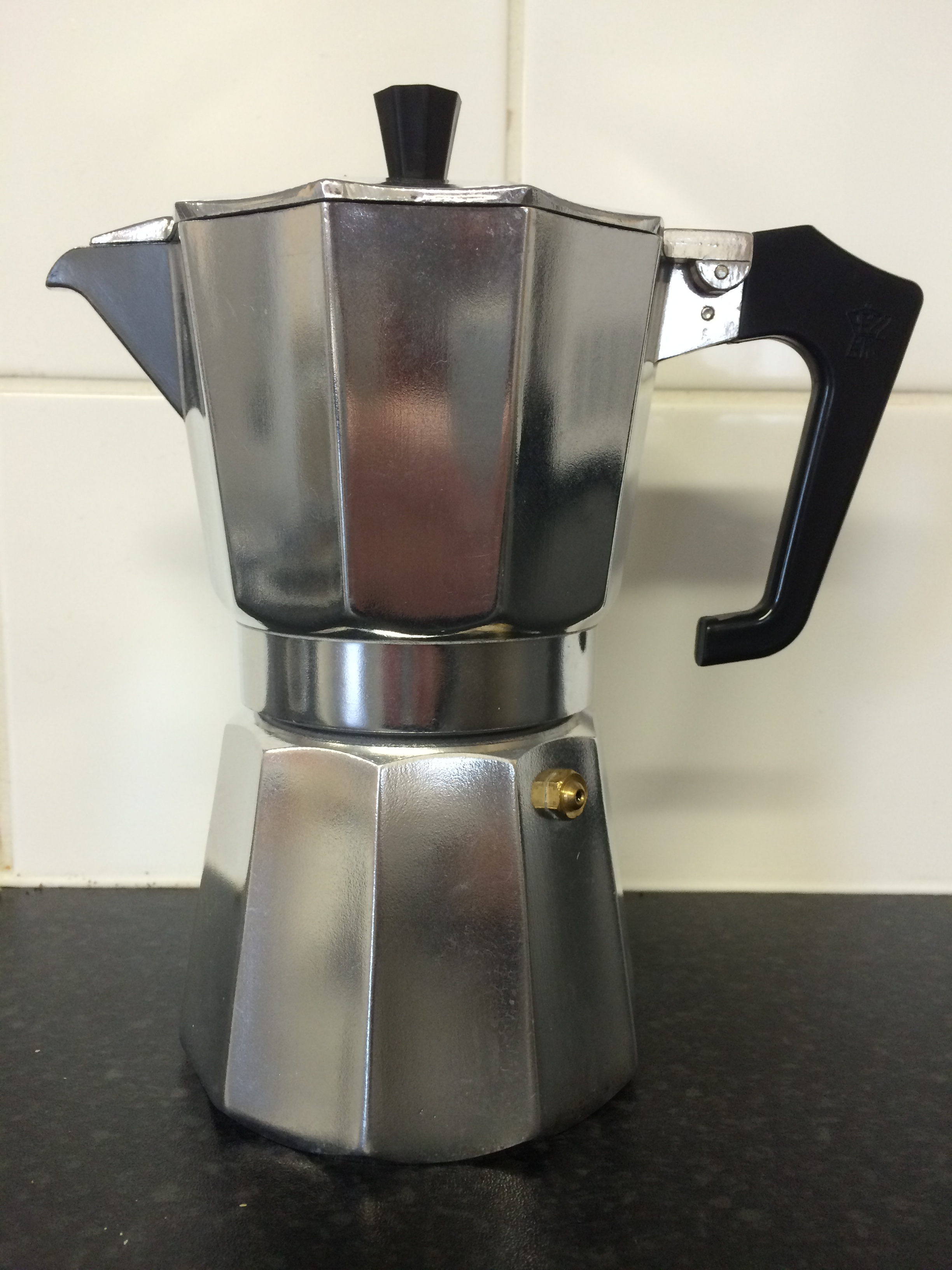
Una Moka classica ideata dall'italiano Alfonso Bialetti nel 1933.

#### Madagascar, primo sito del nuovo impero del caffè francese
Fino al 1930 i contributi coloniali contarono ben poco nelle importazioni francesi di caffè; nel 1913 le 115.200 tonnellate comprate dal Brasile ne fornirono più della metà, mentre l'impero coloniale francese solamente 945 (l'1%) ed oltretutto di una qualità molto carente, di cui 65 provenienti dal Madagascar. Nel 1922 il governatore generale dell'isola Hubert Auguste Garbit sostenne la standardizzazione nel campo del marketing.
Egli fece avviare un'indagine per le camere di commercio dei principali porti (Le Havre, Bordeaux e Nantes) e nei maggiori centri di consumo (a Lione e Lilla), per arrivare a definire 3 tipologie di varietà del caffè a disposizione in Madagascar, la Coffea liberica, l'"excelsa" congolese e la Coffea arabica. Gli intervistati risposero che la loro preferenza andava al "Congo", comunemente venduto sotto il nome di "Kouilou" o "Bourbon" malgascio; pronunciarono invece una condanna assoluta nei confronti del "Liberico".

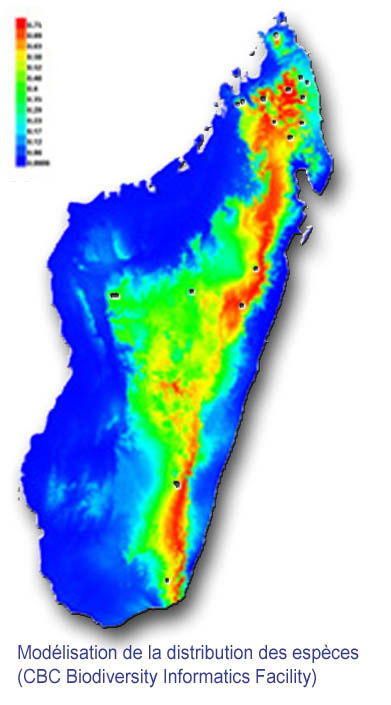
Modello di mappa sulla distribuzione della biodiversità nel Madagascar. La regione caffeicola nativa si trova concentrata sulla costa orientale montuosa a Nord.

La politica brasiliana dei prezzi elevati si unì alla sottostima del valore del franco francese nel 1926-28 per poter permettere il flusso del caffè coloniale, anche quello di qualità modesta, a "prezzi molto remunerativi". Nel 1930 il Brasile esportò nella Terza Repubblica francese 116.000 tonnellate sulle 179.000 totali, mentre il Madagascar ne raccolse 6.671 e tutte le altre colonie francesi messe insieme toccarono le 1.720 tonnellate (quasi 4 volte in meno); in totale le esportazioni coloniali rappresentarono il 4,6% dell'importazione francese di caffè. Il Camerun anglo-francese, che volle intraprendere la coltura, si rivolse al Madagascar consultandone le autorità.
Nel corso degli anni 1920 e 1930 i coloni francesi tentarono di proibire le piantagioni di caffè indigene sulla costa orientale. Una petizione venne fatta inviare nel mese di ottobre del 1930 al governatore generale Léon Cayla, giunto a maggio.
Ma l'amministrazione prese le parti dei popoli indigeni riconoscendo molto semplicemente le loro colture essere maggiormente efficaci. Le strade per il trasporto raddoppiarono da 12 a 25.000 km in 9 anni sotto il mandato di Cayla, il "governatore del caffè".
Dopo il primo sforzo d'impianto del 1924-29 il martedì nero e il conseguente forte calo dei prezzi internazionali che diedero il via alla "Grande depressione" causò forti scosse tra i piantatori; a luglio 1926, durante l'"età d'oro", un kg di caffè valeva 20 franchi; nel 1928 da 9 a 10 (considerato come il prezzo equo, equivalente a quello del 1915). Alla fine del 1929 era sceso a 5 franchi (prezzo che si affermò essere sostenuto dal costo di produzione); alla fine del 1930 da 3 a 3,5: prezzo quest'ultimo il quale non assicuro più nessun rientro-spese e che ridusse molti alla rovina. Le piantagioni cominciarono a venir abbandonate.
Cayla richiese alla madrepatria di poter disporre di misure eccezionali, ma il ministero per il commercio con l'estero - il quale volle mantenere buone relazioni commerciali sia con il Brasile che con Haiti - rifiutò l'incorporazione delle imposte di consumo e d'importazione nei diritti di dogana, così come reclamato da Cayla. In cambio le colonie ottennero il sistema dei "premi sul caffè" istituito dalla legge del 31 marzo del 1931 e dai decreti a seguire del 31 maggio, sulla base della redistribuzione degli esportatori coloniali; produsse una tassa speciale di 0,1 franchi al kg su tutto il caffè che entrò nel territorio francese.
Cayla si profuse a fondo nel 1931 coi tentativi di porgere aiuto ai piantatori, persino andando a prelevare dalle casse di riserva della colonia al fine di trovare i fondi necessari. Il sostegno dato al caffè nel 1931-32 per mantenerlo ad un livello di prezzi elevati diede un impulso decisivo alla produzione contadina. Da un anno all'altro le piantagioni indigene aumentarono da 32 a 49.000 ettari, mentre i coloni ristagnarono a circa 20.000 ettari per tutto il decennio.
Il rapporto tra il profitto per il caffè venduto e la spesa per il riso acquistato, ritenuto d'interesse per le comunità quando il primo superava di almeno 3 volte il secondo, evolvette alla luce del profondo e continuo calo dei prezzi del riso tra il 1926 e il 1937.
Come conseguenza durante gli anni 1930 il Madagascar divenne il principale esportatore di caffè dell'Africa francofona giungendo all'83% del totale, superando tutti gli altri paesi africani; questa situazione si presentò per 2 volte, dalla fine degli anni 1840 al principio degli anni 1860 e nel triennio 1931-33.
L'ondata massiva di piantagioni sempre più vaste fece aumentare la produzione a 30.000 tonnellate annuali nel 1937-39, 6 volte maggiore rispetto al decennio precedente; tale sviluppo fu quasi esclusivamente opera e merito dei contadini nativi, in quanto la produzione dei coloni rimase ancorata a non più di 7.000 tonnellate. La Costa d'Avorio completò il quadro dell'Africa Occidentale Francese lievitando da 21 a 50.000 tonnellate.
Il mercato finanziario dello scalo portuale di Le Havre mantenne tuttavia 2 pratiche assi sfavorevoli per i caffè caloniali, ammessi solo nell'aprile del 1937 sul mercato dei futures, in sostanza per la mancanza di quantità sufficienti corrispondenti ai tipi classificati e riconosciuti. Inoltre la classifica dei caffè, secondo la tecnica lanciata a New York nel 1880, privilegiò le varietà di Coffea arabica tra cui il "Santos brasiliano" il quale venne considerato dagli esperti di torrefazione come la base di tutti i "mélanges".
L'ingegnere d'ispezione delle stazioni di prova e dei laboratori scrisse nel "Bollettino economico del Madagascar" che l'isola, con il suo "Koilou", produceva solamente caffè secondario di gusto neutro che poteva tutt'al più essere utilizzato in miscele e nel limite del 15-20%; argomentazioni queste riprese anche da Édgar Raoul-Duval e Léon Regray, dirigenti leader del "Sindacato commerciale del caffè" di Le Havre. Essi inoltre non mancarono di denunciare gli incentivi perversi e il tasso di protezione dell'80% per il "liberico" ivoriano, mentre era solo del 57% per l'"arabico" malgascio. Nel 1937 crearono il primo mercato dei "futures" per la Coffea canephora.
Al fine di evidenziare la sua "grande riuscita" l'amministrazione coloniale diede il via ad un piano di sviluppo su larga scala per la Coffea arabica, che era stata introdotta da Riunione ma quasi completamente distrutta dai parassiti e pertanto abbandonata; l'obiettivo fu la scomparsa dei commercianti asiatici, tentativi che saranno interrotti a causa della guerra ma il cui risultato sarà sfavorevole.

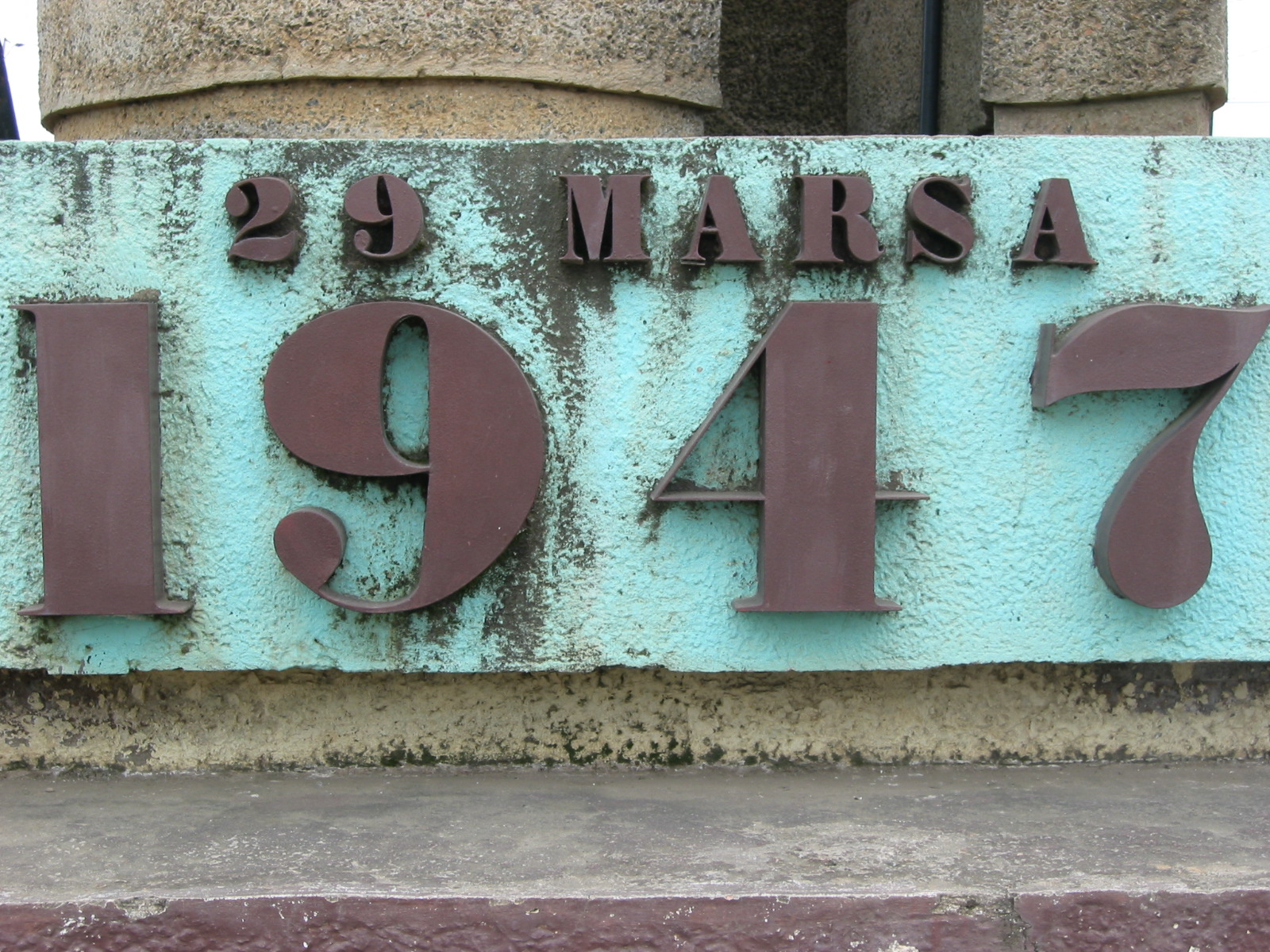
Targa sul memoriale che ricorda la rivolta del Madagascar a Moramanga.

La rivolta del Madagascar nel 1947-48, accompagnata da massacri di coloni francesi e malgasci non indipendentisti, fu seguita da una feroce repressione condotta dall'esercito francese la quale fece migliaia di morti e vide una drastica riduzione della produzione nel corso degli anni 1950. Alcuni commercianti francesi come la "Société commerciale interocéanique" si specializzò nel caffè malgascio nel 1950, anticipando la ripresa della coltivazione; questa raggiungerà il suo picco nel 1979 con 69.470 tonnellate.
Le piantagioni si trovarono per lo più nel distretto di Manakara, mentre a caffeicoltura promossa da Georges Ancel (un altro agente commerciale di Le Havre) sarà impiantata nella provincia di Toamasina.

#### Legge francese del 1932 in Camerun

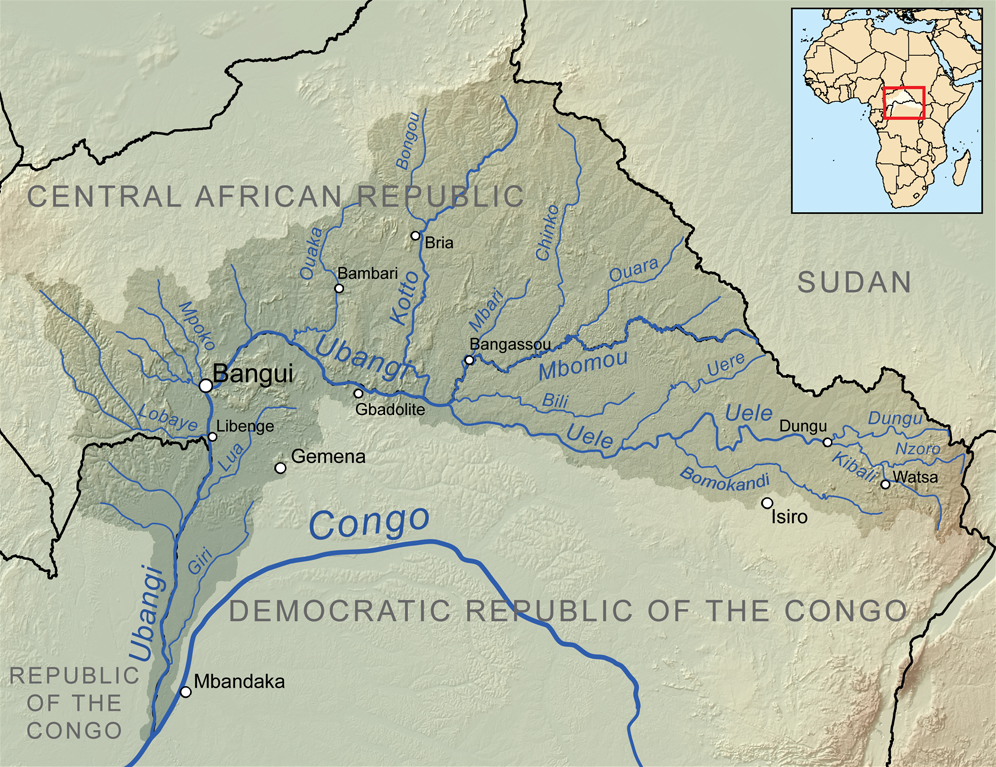
Il corso dell'Ubangi che attraversa Bangui, capitale dell'odierna Repubblica Centrafricana.

#### La tracheomicosi distrugge le piantagioni centrafricane
La caffeicoltura si praticò nell'Ubangi-Sciari allora facente parte dell'Africa Equatoriale Francese a partire dagli anni 1920, seppur il suo ruolo rimase modesto rispetto al cotone; si estese perlopiù a Sud, nella zona boschiva pre-forestale a clima in prevalenza umido.
Dal 1934 al 1939 la tracheomicosi giunse a distruggere interamente le piante di "excelsa", scomparendo così quasi totalmente dalle piccole piantagioni africane. L'esperto di agronomia Figuières, direttore della "Station expérimentale du café" e del "Centre d'apprentissage de Bossembilé" lungo l'Ubangi, isolò per primo la malattia dai tessuti coltivati e infettati a Bangui: il terreno era divenuto molto povero e acido in quanto lo strato di humus era stato rimosso dal sistema fungino. Nel 1940 scrisse una relazione dettagliata all'ufficio coloniale.
In seguito il parassita venne rinvenuto anche da René Léopold Steyaert, direttore della divisione di patologia vegetale presso l'"Institut national pour l'étude agronomique du Congo belge"; sarà battezzato "Fusarium xylarioides".
Alla stazione di Boukoko J. Guillemat studiò la malattia e nel 1946 ne trovò le cause; cattive condizioni di crescita, troppo concentrata sulla produttività di piantagione "en plein vent", oltre al taglio che limitava le dimensioni dell'albero a 2,5 m rimasto del tutto privo di ombra. Infine il danno si accrebbe anche per colpa del mancato intercalare della coltura con le leguminose; tale fatto affaticò il ruolo troppo rapidamente.

### Dal 1945 al 1960
I combattimenti della seconda guerra mondiale alleviarono la pressione nella maggior parte degli insediamenti europei, che avevano fino a quel momento operato su regole molto rigide, mentre la supervisione delle piantagioni venne a volte ammorbidita.
Una delle conseguenze primarie del conflitto fu l'espropriazione del latifondismo tedesco nel Guatemala in quanto il paese si schierò tra gli Alleati della seconda guerra mondiale; alle elezioni legislative del novembre 1933 nella Germania nazista la comunità tedesca guatemalteca votò nel 98% dei casi a favore del Partito Nazionalsocialista Tedesco dei Lavoratori di Adolf Hitler.

L'Unione francese creata nel 1947.

#### Piantagioni abbandonate o disorganizzate dal conflitto
Nel corso degli anni 1940-45 la separazione dell'impero coloniale francese dalla madrepatria provocò rivolte, a cui seguirono una grave carenza di manodopera e scarsità di trasporti, il che contribuì notevolmente a ostacolare la crescita delle piantagioni nei paesi d'oltremare dell'Unione francese; ci si rese presto conto ch'esse erano state del tutto improvvisate, basandosi preminentemente sulle sovvenzioni statali della produzione elargite a coloni e nativi completamente ignoranti sulla migliore tecnica da adottare nella coltivazione de caffè.
Quando scoppiò la guerra si previde una produzione coloniale di 74.000 tonnellate per l'Africa Occidentale Francese, l'Africa Equatoriale Francese e il Madagascar nel 1940, più di 1/3 dell'intero consumo francese del tempo. Nel 1948 la Quarta Repubblica francese ricevette solo 65.280 tonnellate, in diminuzione di 1/5 in 10 anni e ben distanziato dal Congo belga che raccolse 85.000 tonnellate, contro le 53.540 del 1938, con un incremento del 60% netto.
Il Regno Unito ricevette 52.800 tonnellate, più del doppio rispetto alle 22.561 del decennio precedente; anche la Svizzera quasi raddoppiò le importazioni, da 19.224 a 34.740.

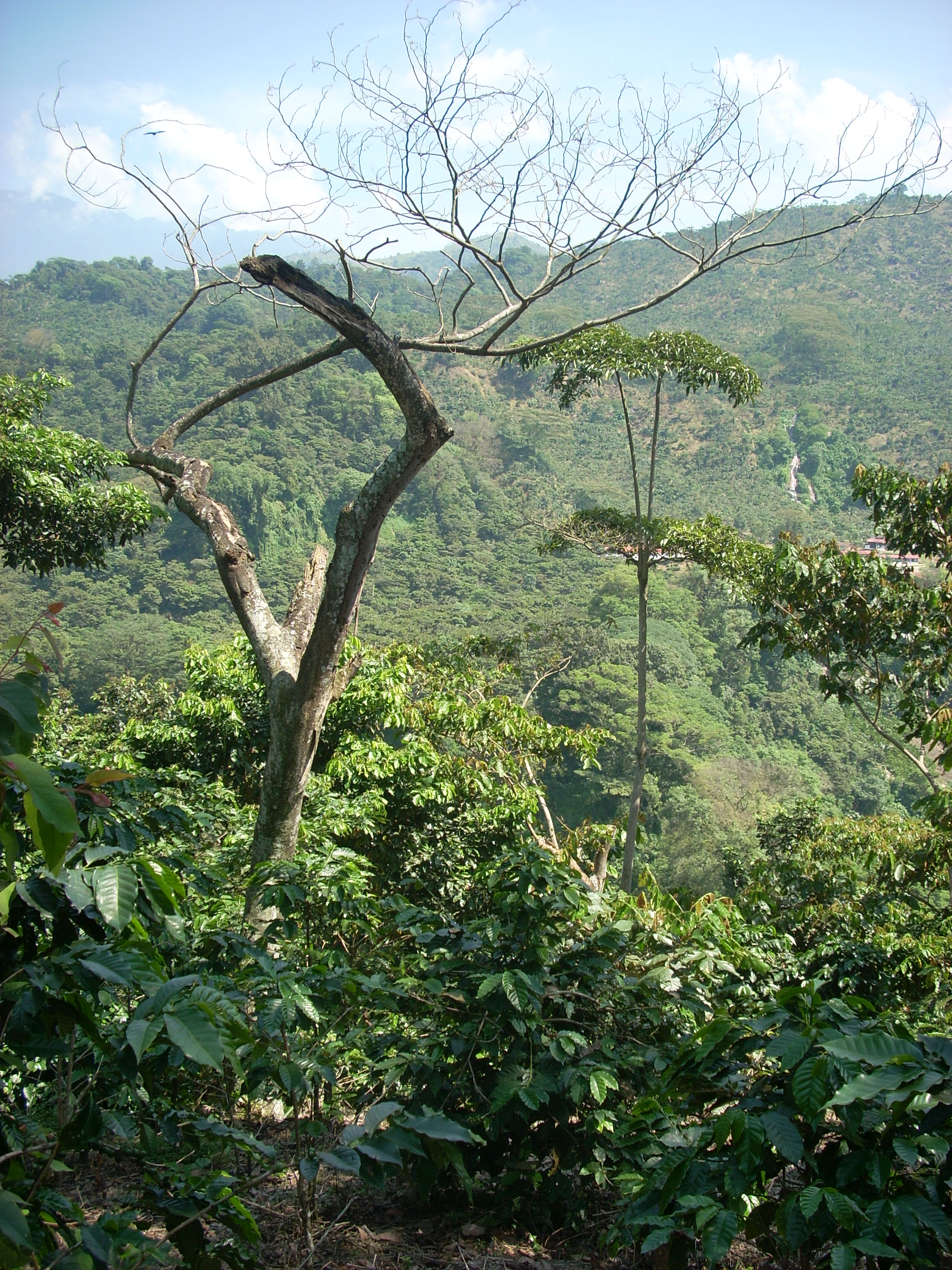
Piantagione a San Rafael Pié de la Cuesta. Masseria (Finca) "Las Merceditas".

#### Riforme agrarie in Guatemala
Tra il 1944 e il 1954 la produzione guatemalteca cambiò il suo volto, dopo una serie di riforme agrarie e una nuova ondata di espropriazione delle piantagioni tedesche. Il dittatore Jorge Ubico venne rovesciato ad un gruppo di dirigenti della sinistra politica (la "Rivoluzione del '44"); tra questi il neoeletto presidente del Guatemala Juan José Arévalo e il suo futuro successore Jacobo Arbenz Guzmán incaricato del ministero della Difesa Nazionale. Il loro obiettivo principale fu quello di tentare di riformare un paese in cui il 2% della popolazione deteneva il 72% del terreno arabile, principalmente coltivato a caffè; ma di esso solamente il 12% effettivamente utilizzato.
Tutta una serie di importanti cambiamenti strutturali furono realizzati sotto la supervisione di Arévalo. Nel marzo del 1951 Guzmán riuscì a succedergli alla carica presidenziale a seguito della prima elezione a suffragio universale della storia del Guatemala; fu anche la prima transizione pacifica. Esponente del riformismo e del populismo, informato da molte letture e discussioni con diversi esperti - tra cui il cognato specialista in agronomia - oltre che dalla propria esperienza personale nella sua azienda agricola, riuscì ad ottenere il 60% dei voti.
Egli si appoggiò principalmente ad un gruppo composto dai 3 leader comunisti del Partito Guatemalteco del Lavoro, Fortuny, Silva Jonama, e il capo del sindacato Víctor Manuel Gutiérrez per stendere una prima bozza di progetto la quale sarà completata da un secondo gruppo di lavoro costituito da Fortuny, Pellecer e Gutiérrez con la collaborazione di Leonardo Castillo Flores, segretario generale non-comunista della "Confederación Nacional Campesina de Guatemala. Il prospetto definitivo venne configurato e completato nell'aprile del 1952.
L'obiettivo fu quello di dare 90.000 ettari di appezzamenti di terreno incolto ai più poveri, sottoporre ad esproprio l'impresa "United Fruit Company" statunitense la quale deteneva enormi piantagioni di banane non sfruttate adeguatamente, ma anche nazionalizzare la ferrovia e introdurre una tassa sui prodotti importati. I proprietari vennero compensati sulla base del valore auto-dichiarato delle loo terre per il calcolo delle imposte nel maggio del 1952.
Il 17 giugno il "Congresso guatemalteco" votò la legge di riforma agraria (il Decreto 900) sul modello dell'Homestead Act statunitense del 1862, che consentì di espropriare solamente quelle parti delle grandi piantagioni rimaste in stato di abbandono. I maggiori coltivatori di caffè ebbero paura di perdere le terre, ma anche della nuova legislazione che legalizzò le organizzazioni dei lavoratori; migliaia di famiglie operanti nell'industria del caffè da più di 3 generazioni si sentirono in pericolo.
La raccolta del 1953-54 risultò essere la 2° più alta dell'intera storia del paese, ma negli Stati Uniti d'America si accrebbero le preoccupazioni temendo che la redisribuzione delle terre generasse un calo della produzione di caffè e un ritorno al mais.
Le manifestazioni di violenza scatenatesi tra piccoli arcoltori e grandi piantatori, assediati da una parte e difesi dai militari dall'altra, cominciarono a diventare molto frequenti. La conclusione della cosiddetta "primavera guatemalteca" - con un risultato parzialmente fallimentare - causò una guerra civile e subito dopo il colpo di Stato in Guatemala del 1954 condotto con l'aiuto della CIA.
I nuovi vincoli imposti obbligarono anche i piantatori a testare nuovi fertilizzanti, nuove varietà di caffè, nuovi modi di ombreggiarne gli alberi, con un bilancio aggiuntivo preposto appositamente per gli esperimenti agricoli. La produzione rimase ancorata sulle 21.000 tonnellate tra il 1944 e il 1954, prima di prendere il volo in un contesto di umento dei prezzi mondiali. Nel 1959 la raccolta salì a 44.000 tonnellate, ottenendo così un raddoppio netto in pochi anni.

Carta topografica del Monte M a Sudovest del Kilimangiaro.

#### Il caso "Meru Land" del 1950 in Tanzania
All'inizio degli anni 1950 la storia della caffeicoltura tanzanese venne segnata dall'espropriazione altamente conflittuale dei Rwas, che vivevano ad Est del Monte Meru proprio sulle pendici della montagna; fu una battaglia di territorio che li rese famosi sotto il nome di "Meru Land Case". I britannici amministrarono il territorio del Tanganica sotto il preciso mandato dell'Organizzazione delle Nazioni Unite.
Al fine di meglio armonizzare la distribuzione della terra tra coloni e contadini africani intorno al Kilimangiaro e al Meru fu nominato un esperto, il giudice Mark Wilson; la sua relazione presentata nel 1947 sostenne l'espropriazione dei territori pastorali alle tribù di origini ruandesi con l'intento preciso di farvi installare al loro posto i coloni inglesi.
I Rwas vi si opposero fermamente dndo vita ad un movimento guidato inizialmente da intellettuali fedeli del luteranesimo. Uno di loro, Kirilo Japhet, venne inviato come emissario a New York nel 1952 per difendere la causa del proprio popolo davanti al "Consiglio dell'amministrazione fiduciaria delle Nazioni Unite". Japhet era allora il leader del movimento "Meru Citizens Union Freemen", ma anche capo di un nuovo partito politico denominato "Tanganykan African Association".
Egli fu molto attivo a partire dal 1949 presso i piantatori di caffè residenti all'altra estremità del paese, dove contribuirono alla creazione di cooperative. Durante il suo soggiorno statunitense Japhet instauro contatti con i suoi correligionari luterani. Attraverso queste amicizie due anni più tardi un altro giovane luterano - americano stavolta - di nome Anton Nelson e autodefinitosi "volontario del progresso" fu inviato dai Rwas perché venisse ad aiutarli a sviluppare la loro cooperativa e la relativa produzione di caffè.

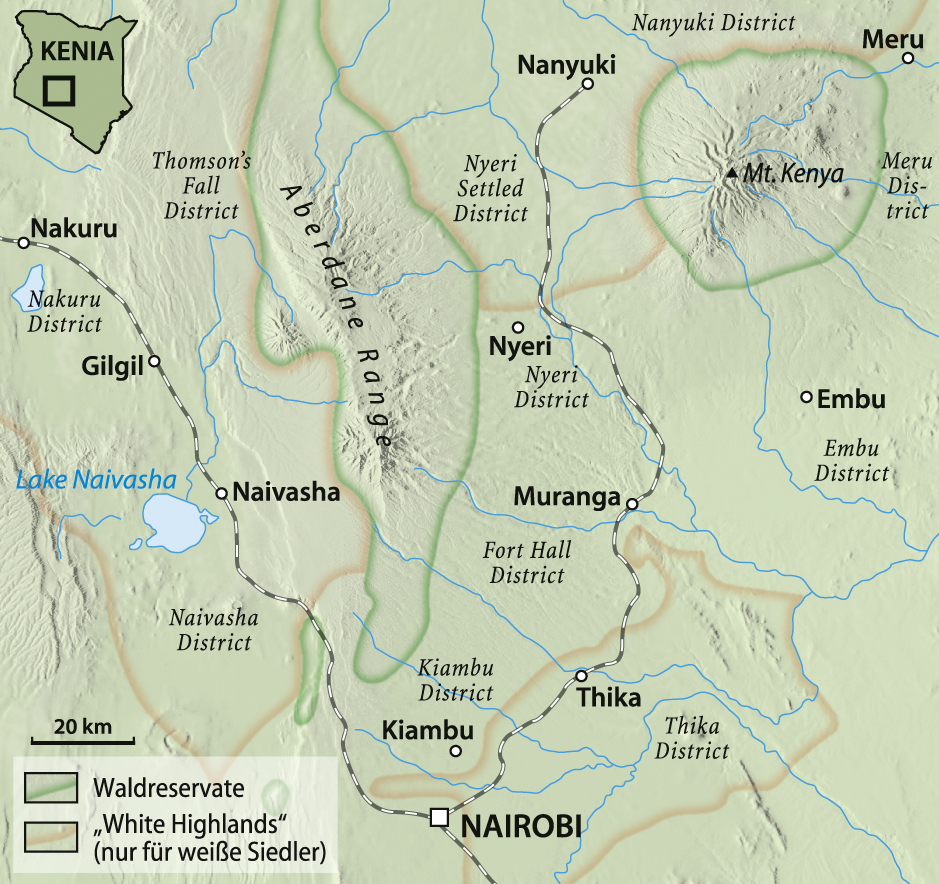
Riserve Africane e "Highlands Bianche" in Kenya (colonia britannica) nel 1952.

#### Rivolta Kikuyu in Kenya nel 1952
Nell'Africa Orientale Britannica, divenuta a partire dal 1920 "protettorato del Kenya", l'insediamento dei coloni fu portato avanti in maniera decisa. L'area della contea di Nairobi, dominata dagli agricoltori Kikuyu, fornì da sola l'83% della produzione di caffè keniota africano già nel 1927, mentre i coloni incassarono l'80% delle entrate provenienti dall'allevamento. L'invasione di terreni o edifici (squatter) nella zona degli altopiani venne messa in atto sulle proprietà lasciate inattive dai bianchi fino al 1937.
Gli amministratori britannici misero gravemente in pericolo l'equilibrio socio-politico interno rompendo i rapporti di solidarietà, l'alternanza generazionale e il rispetto per le istituzioni come i consigli locali. Imposero come capo indigeno di Kiambu un cacciatore nonché ricco proprietario terriero, con un importante attivismo svolto all'interno della comunità Kikuyu. Nel 1944 i coloni bianchi crearono l'"Electors Union", un partito schierato vicino alla politica di giustificazione dell'apartheid.
Almeno fino al 1951 i bianchi monopolizzarono l'industria e il commercio del caffè a discapito degli africani i quali d'altronde entrarono in una fase di piena espansione demografica. Collegata tradizionalmente all'agricoltura e ai propri miti e leggende la gente Kikuyu visse allora un periodo di profondo disagio; nel 1953 il 50% di loro non possedette più terra. Entrarono in una spirale esistenziale di grave carenza di terreno, con conseguente sovrasfruttamento e calo di produttività agricola.
Il mantenimento dei migliori lotti da parte dei coloni bianchi, comprese le aree sottoutilizzate degli altopiani, fu una delle cause principali del violento conflitto anti-coloniale scoppiato agli inizi degli anni 1950. La "rivolta Mau-Mau" esplose come movimento insurrezionale di gruppi ribelli; agì essenzialmente in nome e per conto dei Kikuyu. Nell'ottobre del 1952, a seguito di una campagna di sabotaggio e assassinio attribuita a questi "terroristi", il potere coloniale inglese proclamò lo stato di emergenza e si mise ad organizzare operazioni militari repressive di vasta portata.
Fino al 1956, secondo la storica Caroline Elkinsplus, circa 100.000 ribelli e civili rimasero uccisi nei combattimenti o nei massacri che caratterizzarono la repressione; più di 300.000 Kikuyu vennero detenuti in campo di concentramento.
Il Foreign Office alfine si rese conto della necessità di realizzare un cambiamento e far evolvere lo status della colonia. La "Costituzione Lyttelton" del 1954 ri-utorizzò l'esistenza di partiti politici africani, impegnandosi nel dialogo con i leader nativi e formando un "Consiglio dei ministri" composto da 3 europei, 2 indiani (che erano presenti in gran numero grazie alla forte immigrazione) e 1 africano. Un po' alla volta vennero previste anche delle elezioni, seppur con un collegio elettorale ridotto, a causa del gruppo di pressione messo in atto da leader del sindacalismo come Tom Mboya.
Nel 1956 8 africani occupavano i seggi del "Consiglio legislativo" contro 14 europei; venne rapidamente intrapresa un'operazione di boicottaggio dell'istituzione e ciò portò alla redazione di una nuova carta costituzionale. Nel 1960 vennero costituiti 2 partiti nazionali, l'Unione Nazionale Africana del Kenya sotto la guida di Jomo Kenyatta e il "Kenya African Democratic Union" in parte contrapposto al primo. La politica agraria e la redistribuzione dei terreni rappresentarono i temi principali della campagna elettorale che portò all'indipendenza approvata dalla "Conferenza di Lancaster House" nel 1962.

#### Forte espansione della caffeicoltura africana
Dal 1947 al 1956 il prezzo del caffè passò da 25 centesimi a 70, quasi triplicando in 10 anni; ciò favori la crescita dell'offerta in molti paesi, ma in una maniera assi differente tra un continente e l'altro. Il Brasile esportò nel 1962 più del 40% del caffè mondiale, contro il 50-60% prima del 1939; entro il 1914 la sua quota aveva invece raggiunto l'80% del caffè consumato.
Al contrario i paesi africani della Zona franco esportarono subito dopo il 1945 circa il 10% della produzione globale, quando la loro quota era stata solo del 2% prima del 1939. In quell'anno il volume di produzione africana rappresentava 1,6 milioni di sacchi; nel 1956 fu pari a 8,2 milioni su un totale di 42,2 milioni distribuiti principalmente tra Camerun anglo-francese, Costa d'Avorio, Guinea e Madagascar francesi, impero d'Etiopia, Costa d'Oro, Liberia, le colonie spagnole africane e il Congo Belga.
L'espansione africana dopo il 1945 riguardava essenzialmente il primo dei suoi tre grandi bacini di produzione:
- Africa Occidentale Francese e Africa Equatoriale Francese (30% della raccolta complessiva): che coltivava quasi esclusivamente Coffea canephora la quale non amava le altitudini e preferiva i climi caldi e umidi di tipo equatoriale e veniva associata al cacao e alla banana. La sua produzione si sviluppava su 2 bacini principali di caffeicoltura: quella concentrata attorno alla Costa d'Avorio (Guinea, Liberia, Sierra Leone, Togo più la Costa d'Oro inglese) e con l'aggiunta di Camerun e Nigeria.
- Africa Orientale Britannica: che produceva soprattutto Coffea arabica ad eccezione di Buganda e Madagascar.
- Africa Centrale: in declino. La produzione dell'Angola scese nettamente a partire dal 1975, mentre quella della Repubblica Democratica del Congo dal 1982 entrambe a causa della forte instabilità politica prodottasi.

##### In Costa d'Avorio regioni pioniere e raccolto moltiplicato per 20
Tra il 1945 e il 1962 la caffeicoltura dell'Africa Occidentale Francese (nell'odierna Costa d'Avorio) moltiplicò di 20 volte, mentre quella dell'Africa Equatoriale Francese (nell'attuale Camerun) di 15. Quest'enorme incremento fu dovuto principalmente alla politica coloniale di sostegno e finì con l'assorbire la maggior parte della produzione; mentre stava emergendo l'adesione di questi paesi alla richiesta d'indipendenza. Ciò rischiò di avere un impatto significativo sulle opportunità che si poterono trovare negli anni a venire.
Il Madagascar ne rimase meno influenzato ed ebbe progressi relativamente minori, solo il 60% in più.
Nel dipartimento di Adzopé a Sudest, la regione più ricca e prospera del paese facente parte dell'economia di piantagione, la grande coltura caffeicola cominciò veramente a partire nel 1954; i documenti dimostrano che in quell'anno il caffè coprì il 32% delle aree coltivate, contro il 66" del cacao. Le ulteriori indagini effettuate nel 1963 hanno rivelato che il 33% delle piantagioni di cacao aveva più di 10 anni, contro il 5% di quelle di caffè; parimenti il 32% del cacao aveva meno di 10 anni, contro il 66% delle aree coltivate a caffè.
La caffeicoltura quindi beneficiò molto più delle politiche coloniali rispetto al cacao il quale si riprenderà solo molto più tardi. Il prezzo di vendita approfittò dell'assistenza privilegiata data dale autorità, in quanto il continente africano pesava meno sul mercato mondiale rispetto al cacao e quindi rischiava anche meno di alimentare una sovrapproduzione. Incoraggiare il caffè contribuì inoltre a diversificare i rischi agricoli. Quando scoppiò la Guerra d'Algeria, che tenne impegnato in un'altra zona l'impero coloniale francese, il prezzo d'acquisto al kg s'impennò in una maniera enorme: 200 Franco CFA
Ciò innescò il "boom del caffè" il quale consistette nella deforestazione massiva per lasciare più spazio possibile alle piantagioni, secondo la particolare strategia di partire da una pista liberata e subito occupata da gruppi familiari allargati; il piantatore apriva un sentiero il quale veniva ad isolare quella zona di foresta che s'intendeva valorizzare. Seguì la parcellizzazione dei terreni disboscati situati in ogni angolo nelle vicinanze della costa. Questa marcia pionieristica è stata favorita dagli operatori forestali che avevano aperto numerosi tracciati in aree rimaste spesso fino ad allora al di fuori dei centri agricoli tradizionali.
Furono terre entrate sotto la proprietà di coloro che le usavano per la prima volta; sorsero numerosi conflitti tra le radure confinanti, in una regione dove si trovavano più di 20 km di villaggi, costringendo i piantatori ad occupare temporaneamente un habitat secondario. Utilizzarono per lo più forza lavoro complementare proveniente dall'Alto Volta.
Nel 1956 vennero creati l'11,5% dei terreni coltivati a caffè presenti nel 1963, ovvero più di 7.000 ettari. L'estensione della deforestazione creò rapidamente una paura di sovrapproduzione; nel 1961 saranno intraprese misure con lo scopo di fermare la creazione di ulteriori piantagioni. La compensazione nella provincia di Adzopé allora copriva solamente l'1% dei terreni coltivati, all'incirca 620 ettari.
Già con l'indipendenza ottenuta nel 1960 il primo presidente della Costa d'Avorio Félix Houphouët-Boigny ha privilegiato il settore primario, ha nel contempo voluto anche difendere i prezzi di vendita proprio com'era già avvenuto mezzo secolo prima in Brasile, ma ancora più energicamente; si è creato così il "Fondo di stabilizzazione e supporto alla produzione agricola" il che ha garantito ogni anno un prezzo minimo d'acquisto ai coltivatori.
Tra il 1960 e il 1970 la produzione ivoriana di cacao triplicò, raggiungendo 312.000 tonnellate; il caffè quasi raddoppiò passando da 185.500 a 275.000 tonnellate, progressi rinforzati ancora da prima dell'indipendenza.

Il Togoland francese (in violetto), a destra del Togoland britannico (in verde chiaro).

##### Ruolo dell'istruzione nella caffeicoltura togolese
La regione Nordovest del Togo possiede 30.000 ettari di Coffea canephora ("robusta" e "niaouli"), mentre la maggior parte delle colture rimanenti sono confinate al Centro-ovest del paese; altri 20.000 ettari distribuiti in un triangolo rettangolo con i lati che misurano decine di km attraversato dalla via di comunicazione che congiunge Kpalimé a Atakpamé.
Gli alti tassi di scolarizzazione in alcune aree, l'85% solo a Kpalimé (capitale del cacao oltre che del caffè togolese), riflette una forte disparità rispetto al 10-30% delle aree rurali; questo fatto facilita in molti casi l'apprendimento delle tecniche di coltivazione. Un altro forte sostegno alla "linea caffè-cacao" fu la costruzione delle rete ferroviaria nel 1907, portata avanti durante il periodo coloniale tedesco e conclusasi in 119 km tra Lomé e Kpalimé.
Gli anni 1930 e l'immediato dopoguerra ha assistito all'emersione di un piccolo capitalismo nero il quale valorizzò la rendita fondiaria caffeicola dei piantatori, grazie all'aiuto della manodopera sia nativa che proveniente dalla confinante Costa d'Oro.
Il significativo incremento dei prezzi nel 1947 e gli sforzi compiuti dall'amministrazione del Togoland francese determinarono un notevole aumento della produzione fino a raggiungere le 2.368 tonnellate, una quantità triplicatasi entro il 1956. Ma a causa di malattie vegetali e dei ripetuti attacchi insettivori, la quota nazionale si mantenne molto modesta se paragonata alla produzione di cacao o se raffrontata a quella del Camerun francese.
La caffeicoltura, passata a 1.700 tonnellate nel 1948, risalì a 2.843 nel 1953 e a 6.406 3 anni dopo per poi stabilizzarsi a circa 10.000 tonnellate annue nel 1975; in seguito è ristagnata attestandosi a questo livello. Le piantagioni si trovano su altopiani pedemontani composti di terreno fertile e dove le precipitazioni consistono in poco più di 1.000 mm annui nel migliore dei casi, ad un'altitudine media di 7–800 m, più che sufficiente per consentire anche l'avviarsi della coltura di Coffea arabica (un ibrido tra "arabica" e "kouilou" battezzato col nome di "varietà niaouli").

##### L'Angola portoghese è al 4º posto nel mondo
Per tutti gli anni 1950 la manodopera si suddivise tra i vari fronti caffeicoli pionieristici; l'aumento generalizzato dei prezzi mondiali favorì l'emersione di piccole e medie piantagioni nei distretti della provincia di Cuanza Nord e della provincia dello Zaire, laddove le più grandi aziende si trovarono invece soprattutto nella provincia di Cuanza Sud.
Le coltivazioni indigene rimasero gravemente penalizzate, a tutto favore degli europei i quali si moltiplicarono grazie alla massiccia immigrazione portoghese, molto spesso del tutto privi di capitale e senza alcuna formazione specifica.
Nel 1958 risultarono esservi 435 piantagioni, quai completamente messe in piedi dai nuovi arrivati. Dal 1937 al 1961 si registrò una raccolta accresciutasi da 16.000 a 120.000 tonnellate; la produttività rimase comunque molto più bassa rispetto agli altri paesi caffeicoli, con rese non superiori a 400 kg per ettaro. Gli equipaggiamenti e le tecniche agricole si avvalsero principalmente della manodopera a buon mercato.
Nel 1959, in pieno "boom del caffè", i piantatori coloniali cominciarono ad essere serviti dalla tratta ferroviaria che da Luanda conduceva verso l'interno del paese; produssero 65.772 tonnellate suddivise per 257.962 ettari e usufruendo della forza lavoro di 86.360 nativi, per lo più Ovimbundu reclutati con la forza verso le terre espropriate ai Kongo. La "Compagnia congolese dell'agricoltura" e la "Società agricola Cassequel" detennero le più vaste piantagioni.
Durante la grande rivolta scoppiata nella primavera del 1961 i Kongo, con l'ausilio dei guerriglieri del Fronte Nazionale di Liberazione dell'Angola, massacrarono non solo i bianchi portoghesi e i meticci ma anche molti degli stessi Ovimbundu. L'Angola rimase il produttore leader africano ancora nel 1966, sebbene i guerriglieri continuassero a stazionare nella regione caffeicola saccheggiandola; ciò provocò un esodo rurale non solo in direzione dei centri abitati di lingua umbundu ma anche verso le tutte le città, da Luanda, Malanje e Lubango alle altre più piccole.

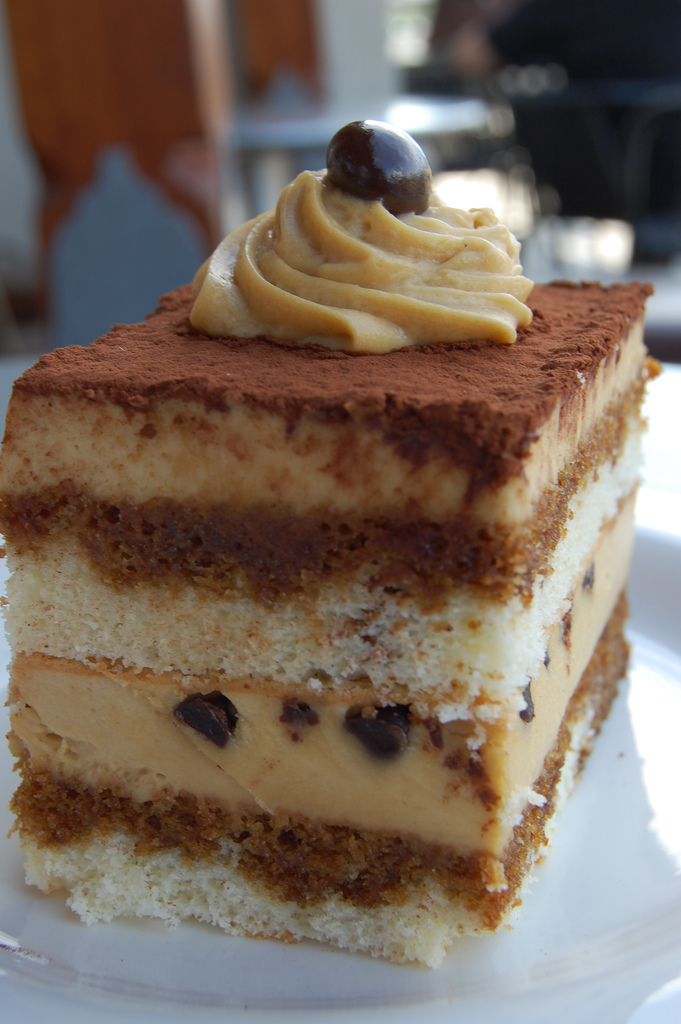
Una fetta di Tiramisù, dolce italiano al caffè risalente agli anni 1960.

Al momento dell'indipendenza dall'impero portoghese nel 1974 l'Angola risultava essere il 4 produttore mondiale di caffè; ma da quel momento in poi il suo raccolto è affondato. La guerra civile in Angola ha devastato le piantagioni e la maggior parte degli esperti di agronomia sono dovuti emigrare in Brasile; le aree di coltivazione non tardarono molto a diventare cespugli selvatici.

### Anni 1960-1980
Alcuni segni di pilotaggio del mercato mondiale da parte degli Stati appaiono negli anni immediatamente precedenti al primo "Accordo internazionale su caffè" tra i paesi produttori e i principali consumatori. Un convegno internazionale si tenne a Rio de Janeiro dal 20 al 27 gennaio del 1958 su diretta richiesta dei paesi dell'America Centrale e della Colombia, membri della "Féderacion cafetera de America".
Il Brasile attribuì la massima importanza a questa riunione al vertice, mentre l'impero d'Etiopia e la Liberia non furono presenti. La Spagna assieme ai paesi o territori ancora sotto la dominazione dell'impero britannico vi parteciparono invece solo con un ruolo di semplici osservatori.
Il primo accordo internazionale venne firmato nel 1962, due anni dopo l'indipendenza della Costa d'Avorio; rimase in vigore per un periodo di 5 anni. Diversi altri accordi seguirono nel 1968, nel 1976, nel 1983, nel 1994 e nel 2001 con l'intenzione di contingentare le quote d'esportazione, col prezzo riveduto annualmente e variabile per ogni tipo di caffè oltre ad un fondo di diversificazione a cui l'accordo affidò il delicato compito del finanziamento per la riconversione delle colture in caso di sovrapproduzione molto elevata.
L'accordo risultò essere il risultato di un consenso tra gli attori coinvolti nella produzione, nell'esportazione e nella lavorazione del caffè; poterono così essere riforniti i consumatori di sufficienti e regolari approvvigionamenti e i produttori avere un profitto ragionevole. Il trattato riuscì ad ottenere dei buoni risultati in larga parte grazie al Brasile il quale adottò politiche di stoccaggio e ad un tacito consenso realizzatosi con i paesi importatori e consumatori.

Membri dell'International Coffee Organization istituito a Londra nel 1963; in verde gli esportatori, in marrone scuro gli importatori.

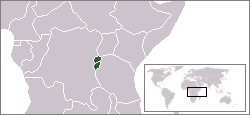
Il vecchio territorio coloniale belga di Ruanda-Urundi.

#### Indipendenza di Ruanda e Burundi
Ruanda e Burundi hanno visto crescere costantemente i loro raccolti nel corso degli anni 1950 per poi declinare all'inizio del decennio successivo, prima di recuperare. Il Burundi ha prodotto 7.842 tonnellate di caffè commercializzato nel 1948, poi quasi 4 volte di più nel 1959 toccando le 27.279 tonnellate, ma è sceso a 8.060 tonnellate nel 1963, subito dopo l'indipendenza.
Nonostante la piccola dimensione del territorio nel 1977 è iniziato un programma di recupero, aumentando il numero di alberi di Coffea da 60 milioni nel 1976 a 102 milioni nel 1982.
Nel vicino Ruanda l'indipendenza è stata ottenuta contemporaneamente, ma qui i contadini abbandonarono la caffeicoltura - assimilata al vecchio sistema del colonialismo - nell'euforia della vittoria contro l'impero coloniale belga. La produzione è scesa da 19.000 tonnellate nel 1959 a 8.089 nel 1964. Ma il nuovo governo, che aveva bisogno di risorse per consolidare la propria recente legittimità, ha mantenuto in piedi tutte le onnipresenti strutture precedenti di sostegno politico rappresentate dai prezzi competitivi.
La produzione è stata moltiplicata di 4 o 5 volte in 20 anni, da 9.979 tonnellate nel 1965 a oltre 40.000 nel 1987; si è riusciti ad ottenere questo risultato senza intensificare i metodi di produzione, ma piuttosto grazie all'aumento esponenziale del numero dei coltivatori diretti, che sono passati da 284.896 nel 1964 a 713.537 nel 1989.
Ciò ha permesso ai ricavi da caffè di costituire oltre il 60% degli introiti in valuta estera pregiata.

Vallata del fiume Moungo. La costa e i monti formano la frontiera anglofona-francofona del paese.

#### Regioni del caffè in Camerun
La coltivazione di Coffea arabica ha registrato una forte crescita, un più 10% annuo, negli anni 1960 grazie alla creazione dell'"Unione delle cooperative occidentali di Arabica"; si tratta della maggiore impresa agricola camerunense la quale riunisce 50.000 piantatori situati negli altopini occidentali e del Nord-ovest ad oltre 1.000 m di altitudine. Ha preso il posto delle più grandi cooperative di Dschang e Foumban fondate nel 1932-33; riunisce sotto la sua direzione le 7 associazioni di "arabica" esistenti, 2 a Dschang e una ciascuno negli altri dipartimenti occidentali (Foumban, Bafoussam, Mbouda, Bangangté e Bafang).
Con l'indipendenza l'"Unione" ha ottenuto il monopolio dell'"arabica" per il Camerun orientale congiuntamente alla COOPAGRO, che comprende i grandi piantatori europei (soprattutto a Foumbot e Babadjou), oltre al finanziamento da parte statale del 50% di un impianto di smistamento elettronico a completamento dei 6 impianti di lavorazione del caffè già esistenti. Al porto di Douala transita la compagnia commerciale Frank Cavannagh di Le Havre, suo agente generale. Il mercato internazionale è stato rafforzato dall'accordo del 1958 tra i paesi acquirenti e produttori basato su quote d'esportazione molto rigorose.
Tale regimentazione ha consentito l'estensione su circa 100.000 ettari distribuiti tra quasi 200.000 aziende suddivise tra l'altopiano occidentale e Nord-occidentale, secondo il censimento agricolo del 1984. Ma circa l'80% degli alberi ha più di 25 anni, un invecchiamento generale la cui causa è stata il blocco delle piantagioni nel corso degli anni 1970. Salita a 32.000 tonnellate annue è diminuita rapidamente dal 1973 di circa il 5% all'anno portando le tonnellate a solo 10.000, 3 volte in meno.
Dal 1970 al 1990 la raccolta camerunense passò da 50.000 a 90.000 tonnellate, quasi un raddoppio; ciò fece seguito a precedenti periodi crescita. Il Camerun rimane tuttavia uno dei paesi a più alto costo in quanto i siti di produzione si trovano lontano dalla costa e la situazione assai carente delle strade rurali si aggiunge alle spese di raccolta. Nonostante tutto ciò nel corso degli anni 1980 il caffè camerunense è stato meno tassato di quello in Costa d'Avorio, il che lo ha reso maggiormente competitivo.
La produzione camerunense di Coffea canephora è altamente concentrata nel "Bacino del Moungo", che ha beneficiato di una forte crescita fino al 1974-75 grazie all'estensione delle aree coltivate, prima di arrivare ad una relativa saturazione di terra e all'esaurimento dei flussi migratori. La coltivazione è cresciuta molto rapidamente, circa il 10% all'anno durante gli anni 1960. Il rendimento medio degli anni 1980 invece si è attestato a 500–600 kg per ettaro, che ha permesso una produzione di 90.000 tonnellate annue, per poi scendere a 300–400 kg negli anni 2010 con una raccolta di 65.000 tonnellate.
La caffeicoltura è più estesa ad Est, regione che gode di una maggiore disponibilità di terreni, ma ha una manodopera minore; le piantagioni non superano i 200-250 ettari di ampiezza.

#### Piccola OPEC del caffè negli anni 1970

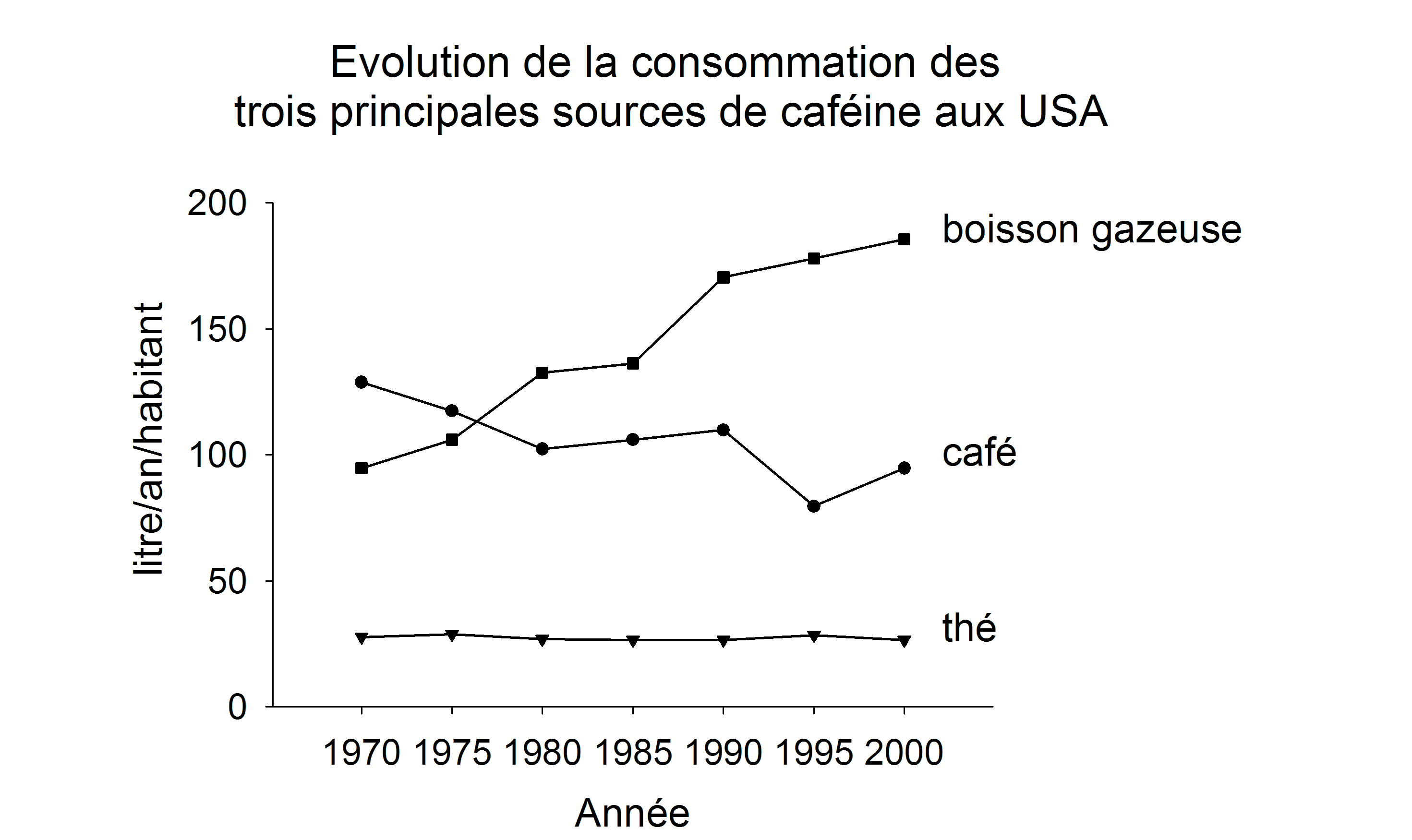
Consumo di caffeina negli Stati Uniti d'America tra il 1970 e il 2000.

#### Conseguenze del "grande gelo" del 1975 in Brasile
Molti dei produttori africani approfittarono largamente dell'impennata dei prezzi mondiali verificatasi nel biennio 1976-77, provocata dalla grande ondata di
gelate con brina e neve in abbondanza che investì e decimò le piantagioni di Paraná (nella regione Sud del Brasile) nel luglio del
1975; se ne avvantaggiò il caffè del Kenya, del Burundi, dell'Uganda, del Camerun e della Costa d'Avorio, ove la ferrovia che giungeva dall'Alto Volta consentì lo stoccaggio e il trasporto dei chicchi divenuti improvvisamente molto preziosi.
L'estensione dei danni causati dal freddo nel Paraná imposero prezzi assai elevati in ragione dell'enorme calo delle scorte, operatosi per far fronte all'emergenza; ma i maggiori effetti si fecero sentire solamente negli anni a venire. Nel 1976 venne registrata una produzione brasiliana che ammontò a circa 558.000 tonnellate, contro 1.380.000 dell'anno prima; una raccolta più che dimezzata. Il prezzo mondiale raggiunse così un valore record nel 1977 di 3,30 dollari per libbra, un picco quasi raggiunto nuovamente solo nel 1997 con 3,03 dollari.

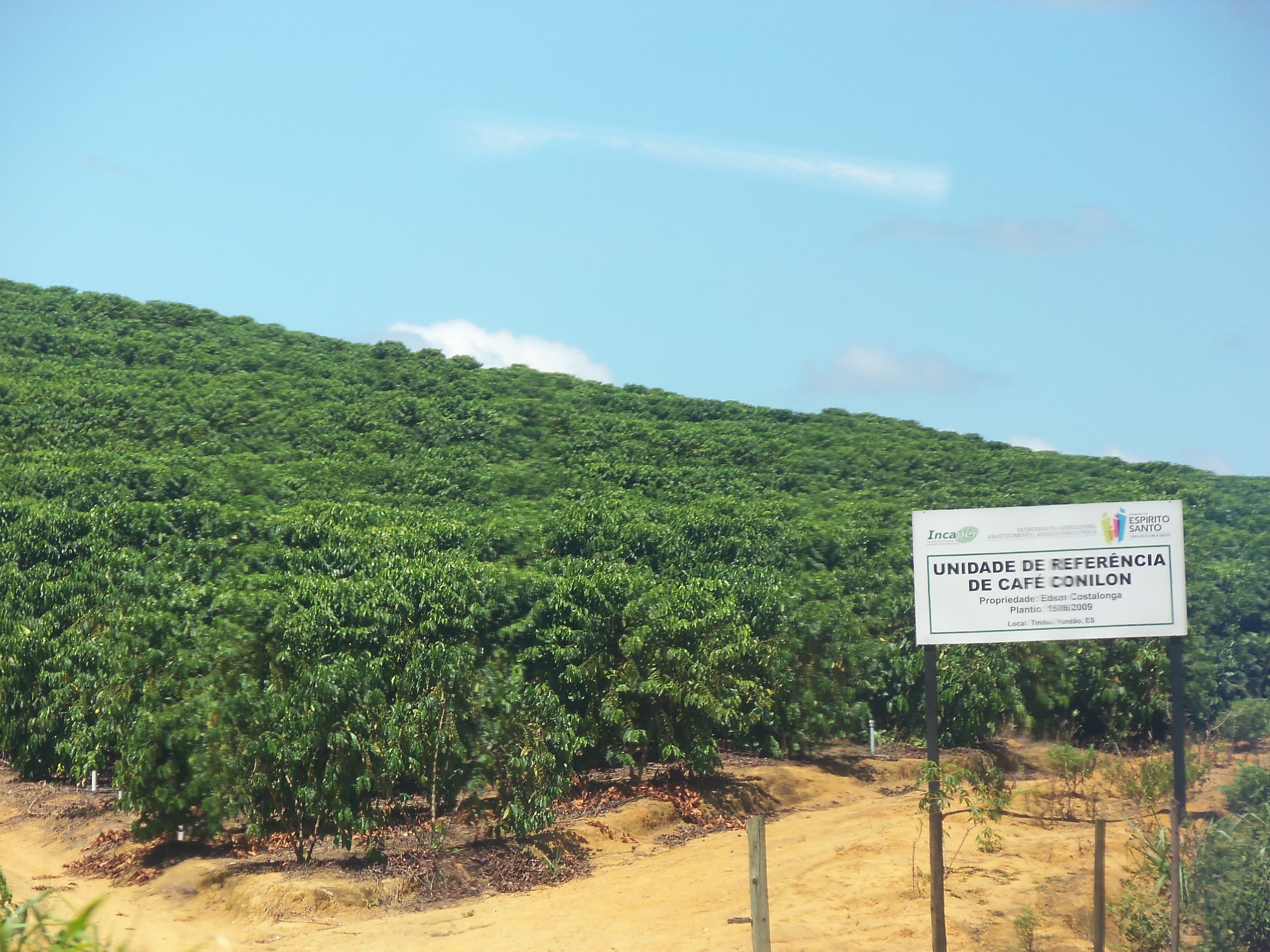
Piantagione a Fundão (Brasile).

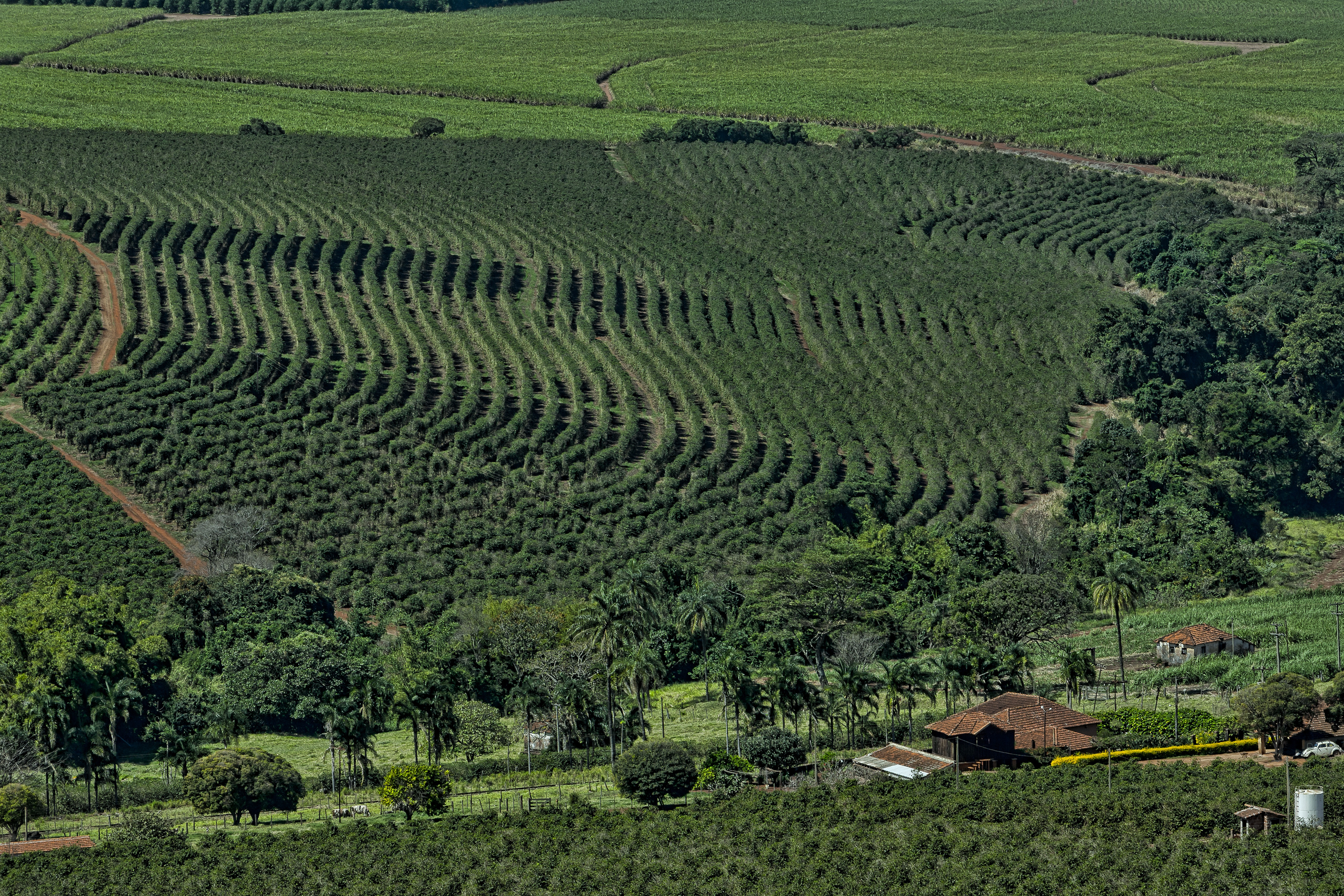
Moderna monocultura caffeicola a Altinópolis.

Prima del generale congelamento nel 1975 gli agricoltori del Paraná erano distribuiti tra la caffeicoltura e la produzione della soia; in seguito i coltivatori di caffè furono rovinati e persero tutto. Coloro che riuscirono ancora ad avere dei soldi si rivolsero alla soia, mentre quelli che non poterono vendere le proprie terre emigrarono nei vicini centri urbani o in altri Stati federati del Brasile.
Nella seconda età degli anni 1970 il paesaggio del Paraná Nord-occidentale mutò radicalmente volto. Il caffè lasciò lo spazio ad altre colture commerciali, fino a che nel 1979 lo Stato ebbe un panorama dominato dal frumento (di cui divenne il primo produttore nazionale) e dalla soia; essi diedero un nuovo impulso economico ai centri della regione.
La canna da zucchero iniziò parallelamente ad occupare il Nord-ovest del territorio, espandendosi in aree con terreni più sabbiosi ove soia e grano non riuscivano a crescere bene; la sua monocoltura divenne sempre più strategicamente importante, con un incremento dei terreni stimolato politicamente.

#### Anarchia in Angola
Nel 1975 il primo ministro sudafricano Balthazar Johannes Vorster esitò nel far intervenire le forze armate del Sudafrica per installare un governo filo-occidentale in Angola, mentre il ministro della difesa Pieter Willem Botha e il capo dell'esercito generale Magnus Malan che temettero la presa del potere in Africa meridionale da parte dei sovietici richiesero a gran voce l'invasione.
Nell'agosto del 1975, con il pieno sostegno del presidente degli Stati Uniti d'America Gerald Ford, le truppe sudafricane attaccarono l'Angola meridionale, giungendo velocemente fino alla periferia della capitale Luanda. In dicembre il Congresso degli Stati Uniti d'America ritirò il suo aiuto finanziario all'Unione Nazionale per l'Indipendenza Totale dell'Angola di Jonas Malheiro Savimbi; in seguito i sudafricani, apparsi come i soli responsabili, furono costretti a ritirarsi.
La guerra civile in Angola proseguì e devasto le piantagioni di caffè; entro il 1976-77 la produzione s'interruppe definitivamente. Dalla posizione di 4º maggiore produttore mondiale nel 1975, il paese vide il proprio raccolto affondare; l'instabilità duratura rese le attrezzature improduttive e ciò causò l'emigrazione dei piantatori.

#### Anni 1980 e conclusione dell'accordo internazionale
Dall'ottobre del 1980 all'ottobre del 1989 la maggior parte della discussione nell'ambito dell'accordo internazionale sul caffè ha ruotato attorno alla "quota extra" dell'esportazione, cioè a quei paesi che non sono firmatari dell'accordo, il Nordafrica, il Medio Oriente, i paesi dell'Europa orientale e del sudest asiatico, ma anche il Giappone, dove il consumo di caffè ha fatto un notevole passo avanti.
Tra il 1980 e il 1984 il cosiddetto "mercato secondario" - dove i prezzi sono scesi - ha raddoppiato in termini di dimensioni raggiungendo il 15% del totale e finendo col seminare la discordia tra i maggiori produttori. L'Indonesia ha recuperato 1/5 di questo secondo mercato. Le correzioni sono state fatte per tener conto del gelo in Brasile.
Data la nuova mappa di esportatori mondiali e il desiderio dei consumatori di acquistare a basso prezzo l'accordo internazionale è stato sospeso nel 1989. La critica principale rivolta ad esso era che questo accordo ha mantenuto artificialmente i prezzi ad un livello troppo alto. A partire dai primi anni 1990 la produzione mondiale è riuscita finalmente ad avanzare, anche se di poco.

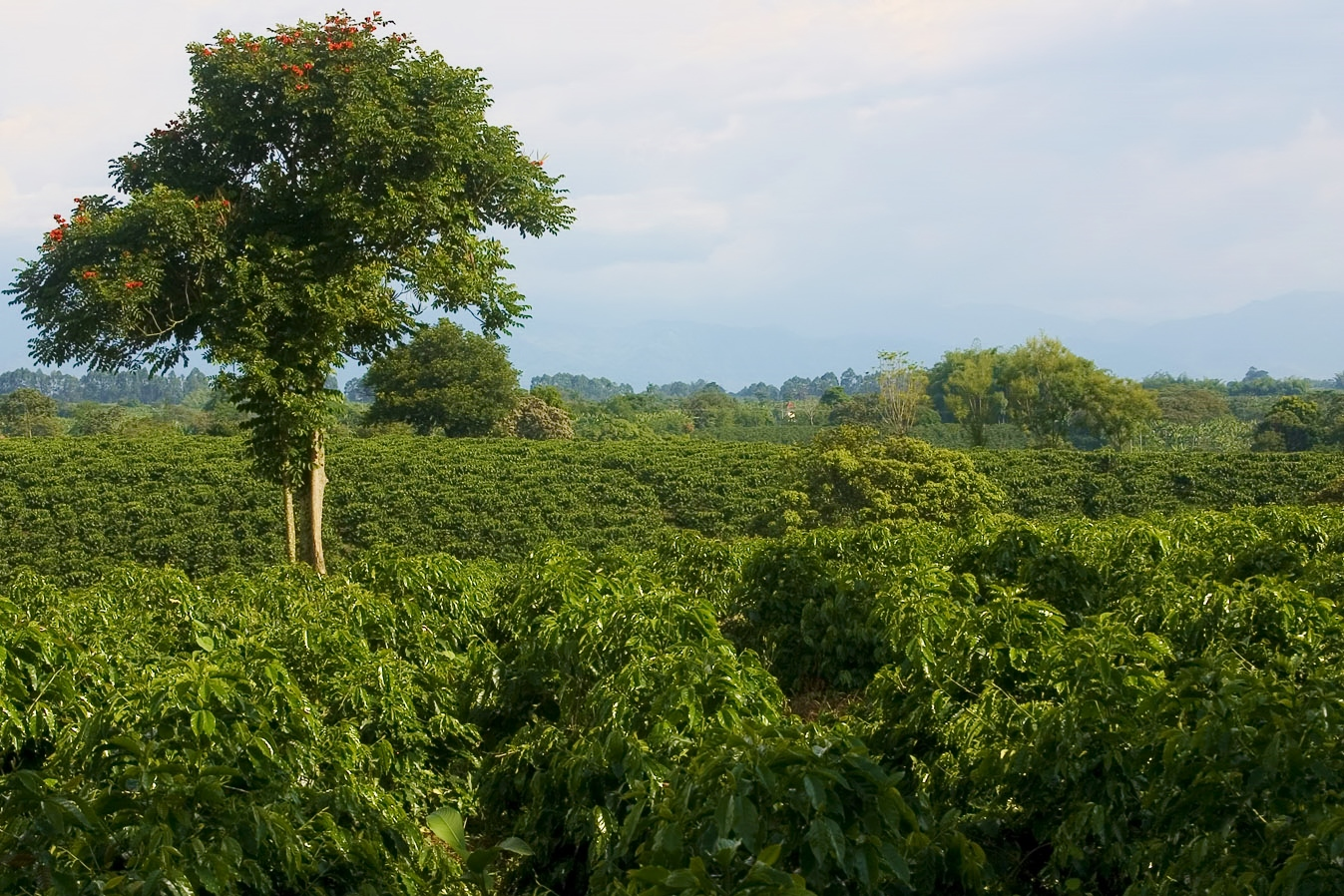
Piantagione nel Dipartimento di Quindío.

I principali produttori di caffè nel mondo (in tonnellate e con relativa percentuale) nel 1974, 1984 e 1994:
|                | 1974      | 1974  | 1984      | 1984  | 1994      | 1994  |
| -------------- | --------- | ----- | --------- | ----- | --------- | ----- |
| Brasile        | 1.615.300 | 33,9% | 1.420.300 | 27,2% | 1.307.300 | 22,8% |
| Colombia       | 470.000   | 9,9%  | 807.800   | 15,5% | 721.900   | 12,6% |
| Messico        | 220.800   | 4,6%  | 239.900   | 4,6%  | 324.500   | 5,7%  |
| Uganda         | 199.100   | 4,2%  | 146.000   | 2,8%  | 198.400   | 3,5%  |
| Costa d'Avorio | 195.900   | 4,1%  | 85.200    | 1,6%  | 145.600   | 2,5%  |
| Guatemala      | 157.400   | 3,3%  | 196.600   | 3,8%  | 213.900   | 3,7%  |
| Etiopia        | 153.400   | 3,2%  | 145.300   | 2,8%  | 207.000   | 3,6%  |
| Indonesia      | 149.800   | 3,1%  | 315.500   | 6%    | 450.200   | 7,9%  |
| India          | 86.400    | 1,8%  | 105.000   | 2%    | 208.000   | 3,6%  |
| Costa Rica     | 84.300    | 1,8%  | 136.900   | 2,6%  | 148.000   | 2,6%  |
| Madagascar     | 80.900    | 1,7%  | 81.400    | 1,6%  | 70.000    | 1,2%  |
| Perù           | 69.900    | 1,5%  | 83.400    | 1,6%  | 91.300    | 1,6%  |
| Vietnam        | 6.000     | -     | 4.800     | -     | 180.000   | 3,1%  |
| Honduras       | 45.300    | 0,9%  | 72.500    | 1,4%  | 126.200   | 2,2%  |
| Cina           | 6.000     | -     | 9.000     | -     | 3.200     | -     |
| Laos           | 2.100     | -     | 5.800     | -     | 9.000     | -     |
| Nicaragua      | 41.000    | 0,9%  | 51.300    | 1%    | 40.600    | 0,7%  |
| Filippine      | 53.000    | 1,1%  | 116.800   | 2,2%  | 123.600   | 2,2%  |
| Venezuela      | 45.900    | 1%    | 60.900    | 1,2%  | 68.400    | 1,2%  |
| Tanzania       | 59.500    | 1,2%  | 56.900    | 1,1%  | 34.200    | 0,6%  |

Dopo il 1989 l'accordo è diventato solo simbolico: la sua durata reale è stata poco più di 1/4 di secolo. Negli anni che sono seguiti molte iniziative lo hanno sostituito, allo scopo di bilanciare l'offerta e la domanda mondiali attraverso piani di restrizione all'esportazione, come quelli avviati dapprima nel 1994 e successivamente nel luglio del 2000 dall'"Associazione dei Paesi produttori di caffè" (APPC), istituita nel 1993 ed entrata nel pieno delle proprie funzioni nel febbraio del 2002.

#### Aumento della coltura di Coffea canephora

Ripartizione geografica mondiale della caffeicoltura: R-"robusta" (Coffea canephora in verde scuro); M-mista ("robusta" e Coffea arabica in verde chiaro); A-"arabica" (in giallo.

#### Declino irreversibile di Haiti
Nei primi anni 1980 Haiti ha lottato per soddisfare la sua quota di 22.000 tonnellate di caffè nell'ambito dell'"Accordo internazionale sul caffè" del 1962. La popolazione impegnata nel settore primario è scesa del 66% nel decennio 1980-1989.
Il terremoto di Haiti del 2010 lascerà alla fine l'intero paese in uno stato di completa desolazione.

### Crisi in Africa e crescita in Asia negli anni 1990
Gli anni 1990 sono caratterizzati da una crisi della produzione africana, soprattutto nella prima parte del decennio, ma più che compensata dalla forte crescita asiatica, particolarmente rilevante dopo le riforme agricole strutturali messe in atto in Vietnam. Il risultato è un continuo calo dei prezzi medi, innanzitutto della Coffea canephora, ma anche della Coffea arabica a New York.

#### Rapido declino nell'Africa francofona e lusofona

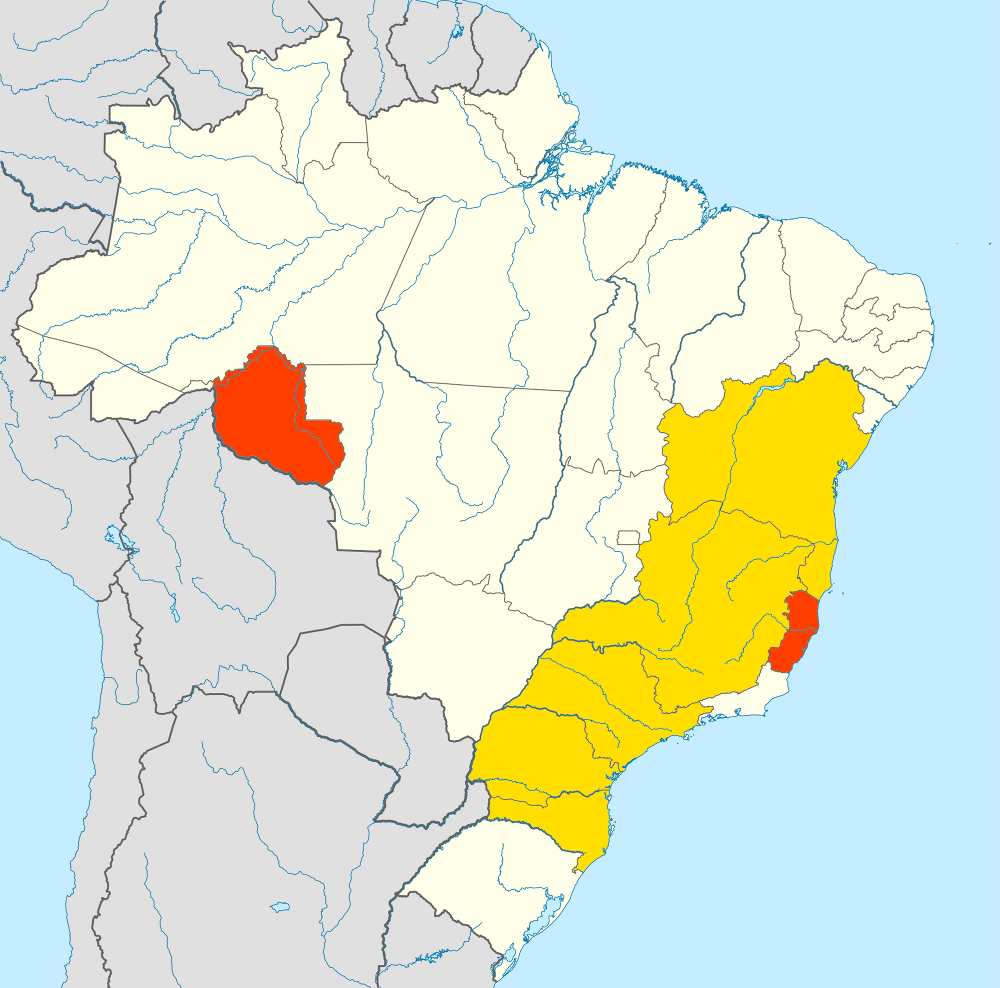
Produzione brasiliana contemporanea. Coffea arabica in giallo: Bahia, Minas Gerais, San Paolo, Paraná e Santa Catarina. Coffea canephora in rosso: Espírito Santo, Rio de Janeiro e Rondônia.

#### Nel 1994 cocktail indigesto di gelo brasiliano e piano di conservazione

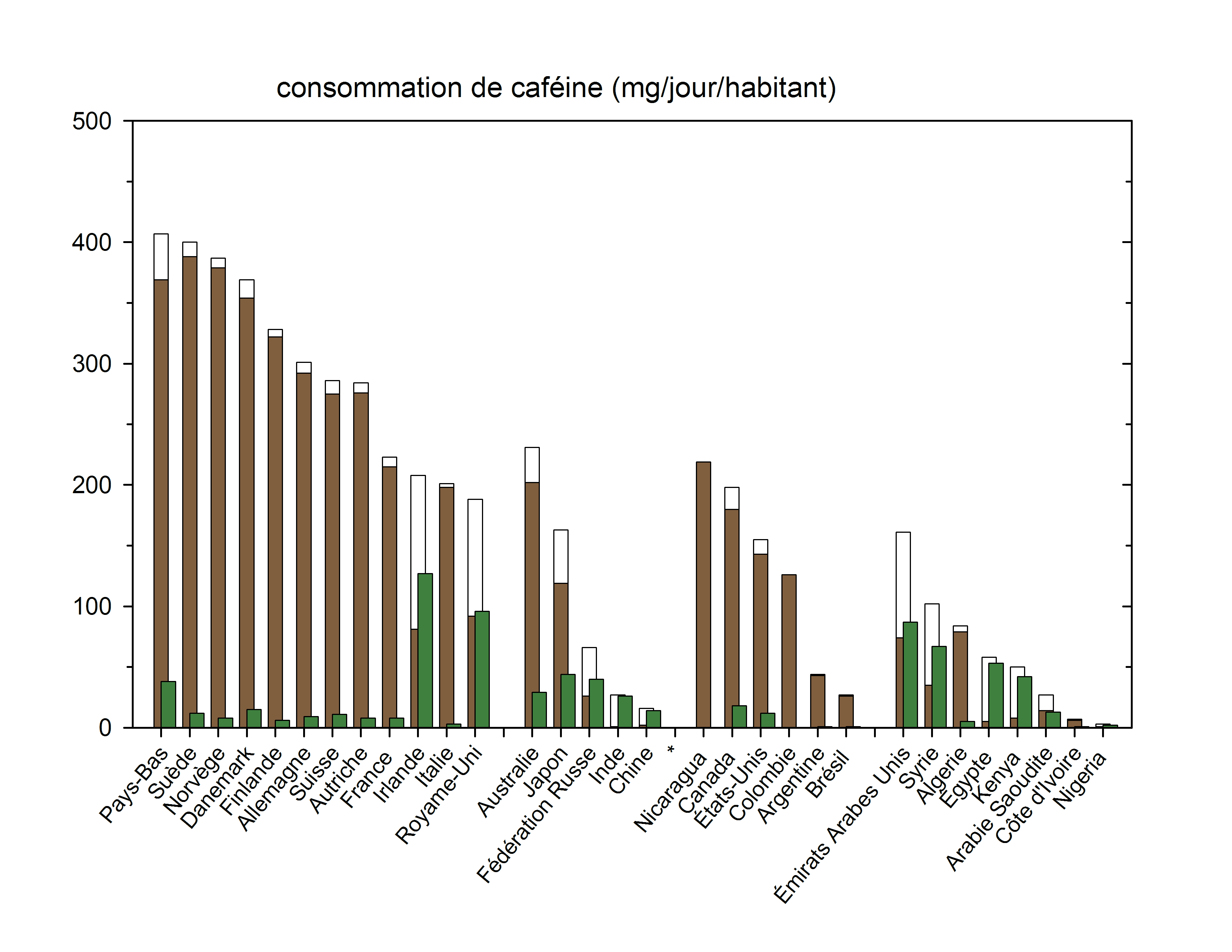
Quantità di caffeina giornaliera assorbita "pro capite" per nazione: caffè (in marrone), tè (in verde) e somma dei due (in bianco) nel 1995 (secondo i dati FAO).

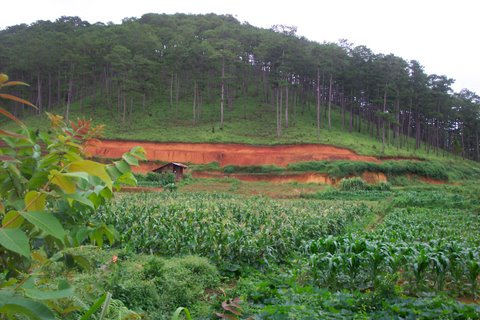
Piantagione a Da Lat.

#### Espansione in Vietnam e Indonesia

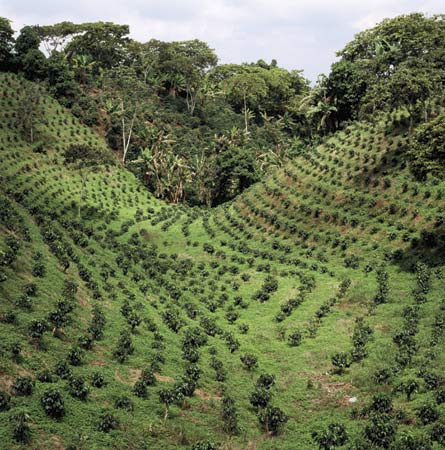
Piantagioni in Karnataka.

#### Irrompe l'India
Il caffè indiano, coltivato principalmente nell'India meridionale nella condizione ambientale procurata dal monsone, viene anche designato come "caffè monsonico indiano".

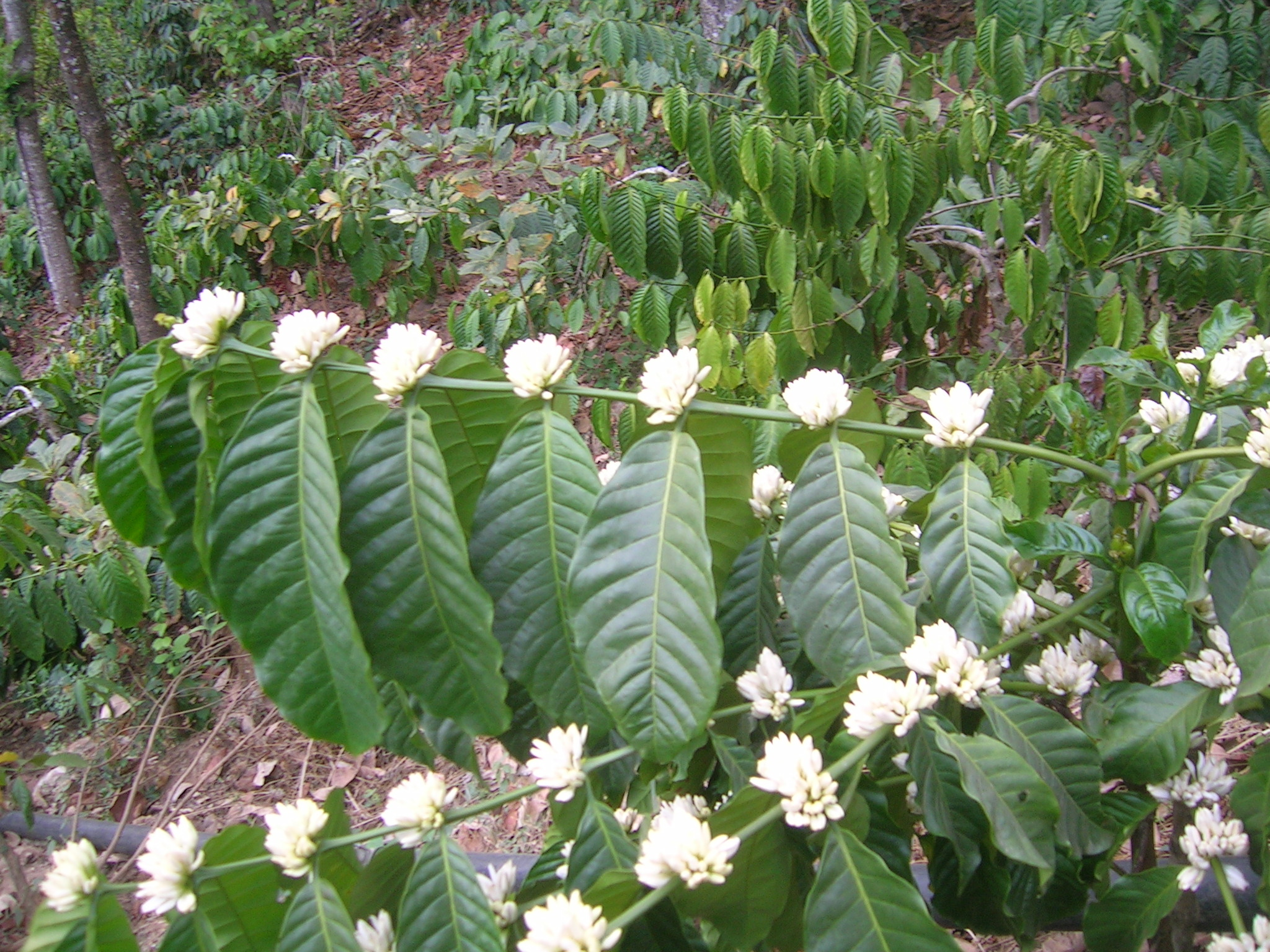
Infiorescenza di Coffea canephora a Chikmagalur.

La Coffea arabica venne coltivata sulle pendici del "Baba Buban Giri" nell'odierno distretto di Chickmagalur in Karnataka già a partire dal 1670 da indiani, mentre la prima piantagione fissa fu stabilita nel 1840. Attualmente la coltura interessa due regioni tradizionali caffeicole, il Kerala e il Tamil Nadu. La crescita di questi 3 Stati messi assieme ha visto un progresso spettacolare nel corso degli anni 1990.
La caffeicoltua si è diffusa anche in nuove aree dell'Andhra Pradesh e dell'Orissa, sulla costa orientale del paese, oltre che in Assam, Manipur, Meghalaya, Mizoram, Tripura, Nagaland e Arunachal Pradesh nell'India nordorientale, popolarmente conosciuti come le "Sette sorelle"; qui però senza insediarsi stabilmente.
Già nel 1907 venne creato l'"India Coffee Board" per rimediare ai problemi dei parassiti apparsi alla fine del XIX secolo, attraverso misure di educazione agricola rivolte ai contadini. Nel corso degli anni 1920 la varietà "Kent", adattata al clima locale molto umido, crebbe grazie alla sua resistenza nei confronti della "ruggine del caffè", ma al contempo ebbe una mutazione spontanea. L'India è la nazione del mondo ove questa malattia ha il maggior numero di ceppi biologici diversi. L'S795, un'altra varietà resistente, è stata sviluppata nel 1945, con un sapore che l'avvicina alla "Mokha" originaria. Queste ultime cultivar vengono riservate per 1/3 alle piantagioni situate a più alta quota.
Nel 1991 l'introduzione di misure di liberalizzazione economica ha permesso all'industria del caffè di beneficiare di costi di produzione più bassi che altrove. Quasi 250.000 persone coltivano caffè in Karnataka e il 98% di esse riguardano piccole aziende a conduzione familiare. Nel 1993 la "quota di vendita interna", una nuova forma di regolamentazione, ha permesso ai coltivatori di vendere il 30% della loro produzione nel mercato interno; modificata l'anno seguente è diventata "quota di libera vendita", il che ha autorizzato i più poveri di loro a vendere dal 70 fino al 100% del raccolto a chi meglio desiderano tra esportatori e grossisti del mercato interno.
Lo schema è stato ultimato nel settembre del 1996 quando tali libertà sono state previste in tutto il settore, indipendentemente dalla quantità. Ad accompagnare questa politica la produzione è aumentata tra il 1984 e il 1994 da 105 a 208.000 tonnellate, venendo in tal modo ad iscriversi alla 5ª posizione tra i maggiori produttori mondiali assieme al Guatemala; classifica che conserverà anche nei decenni successivi.
I piccoli agricoltori che lavorano con meno di 10 ettari coltivano il 75% dei 347.000 ettari dedicati in India al caffè, mentre il raccolto nazionale si suddivide tra il 30% di "arabica" e il 70% di Coffea canephora. Per adattarle al monsone i contadini hanno utilizzato i derivati dell'"ibrido di Timor" denominato "Arabusta", un misto naturale di "arabica" e "robusta" somigliante all'arabica. Hanno inoltre piantato lungo il corso del Kaveri una varietà indonesiana detta "Catimor", incrocio tra la "Caturra" brasiliana e colombiana e l'ibrido di Timor, particolarmente resistente alla "ruggine del caffè".
La produzione è predominante nelle zone di media collina degli Stati meridionali, con il Karnataka che ne raccoglie il 53%, il Kerala il 28% e il Tamil Nadu l'11% del totale; il restante 8% è distribuito ad Est. Il caffè indiano sembra essere il migliore del mondo tra quello coltivato all'ombra piuttosto che al contatto diretto con la luce solare.
A partire dal 2009 esso costituiva il 4,5% della produzione mondiale. Quasi l'80% di questa viene esportata; di essa il 70% è destinato alla Germania, alla Russia, alla Spagna, al Belgio, alla Slovenia, agli Stati Uniti d'America, al Giappone, alla Grecia, ai Paesi Bassi e alla Francia; l'Italia da sola rappresenta il 29% delle esportazioni. La maggior parte viene spedita attraverso il canale di Suez.

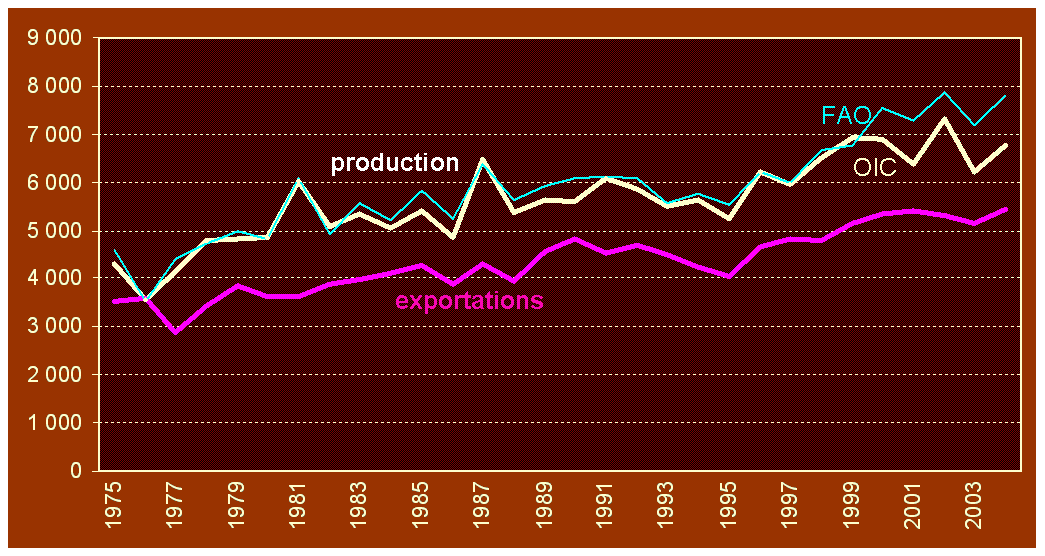
Volume mondiale di caffè prodotto ed esportato dal 1975 al 2004 (in mille migliaia di tonnellale).

### Rilancio in Nuova Caledonia

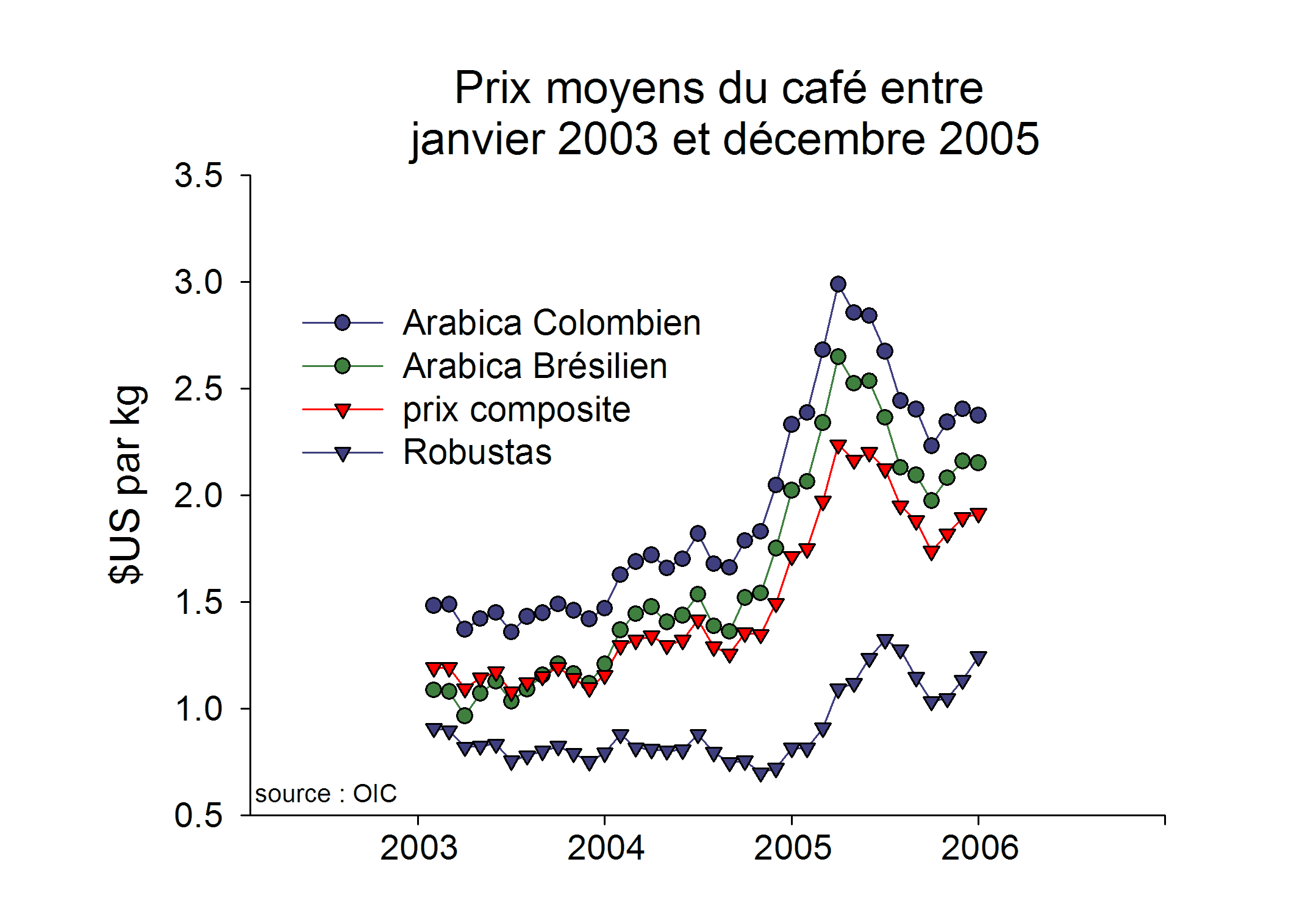
Cambiamenti nel prezzo del caffè sui mercati internazionali tra il 2003 e il 2006.

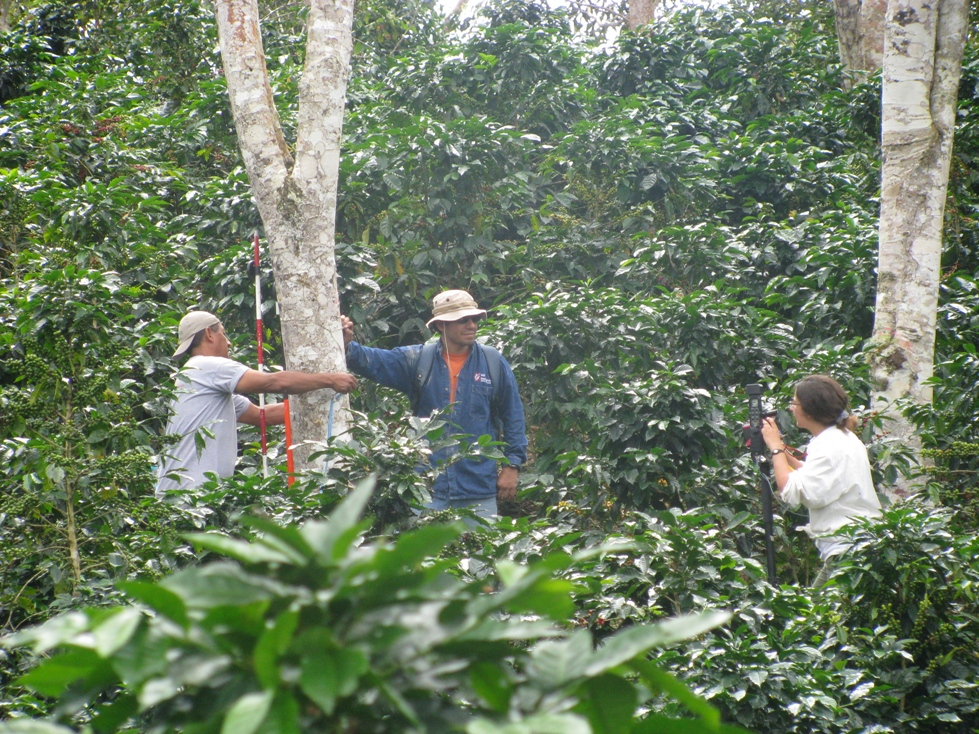
Monitoraggio del carbonio in una piantagione di caffè peruviana.

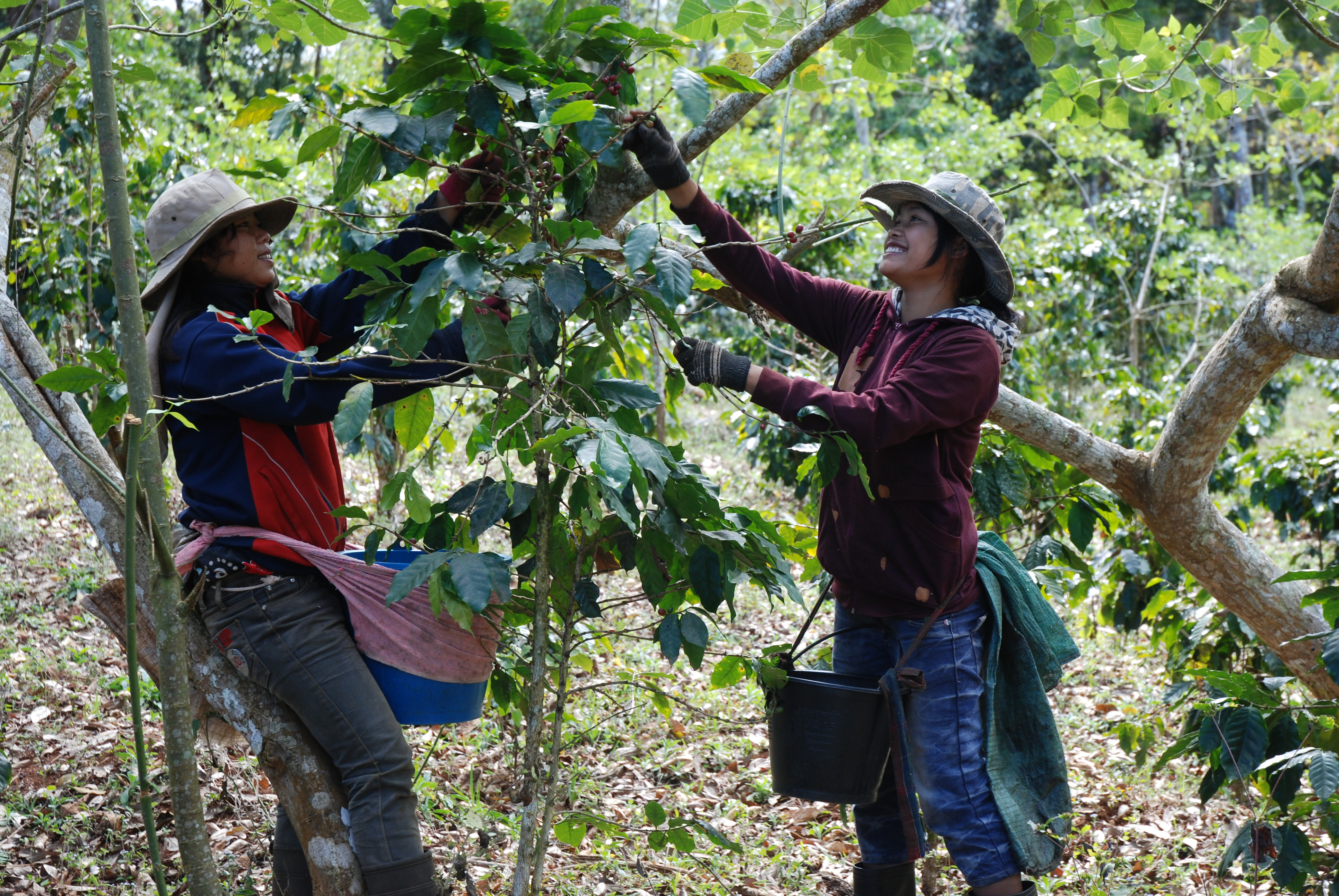
Raccolta di caffè in Laos nel 2012.

## Produzione nel XXI secolo
All'inizio del XXI secolo 3 dei 6 maggiori produttori del mondo - il Vietnam, l'Indonesia e l'India - erano asiatici, una crescita eclatante dopo le epidemie parassitarie che avevano relegato l'Asia a solo il 5% della produzione esattamente un secolo prima, come mostrato dalle statistiche di produzione per il periodo 2002-2004:
| Brasile        | 2.367.000 tonnellate |
| Vietnam        | 760.000 tonnellate   |
| Indonesia      | 701.000 tonnellate   |
| Colombia       | 691.000 tonnellate   |
| Messico        | 312.000 tonnellate   |
| India          | 289.000 tonnellate   |
| Guatemala      | 229.000 tonnellate   |
| Uganda         | 187.000 tonnellate   |
| Etiopia        | 220.000 tonnellate   |
| Perù           | 172.000 tonnellate   |
| Honduras       | 170.000 tonnellate   |
| Costa d'Avorio | 138.000 tonnellate   |
| Costa Rica     | 133.000 tonnellate   |
| Filippine      | 115.000 tonnellate   |
| El Salvador    | 92.000 tonnellate    |

Nel 2005 hanno dominato il mercato della torrefazione a livello mondiale 4 gruppi. Il maggiore di essi è Nestlé, che controlla più della metà del giro d'affari del caffè solubile istantaneo; Kraft Foods, di proprietà di Philip Morris International, rappresenta il 14% delle vendite di globali attraverso marchi come Maxwell House, Kenco, Hag e Jacobs.
Sara Lee Corporation, proprietaria delle marche Douwe Egberts e Superior degli Stati Uniti d'America, rappresenta l'11% del totale delle vendite al consumo, mentre Procter & Gamble occupa l'8% del mercato offrendo i suoi prodotti principalmente nell'America del Nord.
Carte Noire, anch'essa parte del gruppo Kraft, opera in Francia assieme a Malongo. La Senseo olandese è incorporata a "Dowve Egberts"; Nespresso è svizzera; il Kahlúa è messicano con sedi in territorio francese; Julius Meinl è austriaca.
Kimbo Caffè è italiano e smercia il prodotto brasiliano, Illycaffè è stata fondata nel 1939 a Thalwil; anche Caffè Vergnano, Vescovi Caffè, Splendid, Quarta Caffè, Segafredo Zanetti, Goppion Caffè, Caffè Molinari, Emporio Artari, Hausbrandt, Zicaffè, Saicaf, Passalacqua, Ninfole Caffè e l'azienda Lavazza sono tutte imprese storiche italiane.

### L'Etiopia con 5.000 varietà differenti ritorna 5º nel mondo

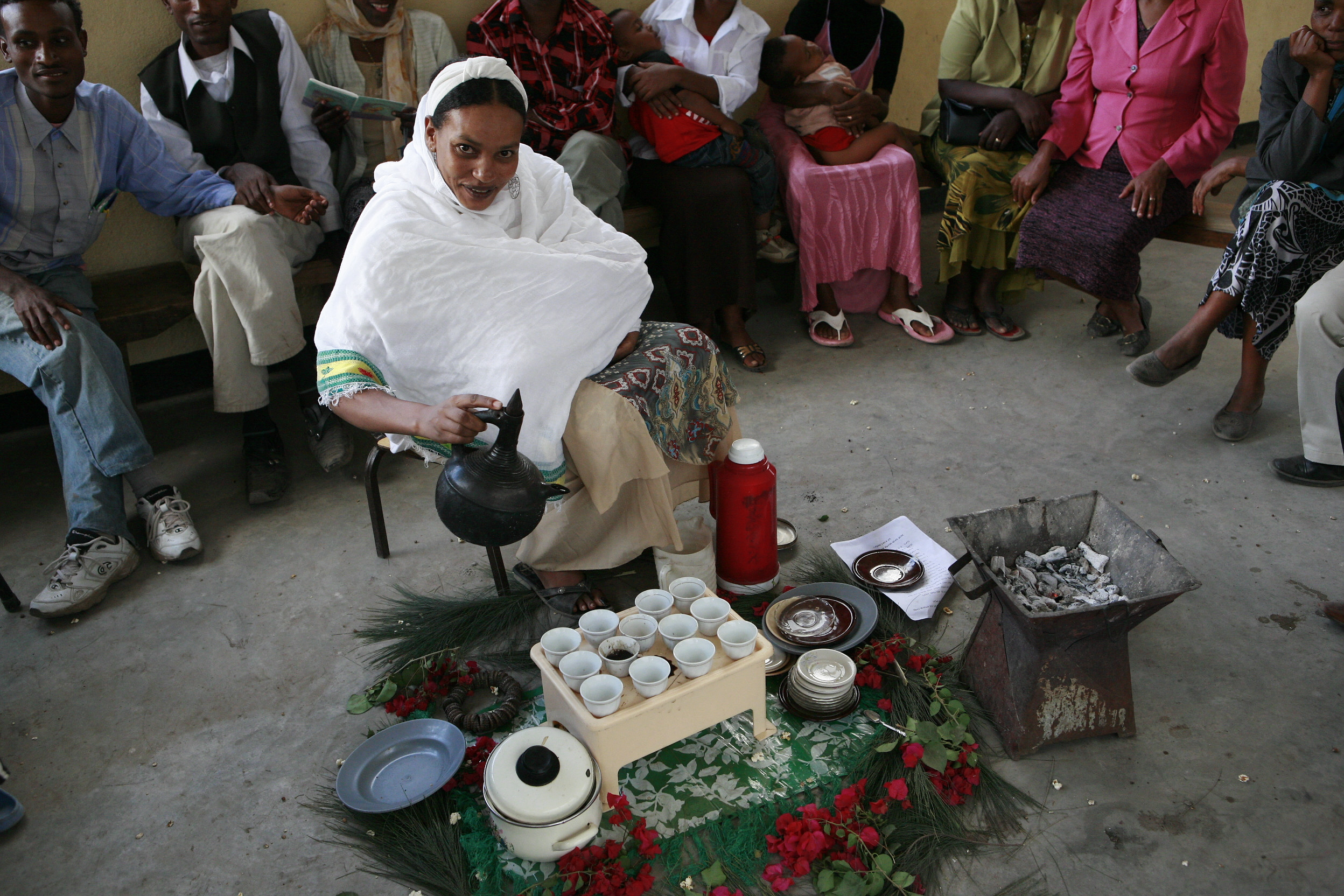
La "Cerimonia del caffè" in Etiopia, un rito socio-culturale acquisito e rafforzatosi nel tempo. La Coffea, originaria di Kaffa, dopo un viaggio transcontinentale durato più di 3 secoli è ritornata in terra etiope nel corso del XX secolo.

L'Etiopia ha vissuto una crescita spettacolare della caffeicoltura, che l'ha portata nel 2005 a raggiungere il 5º posto tra i maggiori produttori mondiali, anche se la sua quota di esportazioni rimane relativamente bassa a causa del consumo locale il quale assorbe quasi il 50% della coltura.
L'equivalente di 3,6 milioni di sacchi è stato consumato a livello nazionale, pari al 71,6% dell'intero consumo di caffè nel continente africano e all'8% di quello dei paesi esportatori. "TO.MO.CA", il marchio più conosciuto, appartiene alla stessa famiglia da 60 anni e ha aperto la sua prima succursale a Tokyo nel maggio del 2015."Gli etiopi amano socializzare e incontrare i propri soci d'affari nella caffetteria", ha spiegato Wondwossen Meshesha, la nipote ventottenne del fondatore.

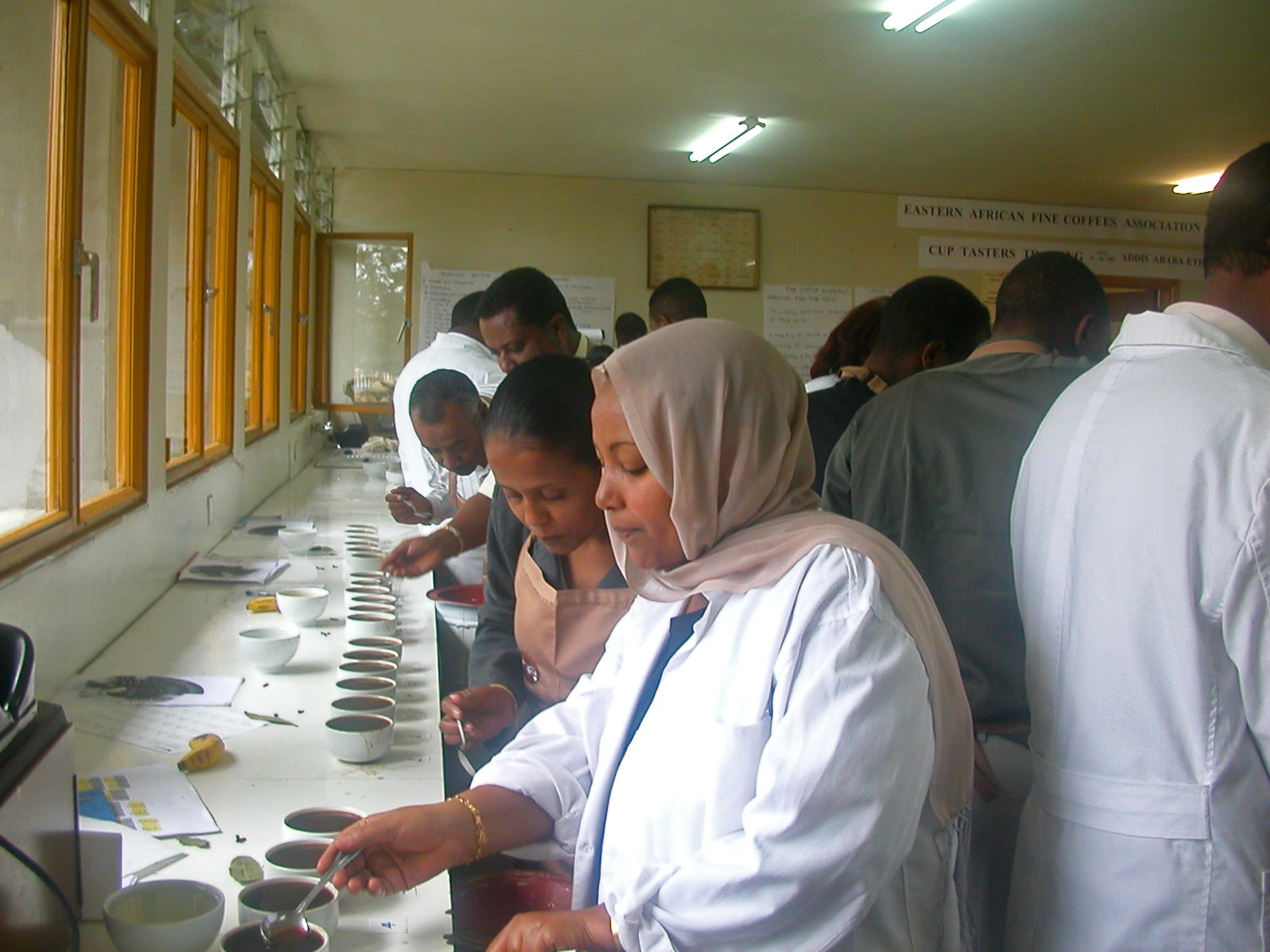
Le degustatrici etiopi affinano le loro abilità durante un seminario di addestramento avanzato.

Esistono 5.000 diverse varietà di caffè etiope e l'80% di queste viene coltivata da piccole aziende senza alcuna vocazione commerciale nelle regioni forestali interne. Qui la resa media per ettaro è di 225 kilogrammi, la metà dei 450 ottenuti nel sistema agricolo semi-boscoso.
Il governo sta cercando di promuovere il prodotto per far progredire l'export dalle 190.837 tonnellate nel 2013-2014 fino a 200.000.
La raccolta è incrementata con regolarità a partire dal 1961, da 75.000 a più di 111.000 tonnellate nel 1972. Ha continuato il suo slancio anche dopo il 1974, aumentando di 1/3 tra il 1975 e il 1995, per poi continuare a crescere, sostenuta con fermezza da un ampio e ben fornito mercato interno, nonostante i vari conflitti protrattisi nel tempo.
Le piantagioni contadine si trovano nei pressi delle abitazioni, in particolare a Sud e ad Est del paese, mentre una strada lunga 890 km collega Addis Abeba al porto di Assab in Eritrea, che può giungere a imbarcare un milione di tonnellate di merci all'anno. Circa 1/3 della produzione caffeicola viene classificata come "selvaggia" o "semi-selvatica" in quanto realizzata in ambito forestale.
L'espansione della Catha edulis, che si è piazzata alla 2ª posizione tra le esportazioni etiopi nel 2005 rimane una valida concorrenza, dato che i prezzi pagati ai produttori sono un po' più alti di quelli per il caffè.
La capitale ospita anche una società calcistica, l'Ethiopian Coffee Football Club.

### Coltivazione forestale a El Salvador

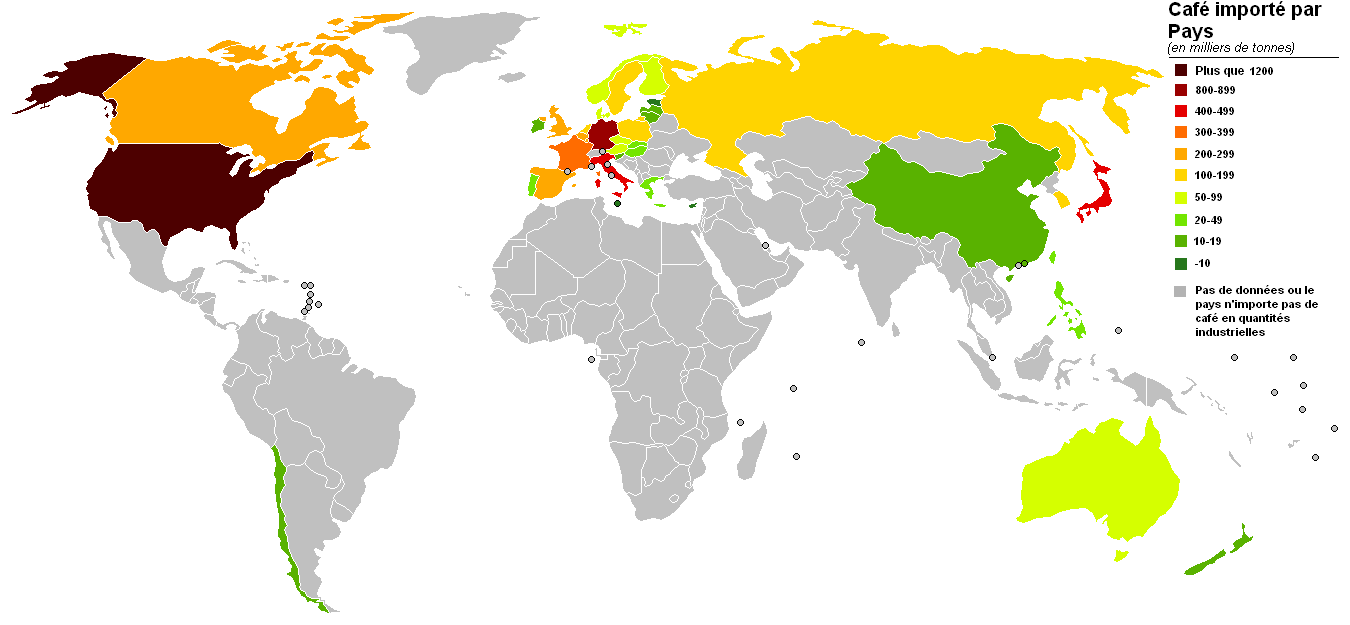
Maggiori importatori (dati 2005).

Maggiori consumatori (dati 2007).

### Evoluzione dei principali produttori mondiali nel decennio 2010

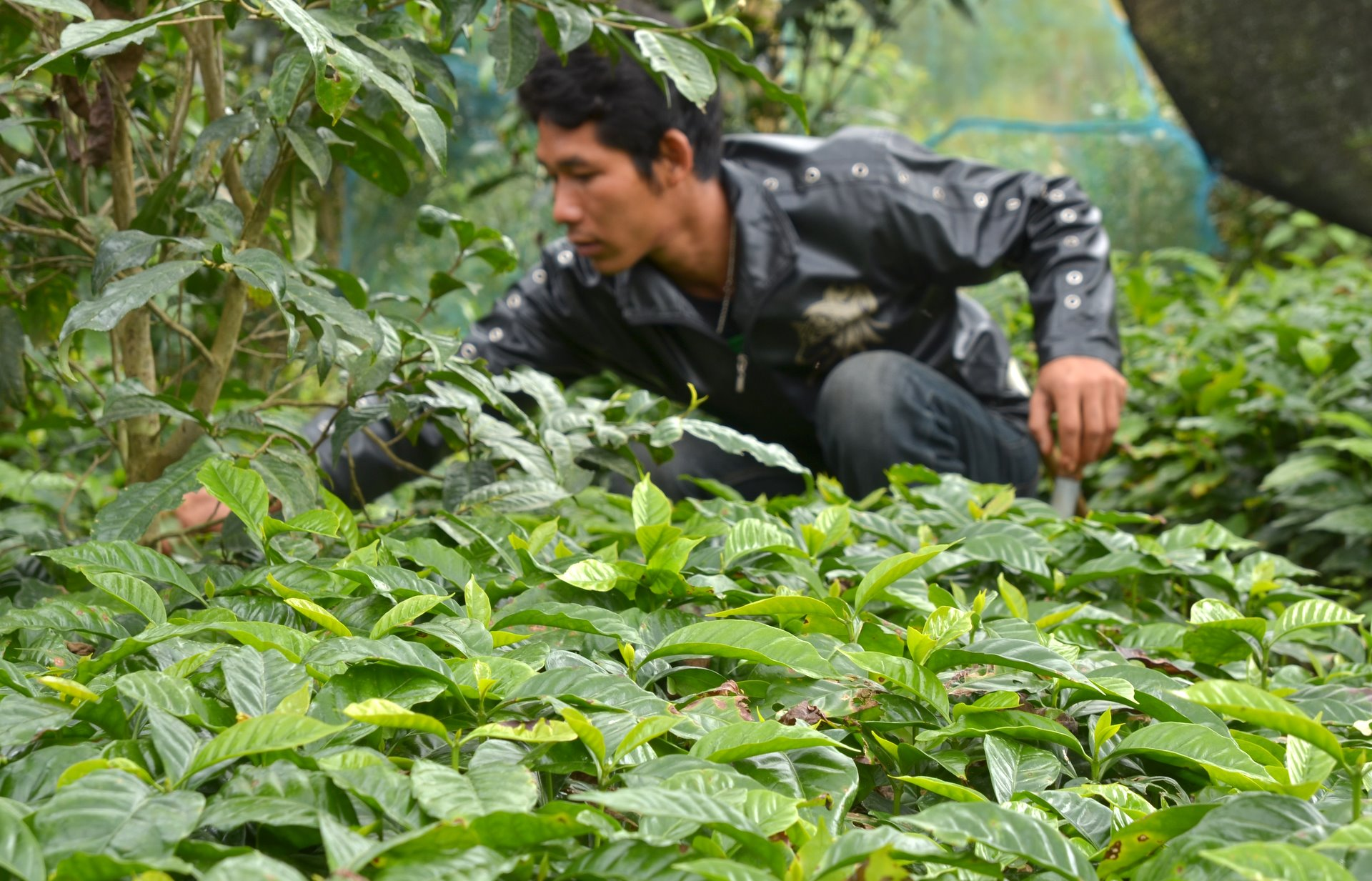
Piantagione di caffè nella provincia di Chiang Rai in Thailandia (2011).

L'evoluzione dei principali produttori globali di caffè negli anni 2010 rimane dominata dal gigante brasiliano e più in generale dai paesi dell'America Latina; assieme alla Colombia, al Messico, al Perù e a quattro paesi dell'America centrale sono tutti inseriti nei primi 15 più grandi raccolti mondiali, quasi uno su due.
| Produzione in milioni di sacchi da 60 kg | 2011 | 2012 | 2013 | 2014 | 2015 | 2016 |
| Brasile                                  | 39,4 | 50,8 | 54,7 | 52,3 | 50,3 | 55   |
| Vietnam                                  | 17,8 | 25   | 27,6 | 26,5 | 28,7 | 25,5 |
| Colombia                                 | 8,1  | 9,9  | 12,1 | 13,3 | 14   | 14,5 |
| Indonesia                                | 11,4 | 13   | 11,2 | 11,4 | 12,3 | 10   |
| Etiopia                                  | 6,9  | 6,2  | 6,5  | 6,6  | 6,7  | 6,6  |
| Honduras                                 | 3,6  | 4,5  | 4,6  | 5,2  | 5,8  | 5,9  |
| India                                    | 4,8  | 5,3  | 5,1  | 5,4  | 5,8  | 5,3  |
| Perù                                     | 3,3  | 4,4  | 4,3  | 2,9  | 3,3  | 3,8  |
| Messico                                  | 4,1  | 4,3  | 3,9  | 3,6  | 2,8  | 3,1  |
| Guatemala                                | 3,8  | 3,7  | 3,2  | 3,3  | 3,4  | 3,5  |
| Uganda                                   | 2,8  | 3,9  | 3,6  | 3,7  | 3,6  | 3,8  |
| Nicaragua                                | 1,9  | 1,9  | 1,9  | 1,9  | 2,1  | 2,1  |
| Costa d'Avorio                           | 1,8  | 2    | 2,1  | 1,7  | 1,9  | 2    |
| Costa Rica                               | 1,3  | 1,6  | 1,4  | 1,4  | 1,6  | 1,5  |
| El Salvador                              | 1    | 1,2  | 0,5  | 0,7  | 0,5  | 0,6  |

I 20 maggiori produttori mondiali (dati 2013).

Per la stagione 2016-17 l'Initial coin offering (ICO) ha aumentato la sua previsione di produzione a 153,9 milioni di sacchi, dai 151,6 milioni precedenti, in crescita dell'1,5% e con un record indonesiano e peruviano di 11,5 milioni di sacchi. La produzione di Coffea arabica è stimata dall'ICO a 97,3 milioni di sacchi, in aumento del 10,2%; mentre la Coffea robusta viene attestata a 56,6 milioni, in calo del 10,6%.

## Riepilogo

### Giappone
Il caffè fu introdotto in Giappone dagli olandesi già nel XVII secolo, ma rimase una "curiosità" fino al ritiro delle restrizioni commerciali avvenuto nel 1858. La prima caffetteria in stile europeo si aprì a Tokyo nel 1888, ma venne chiusa quattro anni dopo.

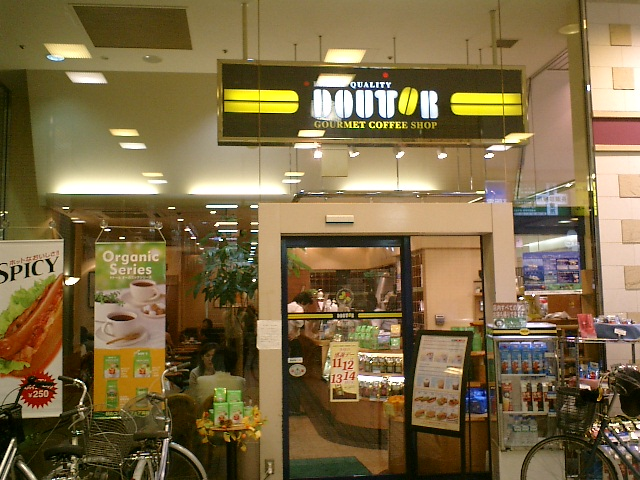
Un "Doutor Coffee Shop" alla stazione di Furukawabashi.

All'inizio degli anni 1930 vi erano oltre 30.000 caffetterie sparse in tutto il paese; la disponibilità durante il periodo interbellico e subito dopo il 1945 scese quasi a zero, per poi aumentare rapidamente quando le barriere all'importazione sono state rimosse.
L'introduzione del caffè solubile istantaneo e liofilizzato, del caffè in lattina e le aziende di franchising come Starbucks e "Doutor Coffee" alla fine del XX secolo ha continuato questa tendenza, fino a fare del paese uno dei principali consumatori di caffè al mondo pro capite.

### Corea del Sud
I primi appassionati coreani del caffè furono gli imperatori del XIX secolo Sunjong di Corea e Gojong di Corea, che preferivano consumarlo al termine dei lauti banchetti in stile occidentale.
Negli anni 1980 il caffè espresso e il caffè in lattina erano diventati piuttosto popolari, con una tradizione minore riguardanti le caffetterie di proprietà indipendente nelle città più grandi; verso la fine del XX secolo la crescita del franchising come "Caffè Bene" e Starbucks ha generato una domanda maggiore per il caffè in stile europeo.

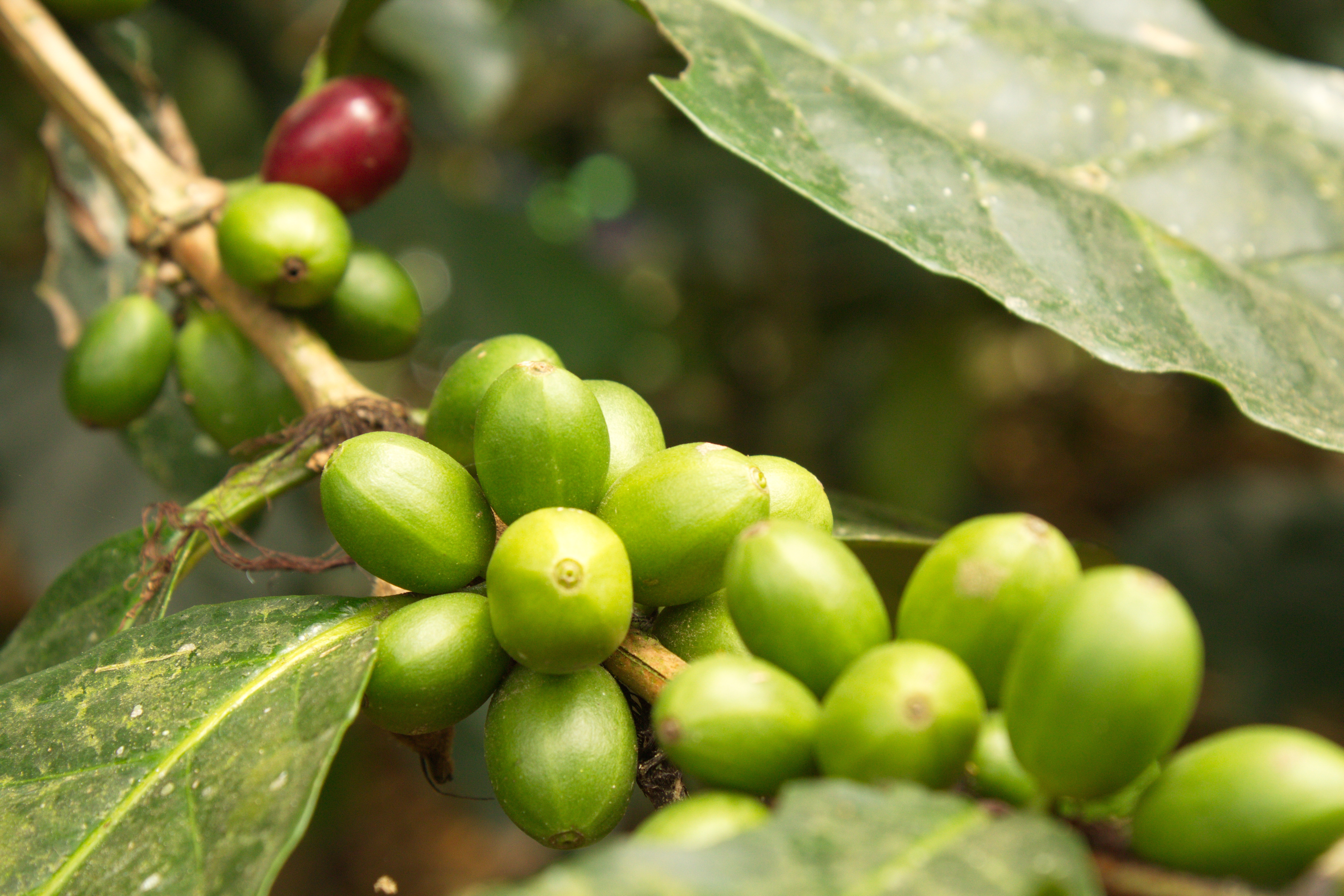
Grani di Coffea a Quimbaya in Colombia.

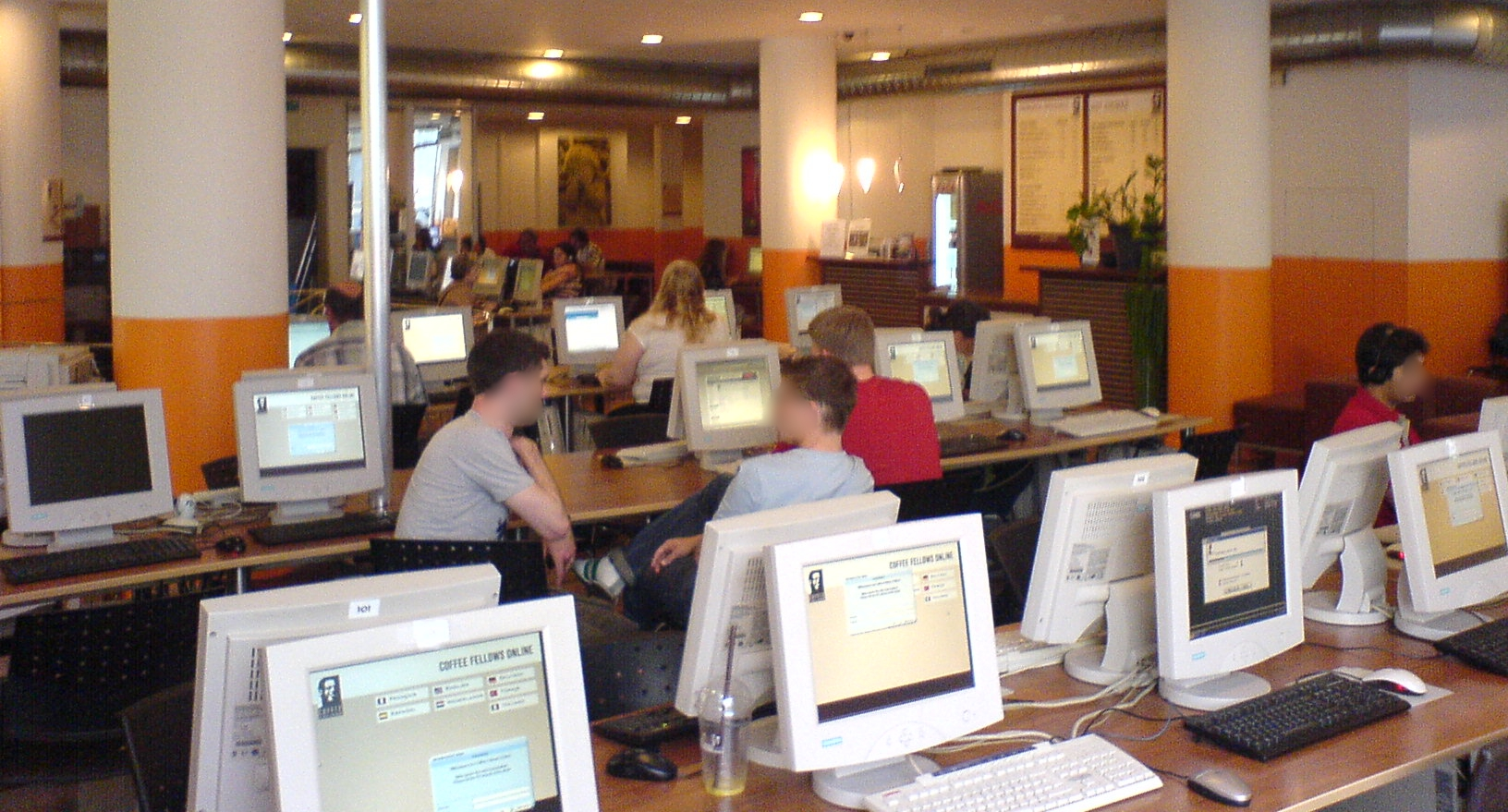
Un Internet point o "Internet cafè" a Monaco di Baviera.

## Cronologie tematiche: quadro politico, commerciale e logistico della caffeicoltura

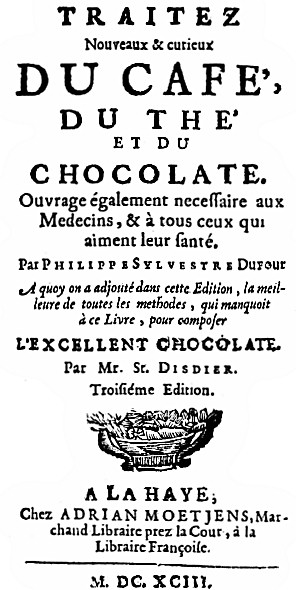
Traitez Nouveaux & Curieux du Café, du Thé et du Chocolate di Philippe Sylvestre Dufour (1622–87).

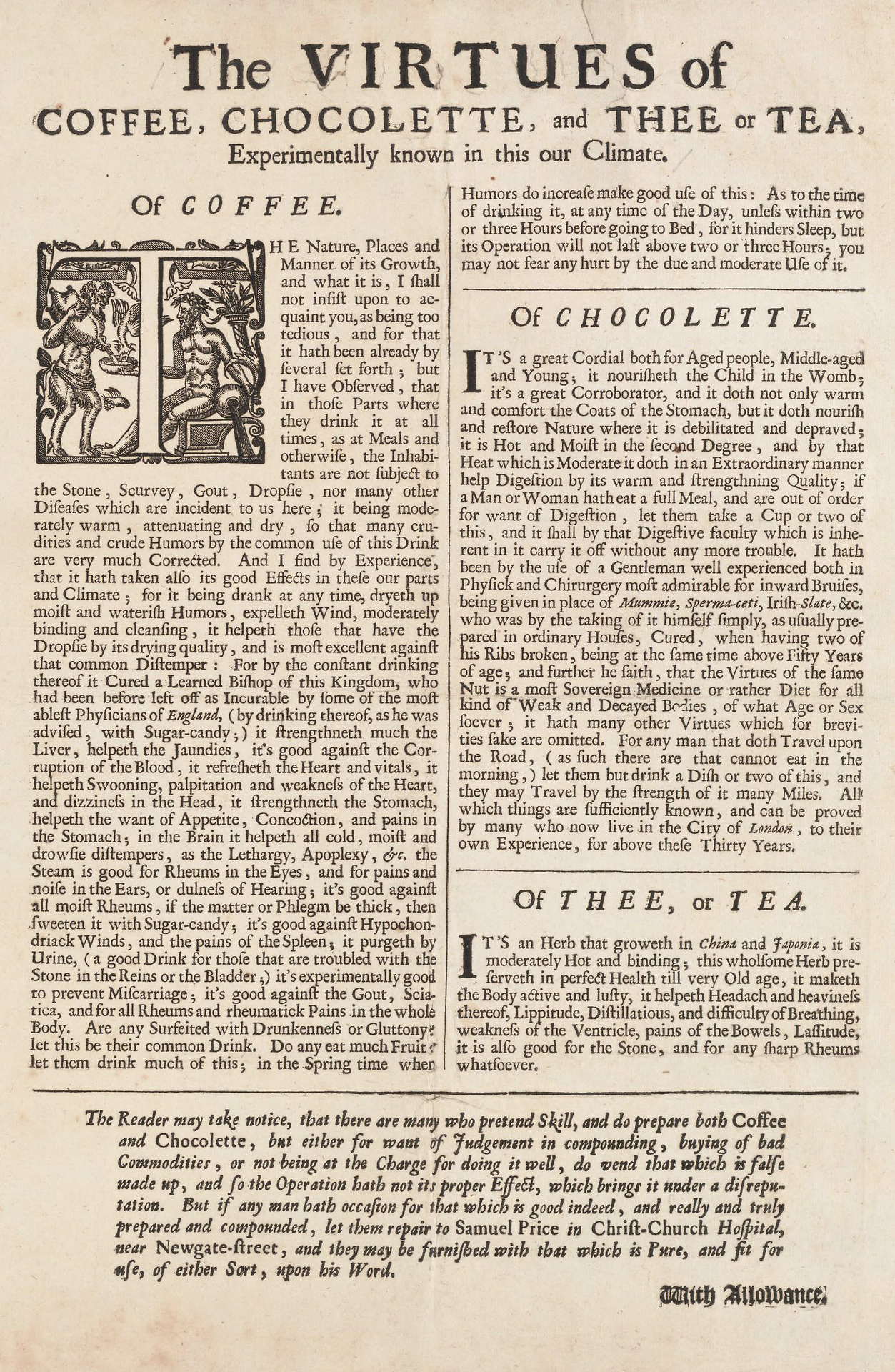
The virtues of coffee, chocolette, and thee or tea, experimentally known in this our climate, Londra 1690.

### Popoli del caffè
Molte popolazioni si sono appropriate della coltura del caffè, a volte dopo il periodo del colonialismo segnato da violenze e espropri delle terre indigene. La prima caffeicoltura libera dalla schiavitù, dal lavoro forzato o dalle pressioni coloniali emerse ad Haiti e nel Venezuela nei primi decenni dopo l'acquisizione dell'indipendenza, quando la diminuzione dei prezzi mondiali facilitò le intromissioni commerciali.
- I Tamil vennero fatti mobilitare in massa nel corso dell'espansione caffeicola degli anni 1840 a Ceylon britannico.
- Gli "Andini" del Venezuela e i Maya del Guatemala entrarono a far parte della manodopera di piantagione fin dagli anni 1870.
- Prima in Buganda e poi in tutta l'Africa orientale vennero fatte distribuire ai nativi sementi da parte dei Missionari d'Africa a partire dagli anni 1880.
- I Kanak della Nuova Caledonia assunsero il controllo delle colture abbandonate dai coloni francesi nel 1912.
- Nell'America Latina i coltivatori si sosterranno reciprocamente organizzandosi in aziende autogestite all'inizio del XX secolo, ispirando un modello di sviluppo che fiorì soprattutto dopo il 1945.
- I messicani di lingua tzotzil del Chiapas rimasero coinvolti nella "rivoluzione del caffè" agli inizi degli anni 1910, riuscendo in seguito ad ottenere terre proprie nel territorio di Soconusco a partire dal 1915.
- Lo stesso fecero i "País Paisa"[3] colombiani, che nel 1927 crearono la potente "Fédération nationale des caféiculteurs".
- I Baulé ivoriani furono partecipi dell'esplosione del caffè nel paese dopo il 1960.
- I Bamiléké introdussero massivamente il caffè in Camerun.
- I Kikuyu del Monte Elgon innescarono una sommossa nel 1952 contro la penuria di terreni coltivabili in Kenya.
- Gli Haya divennero abili caffeicoltori promuovendone lo sviluppo e la rapida crescita tutt'attorno al Lago Vittoria.
- Uguale compito si assunsero i Chaga della regione del Kilimangiaro, creatori nel 1925 delle prime cooperative ad essere presenti nel territorio del Tanganica[3].
- I Rwas ruandesi e gli Arusha della regione di Arusha coltivarono alle pendici del Monte Meru, ognuno sul proprio versante, riuscendo a portare avanti le loro rivendicazioni fino all'Organizzazione delle Nazioni Unite nel 1952.

### Prezzi globali, cartelli e organizzazioni di mercato
- 1700-75: Giava, La Réunion e Guyana olandese iniziano la produzione, i prezzi cominciano a scendere, esaurimento nello Yemen.
- 1736: Giava ha triplicato il suo raccolto in 12 anni.
- 1735-44, il caffè "Bourbon" francese passa da 0,1 a 2,5 milioni di libbre prodotte annualmente.
- 1739-90: ha termine il monopolio di Amsterdam, il consumo europeo si moltiplica di 10 volte[196].
- 1770 e 1779: aumento dei prezzi; la "rivoluzione del caffè a Saint-Domingue" (aumentato da 7 a 77 milioni di libbre prodotte, pari a 37.000 tonnellate)[197] spodesta la Guyana olandese e Giava.
- 1800-21: la rivoluzione haitiana crea una carenza globale, ponendo la Colonia della Giamaica in un effettivo regime di monopolio e rilanciando le Indie orientali olandesi; il passaggio dal cacao al caffè in Venezuela viene ostacolato a causa della Guerra d'indipendenza del Venezuela.
- 1821-47: Caraibi, Brasile, Venezuela e continente asiatico risentono dell'eccesso di offerta la quale provoca un decremento dei prezzi, che alla fine toccano i minimi storici negli anni 1840; al mercato di Filadelfia il caffè haitiano passa dai 26 centesimi del 1821 ai 6 centesimi del 1844.
- 1826: il Regno del Brasile esporta 21.000 tonnellate, quasi il triplo in 6 anni[198].
- 1835: fine del monopolio del caffè nelle Filippine spagnole[196].
- 1858: i prezzi sono rimbalzati del 50% in 15 anni[199].
- 1861: i prezzi recuperano il 18% del proprio valore in tre anni[199].
- 1876: i prezzi sono raddoppiati (da 12 a 23 centesimi per libbra) in sei anni, poi sono scesi a 11 centesimi nel 1883 dopo la crisi di sovrapproduzione del 1882[200].
- 1882-1883: tre mercati a termine (Futures) vengono create nel continente europeo ed entrano nella programmazione concorrente a seguito del crollo del caffè prodotto nel 1880 dalla speculazione[201].
- 1896: sovrapproduzione di caffè dal Brasile, giunto a 22 milioni di sacchi[84].
- 1906, 1917 e 1921: "piani di conservazione" brasiliani, i mercati si riprendono tra la massima sorpresa degli economisti.
- 1928: sul mercato di Anversa un kilogrammo di Coffea canephora sale da 3,50 a 12,55 franchi belgi sullo sfondo di uno scenario d'inflazione generale.
- 1930: i prezzi scendono, i paesi dell'America Latina subiscono un lento ma costante decremento; il Venezuela scompare dal mercato. Il Brasile rimonta nel 1933 ma brucia le scorte.
- 1954: il prezzo d'acquisto aumenta di 200 franchi francesi nell'impero coloniale francese.
- 1956: il prezzo mondiale è quasi triplicato in 10 anni.
- 1958: la conferenza di Rio de Janeiro riunisce in un unico cartello quasi tutta l'America Latina caffeicola.
- 1962: firma dell'"Accordo internazionale sul caffè". La produzione è stata moltiplicata di 20 volte in appena 10 anni nella Costa d'Avorio, di 15 nel Camerun.
- 1974: "mini-OPEC" del caffè ad imitazione dell'OPEC.
- 1989: ratifica dell'accordo internazionale sul caffè.
- 2001 Il Vietnam e l'Indonesia hanno contribuito ad abbassare il valore del caffè fino a toccare il livello più basso in 150 anni.

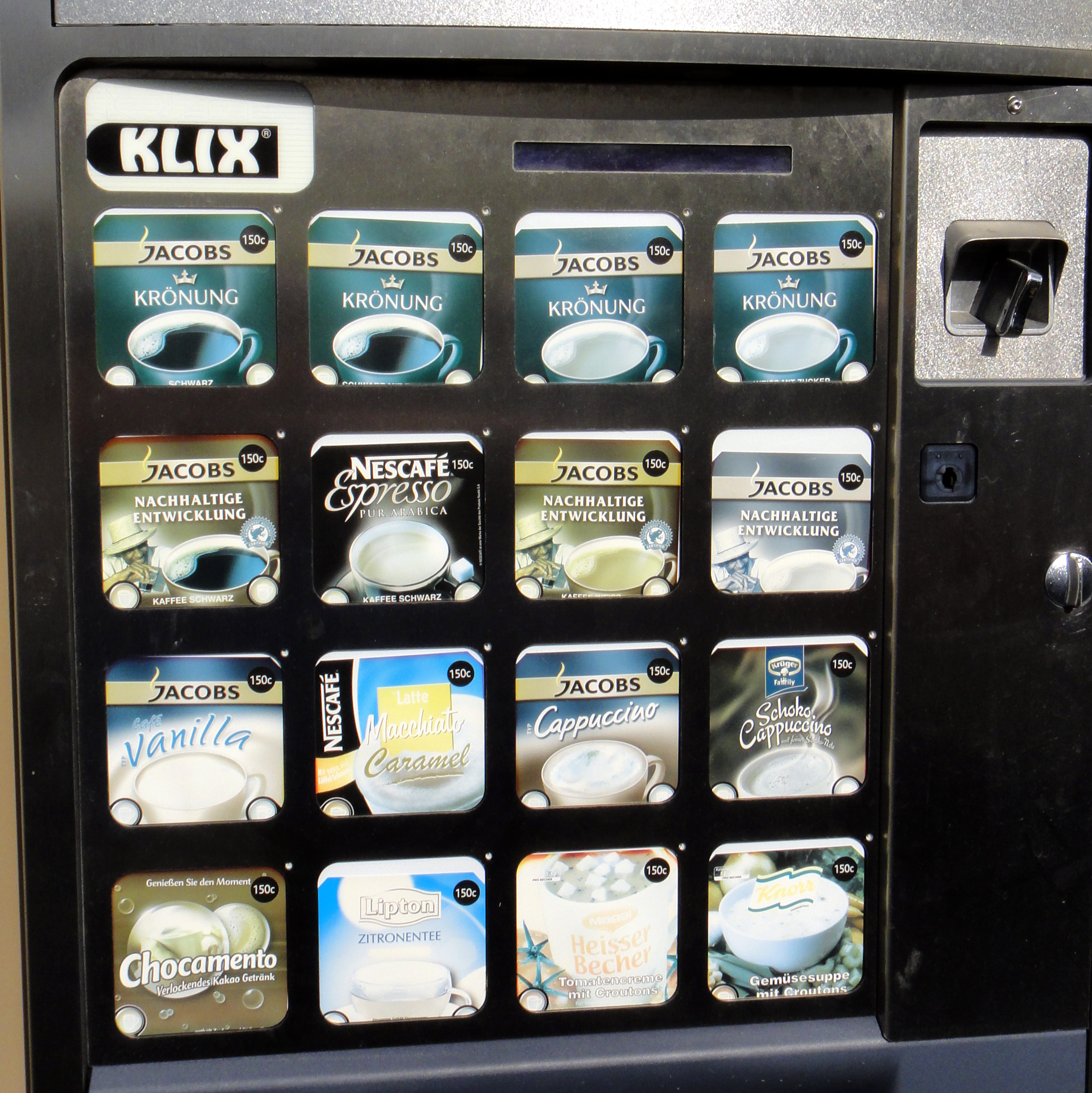
Distributore automatico di caffè a Berlino nel 2013.

#### Principali infrastrutture relative alla coltivazione del caffè
- HAPAG (compagnia di spedizioni fondata nel 1847).
- Linea ferroviaria di Mauá nell'impero del Brasile (aperta dal 1854).
- Panama Railway (completata nel 1855).
- Norddeutscher Lloyd (compagnia di spedizioni fondata nel 1857).
- "São Paulo Railway" (aperta nel 1867).
- "Hamburg Süd" (compagnia di spedizioni fondata nel 1871).
- Ferrovia della Costa Rica (la costruzione inizia nel 1871).
- Elevador Lacerda, attrezzatura del porto di Salvador de Bahia eretta tra il 1869 e il 1873.
- Cavo sottomarino transatlantico che collega Londra a Recife, inaugurato nel 1874.
- Linea ferroviaria del Guatemala (la costruzione inizia nel 1876).
- Tratto ferroviario del Nicaragua che collega Granada a Corinto (la costruzione inizia nel 1880).
- Ferrovia del dipartimento di Antioquia in Colombia (la costruzione inizia nel 1876 ma diviene pienamente operativa solo nel 1926).

#### I grandi commercianti
- Benjamin Green Arnold (New York, 1868-1883).
- Théodore Wille (Amburgo e Santos)[99].
- "Neumann Kaffee Gruppe" (Amburgo e Santos)[202][203].
- Caspar Voght e Georg Heinrich Sieveking (Amburgo).
- Famiglia Delius (Brema).
- Famiglia di Rodolfo Dieseldorff (San José nella Costa Rica)[204].
- George Stiepel (Valparaíso in Cile).
- "Hockmeyer & Rittscher" (Amburgo e Guatemala a partire dal 1858)[205].
- "Rieper Augener" (Brema e Guatemala)[200].
- "Ospina, Vasquez e Jaramillo" (Colombia e Guatemala)[206].
- "Prado Chaves" (Santos).[207]
- "Gruppo Lacerda" (Santos)[208].
- Famiglia di Philippe Jobin (Le Havre)[209][210][211][212].
- Famiglia di Louise Delamare (Le Havre)[104][213].
- Famiglia Rufenacht-"Société commerciale interocéanique" (Le Havre)[103][135].
- Jacques Siegfried (Le Havre)[214].
- Charles Latham (Le Havre)[103][215].
- Georges Ancel (Le Havre)[139].
- Louis Drouin (Nantes)[216].
- Hermann Sielcken (New York e Baden-Baden)[86].